# Méridienne (gnomonique)
Pour les articles homonymes, voir Méridienne (homonymie).

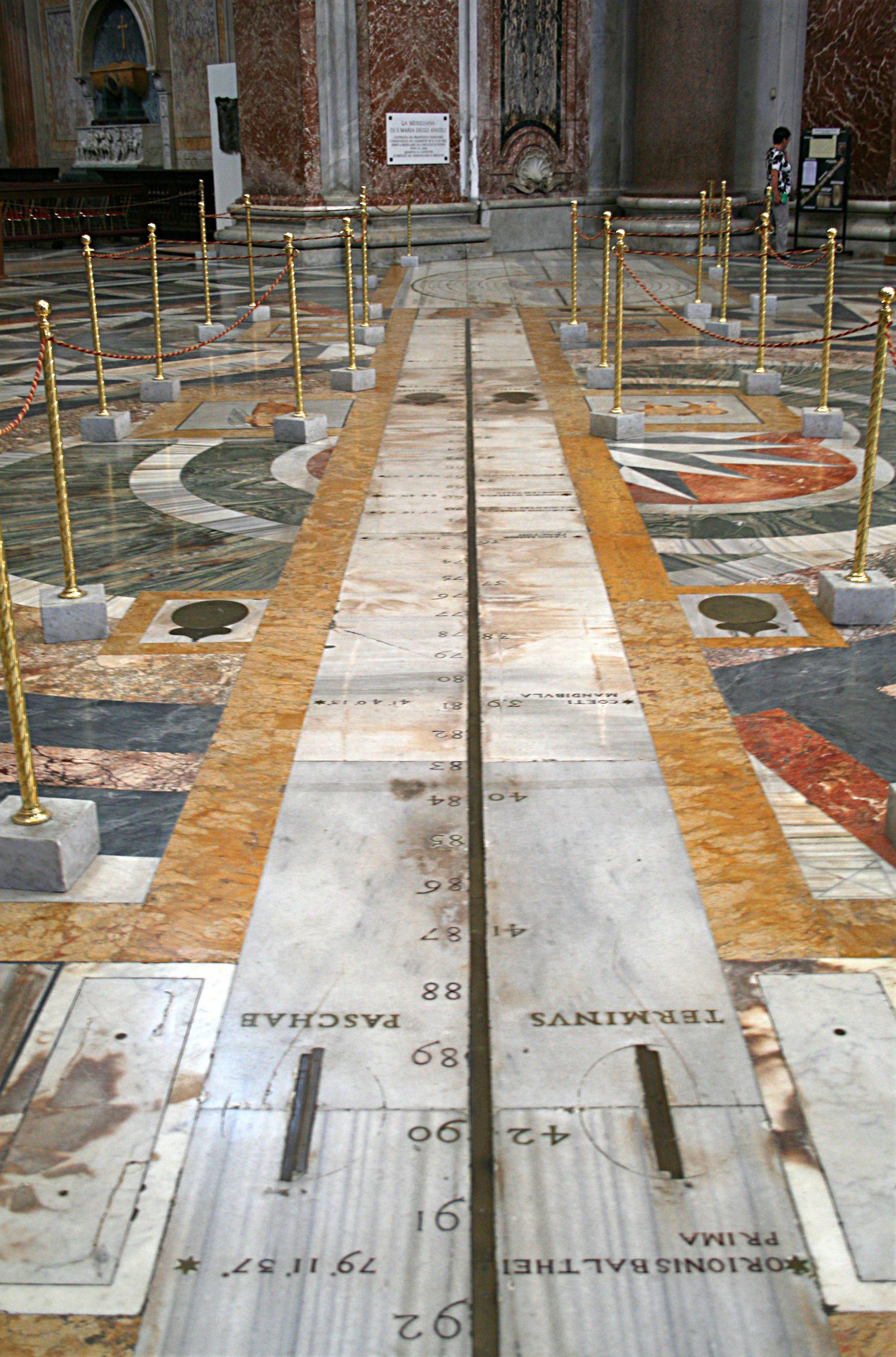
Méridienne « astronomique » de Bianchini, basilique Santa Maria degli Angeli e dei Martiri, Rome (1702).

En gnomonique, une méridienne est un instrument ou une construction permettant de repérer l'instant précis du midi solaire. Cette saisie s'effectue à partir de l'ombre de l'extrémité d'un style qui traverse une ligne méridienne, trace du méridien, sur un support le plus souvent vertical ou horizontal. C'est en quelque sorte un cadran solaire réduit à sa plus simple expression.
On peut distinguer ici deux types de méridiennes : Les méridiennes « d'usage » et les méridiennes « astronomiques » :
1. Les méridiennes « d'usage » qui donnent simplement l'heure de midi. L'âge d'or de ces instruments « grand public », se situe du XVIIe au XIXe siècle. À cette époque, elles permettent à tout un chacun de régler sa montre sur le Soleil. Elles sont, le plus souvent de type vertical ; on les trouve dans des lieux accessibles à tous, principalement en extérieur. La précision de lecture doit être bonne, mais sans plus, elles sont donc de dimensions humaines correspondant à une longueur de un à trois mètres à titre indicatif ;
2. Les méridiennes « astronomiques », qualifiées aussi de « grandes méridiennes », antérieures aux méridiennes d'usage, ont été créées pour des besoins astronomiques concernant le Soleil. Ces constructions horizontales étaient de longueur conséquente, de cinq à plusieurs dizaines de mètres, pour mettre en évidence les phénomènes à étudier. Instruments de grande précision, elles ont été construites généralement dans des lieux protégés ; on les trouve dans des observatoires ou des églises.

Aujourd'hui, tombées en désuétude, elles renaissent grâce à des passionnés de gnomonique, sous des formes ne dépendant que de l'imagination de leurs créateurs.

## Méridiennes d'usage

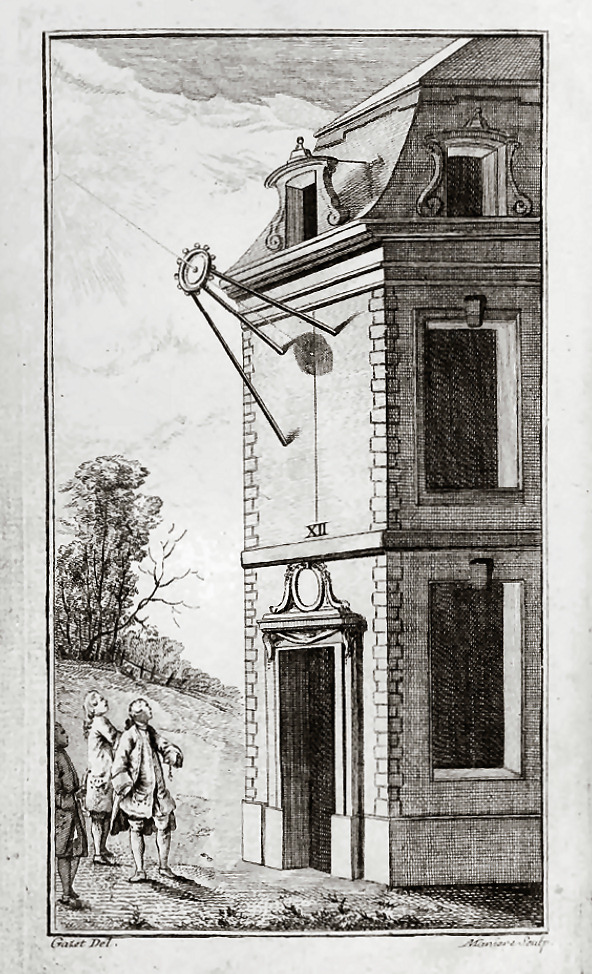
Mise à l'heure de montres à la méridienne (1760).

Ces méridiennes ne sont, en fait, que des cadrans solaires dont l'éventail des heures est réduit au minimum vers midi. Elles sont la plupart du temps verticales et extérieures et se retrouvent, comme les cadrans, sur des églises, hôtels particuliers et bâtiments publics, où tout un chacun peut venir régler sa montre à l'heure du midi.

### Description
Elles comportent les mêmes éléments que les cadrans, soit dans leur forme la plus simple, un style qui projette une ombre sur une table où est tracée la ligne du midi solaire :

#### Le style
Il est rarement polaire ou droit. En effet, dans ces deux cas, les limites de l'ombre projetée sur la table sont assez floues et la lecture peu précise. Il lui est préféré un faux style ponctuel matérialisé par un œilleton percé dans un grand disque rattaché à la table par un tripode (trois pieds qui assurent la rigidité du système). La plaque crée une zone d'ombre sur la table. Au centre de cette zone d'ombre, l'œilleton va former une tache de lumière au contour assez net qui contrastera bien avec l'ombre périphérique. Ainsi le relevé de l'instant du midi sera-t-il plus exact.

Quand une méridienne se trouve non plus à l'extérieur, mais à l'intérieur d'un bâtiment, les rayons solaires traversent un trou dit aussi oculus percé dans un mur ; dans ce cas, l'œilleton, inséré dans l'oculus, est plutôt qualifié de gnomon.

#### La table
Elle est le plus souvent verticale. La ligne de midi est elle-même verticale. Pour augmenter la précision de lecture, la grandeur des méridiennes est supérieure généralement aux dimensions des cadrans ordinaires ; d'ailleurs cadran et méridienne sont parfois associés.
Sous nos latitudes[Lesquelles ?], le Soleil n'est pas toujours au rendez-vous au moment de midi. Pour capter un éventuel rayon solaire quelque temps avant ou après midi, d'autres lignes horaires et leurs subdivisions peuvent être ajoutées symétriquement par rapport à la ligne centrale. On trouve ainsi des lignes supplémentaires tracées de cinq en cinq minutes et/ou de quarts d'heures en quarts d'heures dans un intervalle le plus souvent de ± 1 heure.

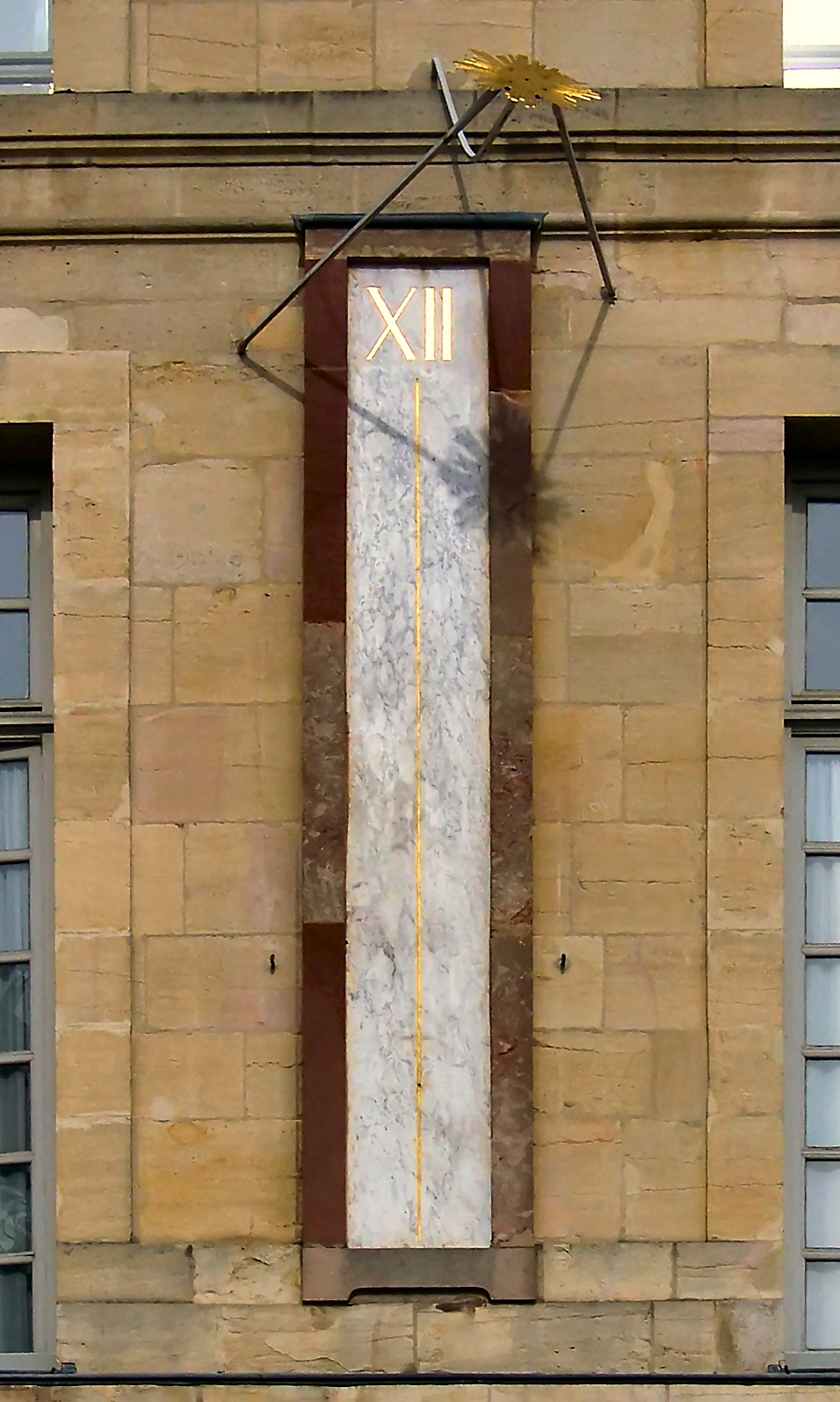
Simple méridienne avec sa ligne de midi (ca. 1750).
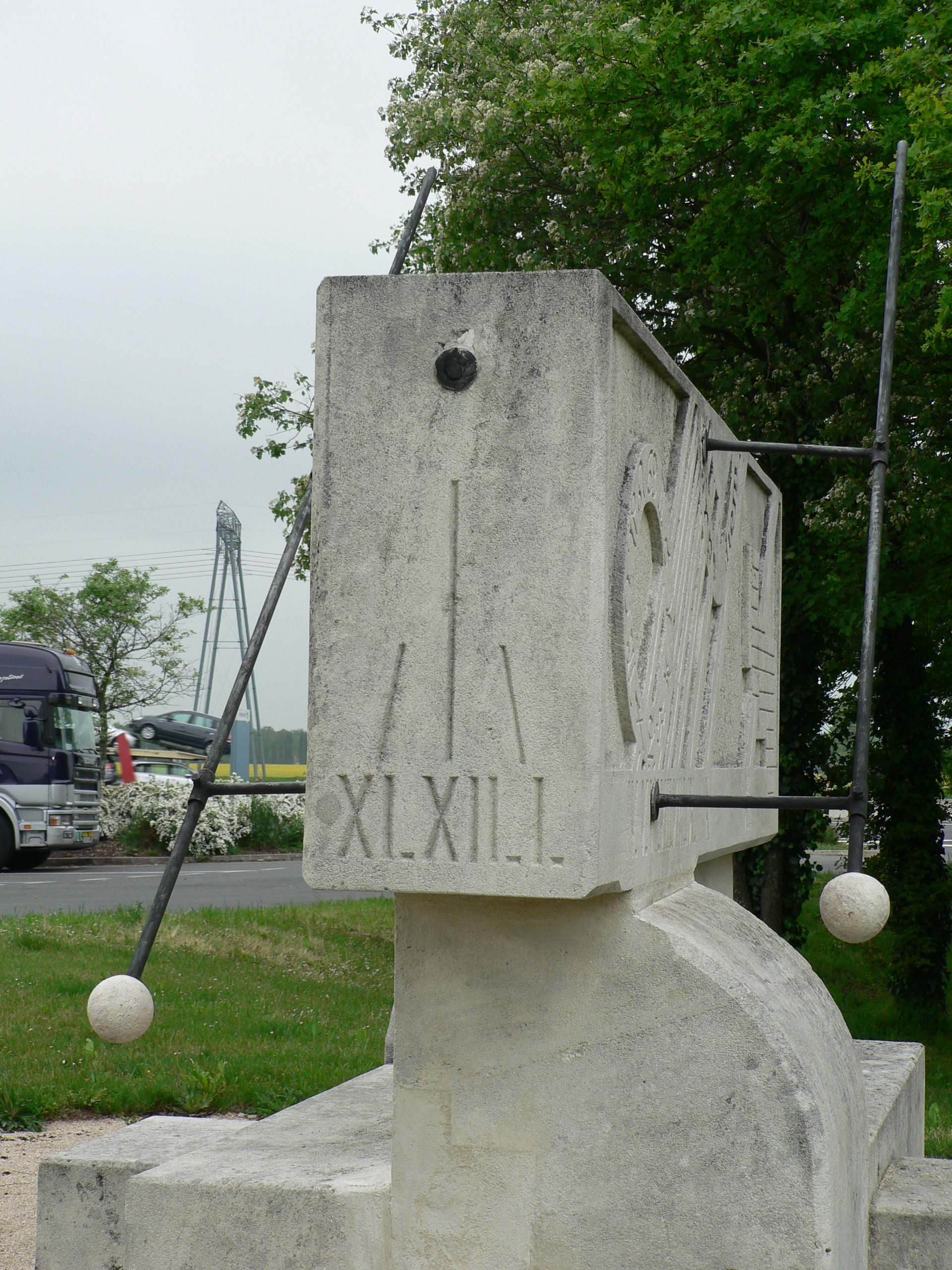
Méridienne à trois lignes horaires.
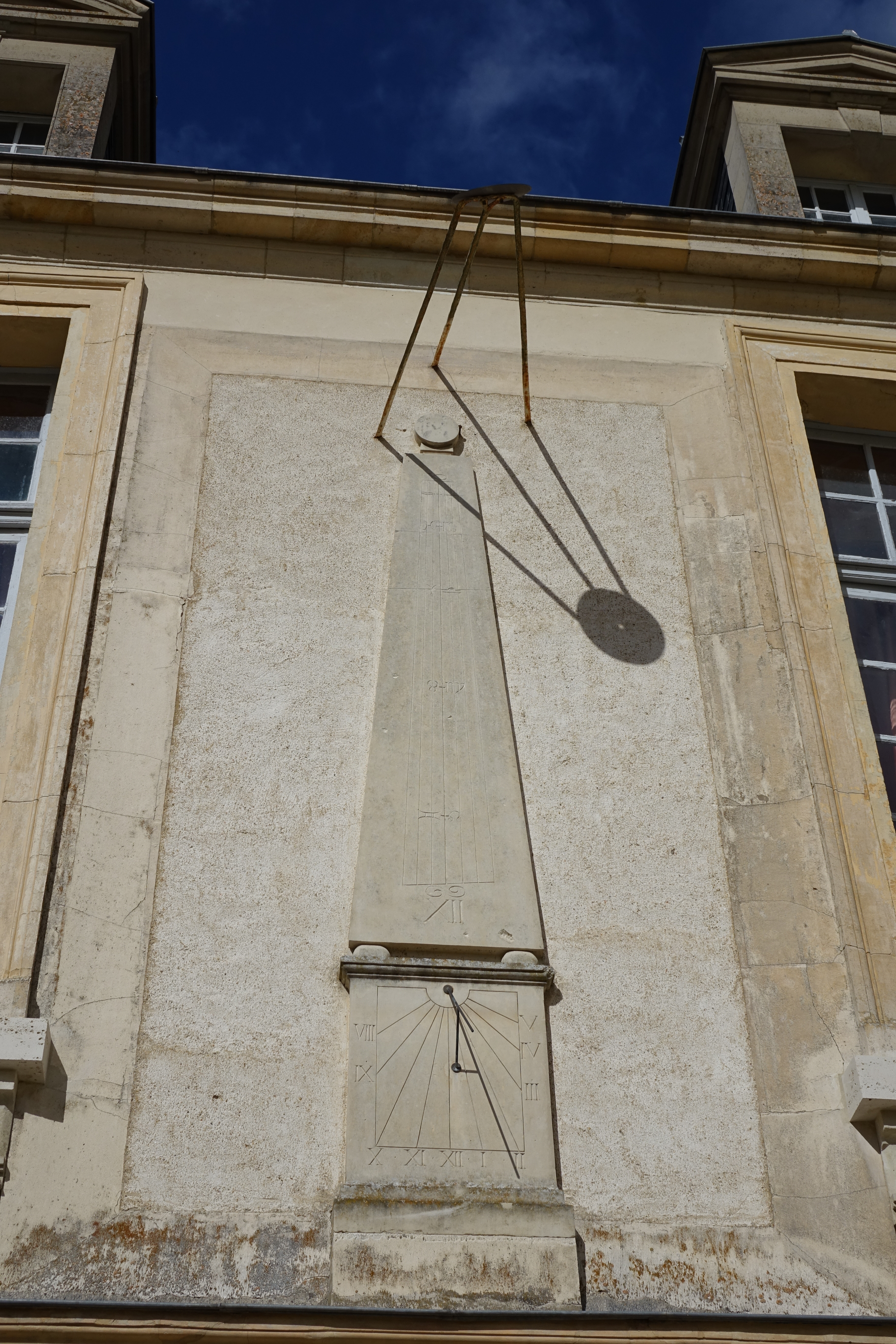
Méridienne avec lignes des 1/4 d'heures (ca. 1719).
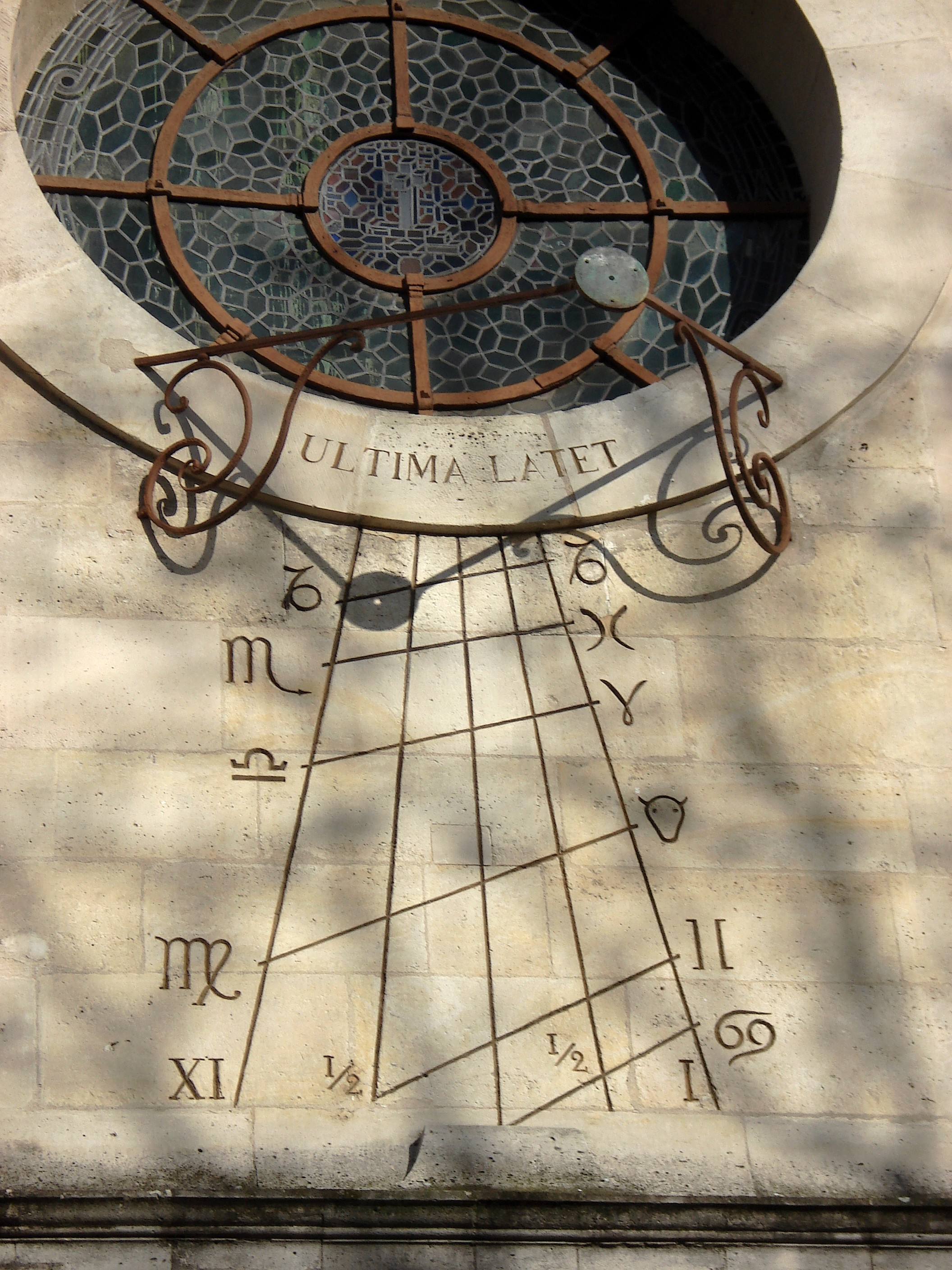
Méridienne avec lignes des 1/2 heures (ca. 1670).

Des indications supplémentaires peuvent être portées sur la table : les arcs diurnes ou lignes de déclinaison, indiquant les solstices et équinoxes, signes du zodiaque, etc. Leur finalité est surtout décorative ; elles permettent aussi de constater que méridienne et calendrier sont en concordance.
Au cours du XVIIIe siècle, apparaît la nécessité de ne plus se régler sur l'heure solaire vraie de midi qui varie tous les jours en fonction de l'équation du temps, mais de saisir l’instant du midi moyen local, en adéquation avec la marche régulière de la montre. Les méridiennes vont alors se voir enrichies d'une courbe en huit dont l'origine est attribuée en France à Grandjean de Fouchy.

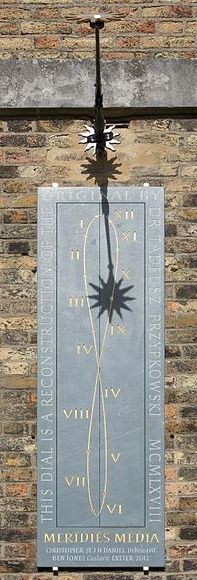
Méridienne contemporaine de temps moyen à Greenwich.
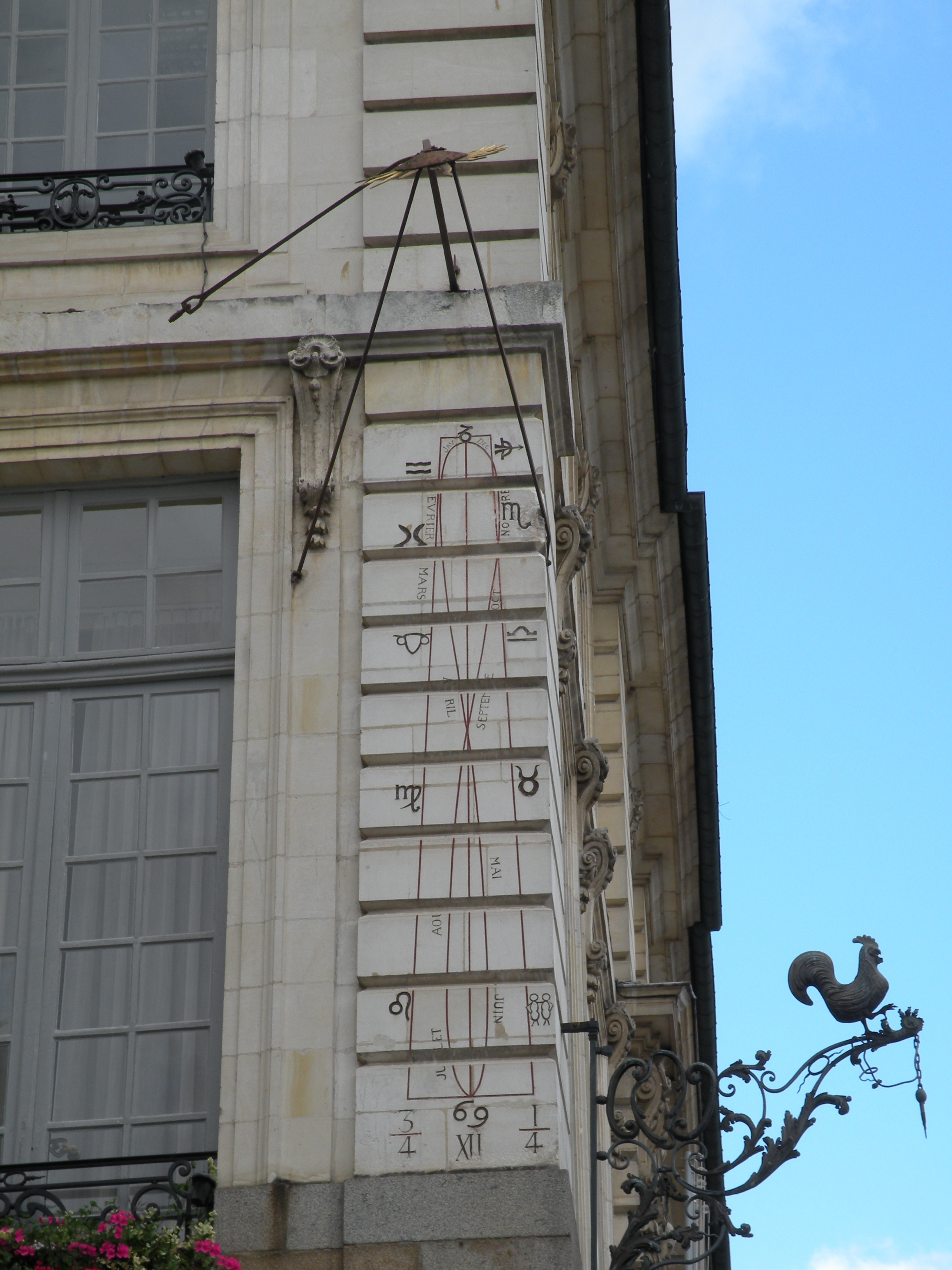
Méridienne à la mairie de Rennes (post. 1743).
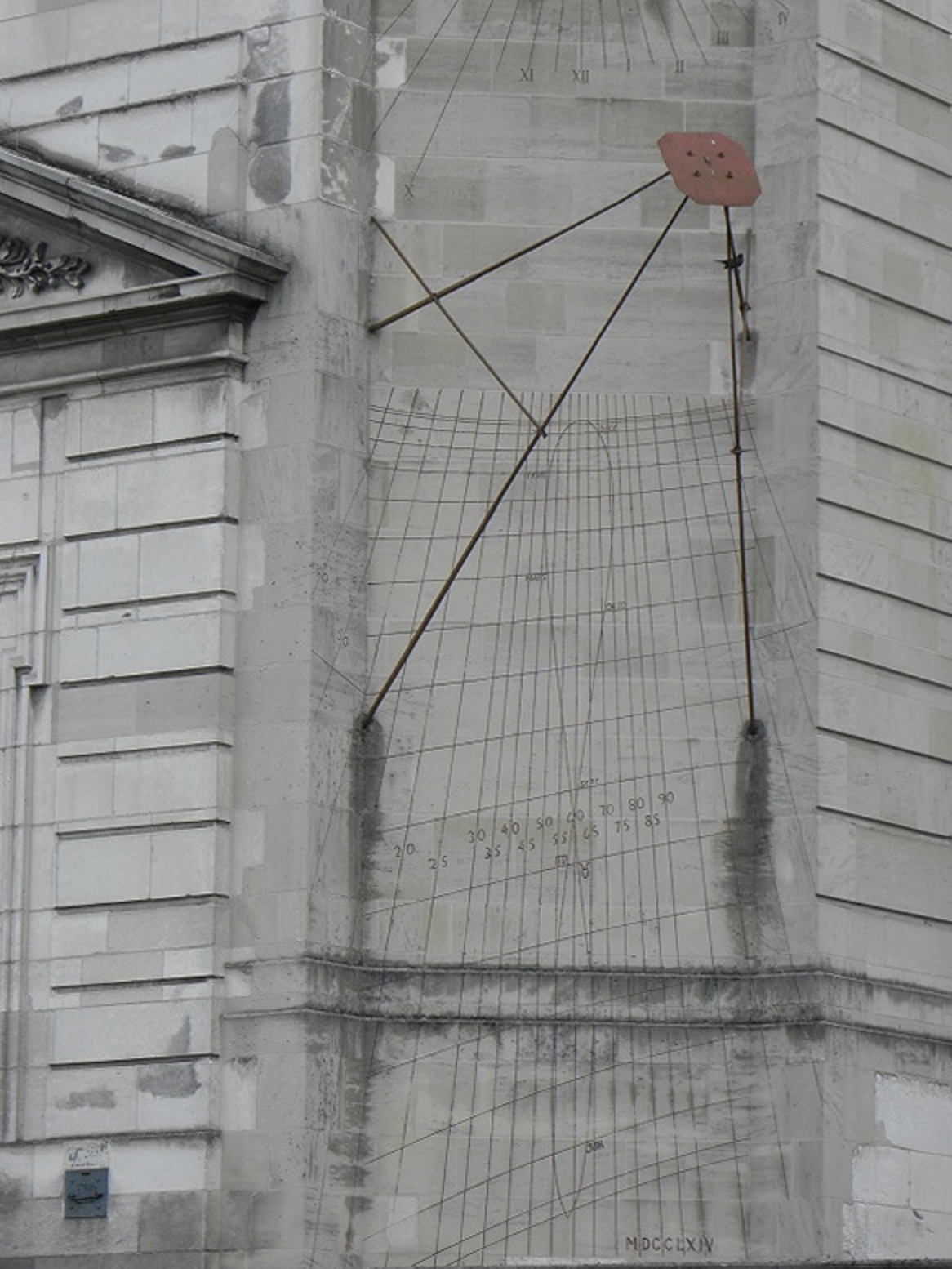
Une méridienne complexe à Troyes (1764).
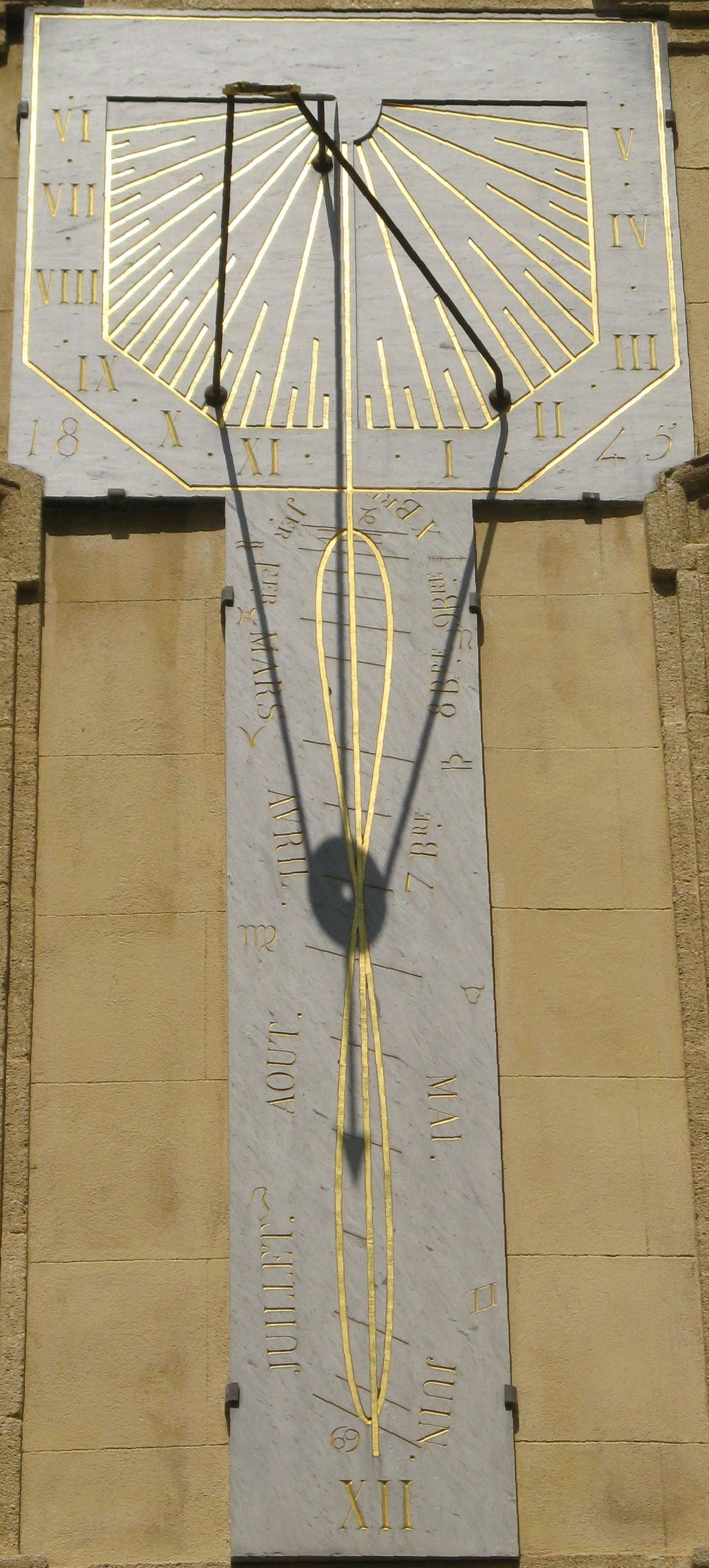
Association cadran solaire-méridienne à Aix-en-Provence (1864).
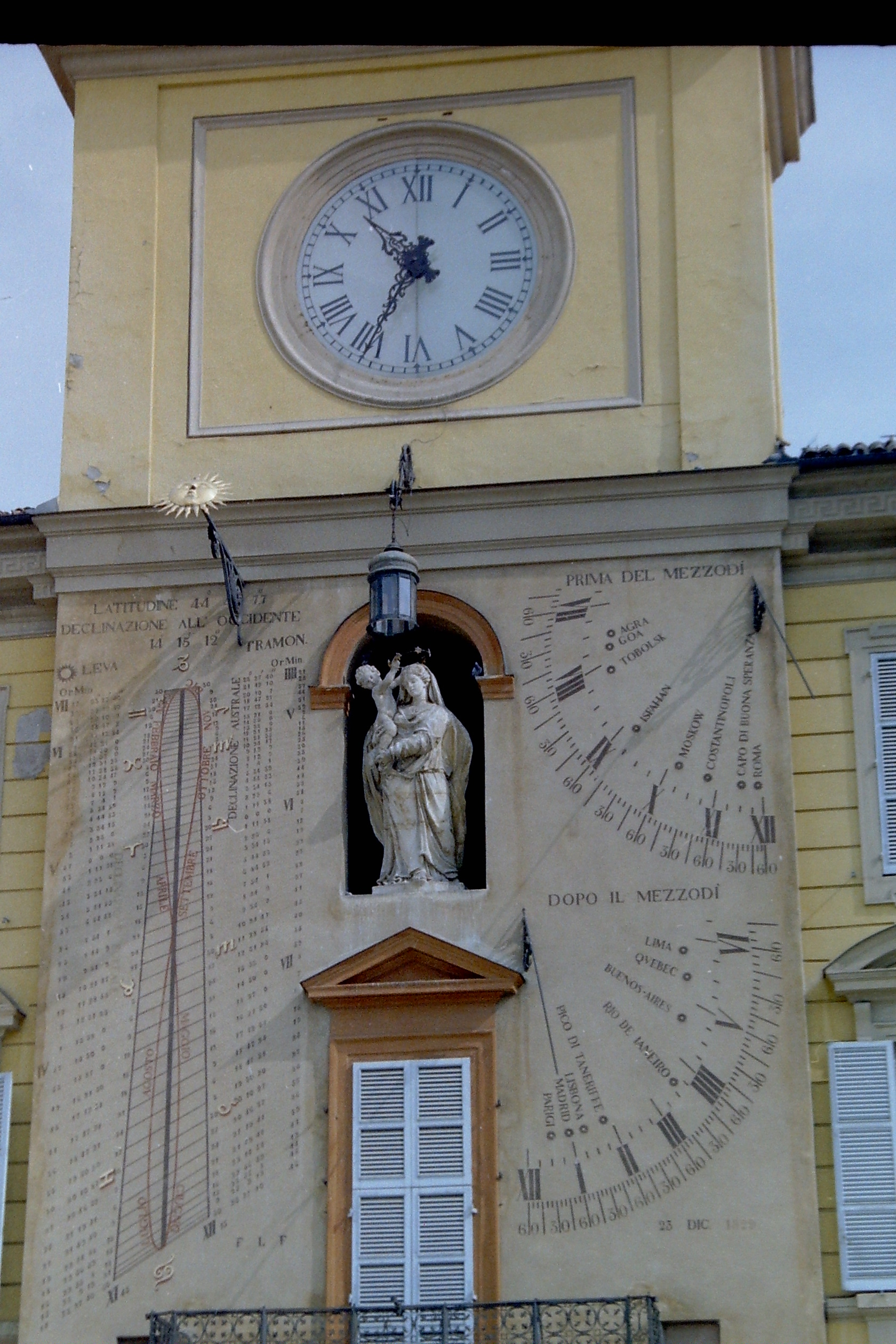
Horloge, cadrans et méridienne à Parme (1828).

### Tracé
La ligne méridienne et ses lignes accessoires sont tracées par des méthodes gnomoniques classiques.
Aujourd'hui, des logiciels spécialisés permettent de tracer cadrans et méridiennes en quelques clics, notamment Shadows développé par François Blateyron.

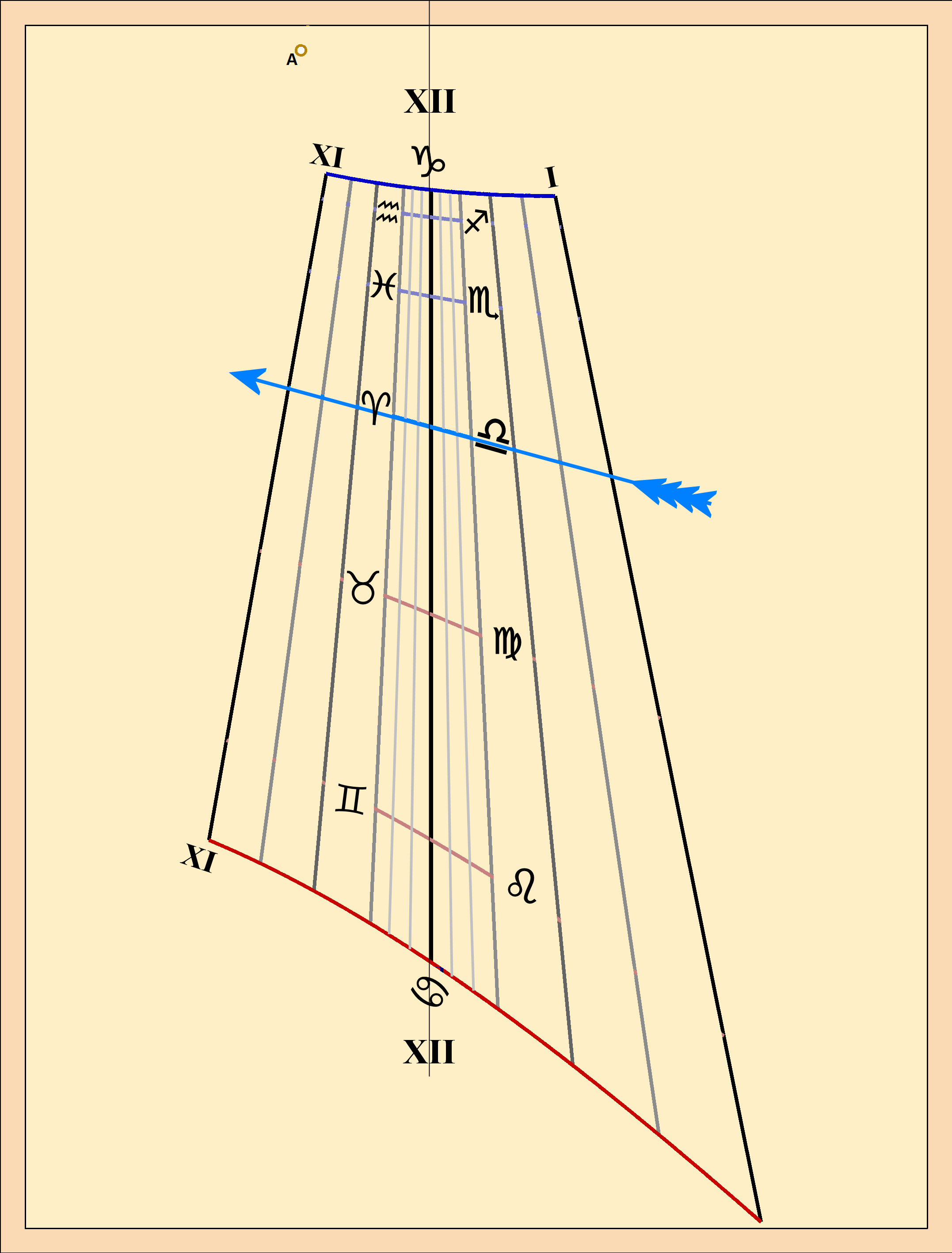
Dessin de la table d'une méridienne existante (ca. 1770) obtenu à partir de Shadows.

### Histoire
Aux origines, les méridiennes assurément sont liées au gnomon. Dès qu'a été tracée sur le sol une ligne reliant le pied d'un gnomon au point où l'ombre projetée est minimum - pour un jour de soleil quelconque - on a une méridienne (gnomon + ligne méridienne).

#### Les plus anciennes
Les méridiennes d'usage, ne servant qu'à indiquer l'instant du midi solaire ont eu de rares précurseurs à l'époque médiévale. Ainsi :
- au château de Peel, dans l'île de Man, en Grande-Bretagne, sur une pierre est tracée une ligne méridienne verticale ; son gnomon est un mur vertical situé entre le Soleil et la table de la ligne méridienne. D'époque peut-être médiévale, cette méridienne était vue du port, en contrebas ;
- toujours en Grande-Bretagne, il existait des méridiennes de la messe, du XIIe au XVIIe siècle ;
- en Suède, dans l'île de Gotland, à l'église de Fole, une pierre placée dans le cimetière attenant sert de méridienne ; l'ombre d'un angle du clocher y laisse sa trace au midi vrai. L'église est des XIIe et XIIIe siècles
- en Turquie, dans l'église Sainte-Sophie de Constantinople, une méridienne aurait été construite en 1437. Ne subsiste au sol que la ligne méridienne[4].

Ce n'est qu'à partir du XVIe siècle que des méridiennes vont donner l'heure de midi à des communautés. Les quelques rares exemplaires subsistants se trouvent sur des édifices religieux, plus rarement civils :
- en France, sur l'église de Caudebec-en-Caux, une méridienne verticale de temps vrai, présumée de 1530 ; sur la cathédrale d'Auch, le même type de méridienne datée de 1544 ; à l'hôpital Saint-Jacques, à Besançon, dans les jardins, une borne à quatre faces avec de nombreuses inscriptions dont le nom du facteur : Tissot, 1549 ; on peut indiquer pour finir une méridienne disparue, rue du Cherche-midi à Paris, à l'époque d'une ordonnance de Henri III de 1500 réglementant le métier de cadranier pour la ville ;
- aux Pays-Bas, dans un salon de l'hôtel-de-ville de Bois-le-Duc, on trouve une méridienne horizontale qui permettait de régler une pendule et le carillon des cloches de l'édifice, ceci vers 1550 ;
- en Suisse, à Porrentruy, dans l'ancien couvent de Bellelay, supprimé en 1798, était une méridienne horizontale gravée sur une pierre triangulaire avec un style à œilleton. Sur la table, une date : 1591. Cette méridienne porte en plus une courbe en huit, anachronique par rapport à la date gravée, mais elle aurait pu être rajoutée au XVIIIe siècle. Aujourd'hui, cette méridienne serait la possession d'une famille de Porrentruy[5].

#### L'âge d'or: duXVIIeauXIXesiècle
Cette époque va voir fleurir un peu partout des méridiennes d'usage ; en France, on en dénombre près de 200.
Elles vont orner les façades des cathédrales, églises et couvents, des châteaux, palais princiers et hôtels particuliers, mais aussi des lieux publics tels qu'hôpitaux, collèges, places, ponts et carrefours, etc. Leur prolifération va correspondre aux progrès de l'horlogerie.
Huygens invente l'horloge à pendule dans les années 1660. C'est un progrès considérable qui va rapidement être mis en œuvre à l'Académie des sciences de Paris. Les horloges pourront, dès 1670, indiquer aux astronomes les secondes avec une bonne fiabilité. D'autre part, les montres vont, elles aussi, se perfectionner et se miniaturiser. Ainsi dès 1675, on voit apparaître le ressort spiral employé comme régulateur et les cadrans d'horloges et de montres à deux aiguilles où les minutes sont alors quantifiables. Les classes aisées vont s'enticher de ces nouveaux instruments et chacun voudra avoir avec soi l'heure solaire la plus exacte possible.
Mais le Soleil n'est pas trop « régulier » : l'équation du temps fait qu'il peut exister des variations journalières allant jusqu'à la minute et, cumulées, ces variations peuvent atteindre environ quinze minutes. D'où la nécessité de venir voir fréquemment si l'indication de son garde-temps est en accord avec le Soleil. Pour ce faire, il existe le cadran solaire, mais il ne donne pas toujours l'heure avec grande exactitude. Il va lui être préféré de simples méridiennes où l'on peut apprécier l'instant du midi local à quelques secondes près, exactitude suffisante pour les montres à minutes (l'aiguille centrale des secondes n'apparaît que vers les années 1730.).
Il faut bien reconnaître que les fréquentes visites aux méridiennes vont devenir fastidieuses. Le Soleil est moins régulier que l'horloge et la montre. Peu à peu, au fil des décennies, le temps moyen va se substituer au temps vrai.
D'abord chez les astronomes où, par exemple, l'ascension droite d'une étoile s'exprime en heures moyennes, méthode standard venant de Jean Picard. Pour exploiter la méthode, vers 1730, Grandjean de Fouchy va, le premier, construire une de ses premières méridiennes horizontales dans le Palais du Luxembourg avec une courbe en huit qui lui permettra de saisir directement l'heure moyenne du lieu.

Il en existe une, contemporaine de celle-ci dans la cour de l'hôtel de Montmor.
Quelques décennies plus tard, certaines méridiennes de temps vrai vont se voir ornées de cette même courbe en huit. Elles deviennent alors méridiennes de temps moyen.

Au XIXe siècle, le temps moyen s'impose. Les horloges de Paris sont réglées sur la nouvelle heure en 1826 (et non 1816), après les villes de Genève en 1780, Londres en 1792, et Berlin en 1810. Le besoin en méridiennes de ce type sera tel qu'elles seront même fabriquées en séries. Ce sera l'époque des « méridiennes industrielles ». La fin du siècle verra l'officialisation de la nouvelle heure : la loi du 14 mars 1891 décrète que l'heure légale en France et en Algérie sera l'heure de temps moyen de Paris.

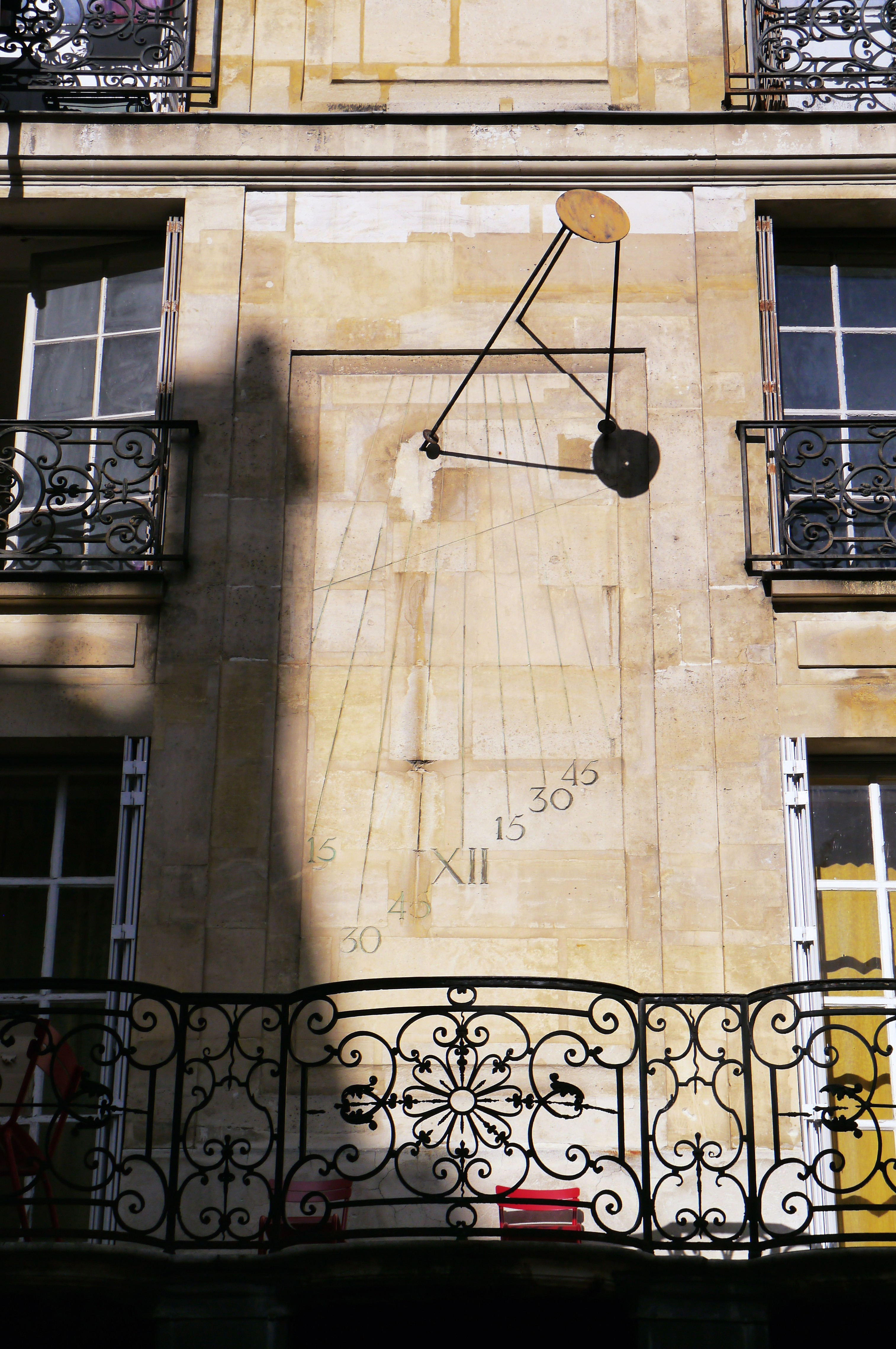
Hôtel Chenizot, Paris, 1730 ?
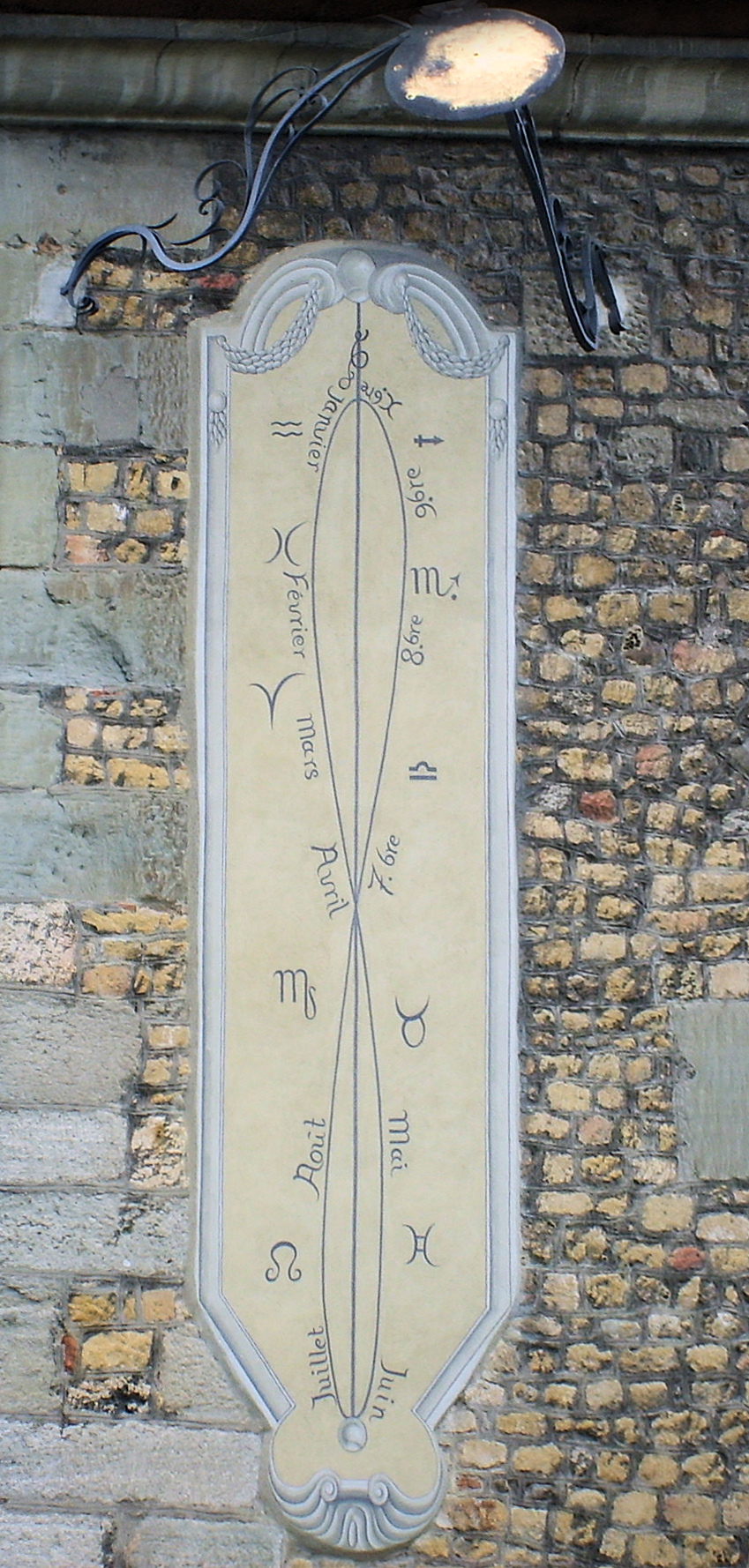
Église Sainte-Marie-Madeleine, Avenches, XVIIIe siècle.
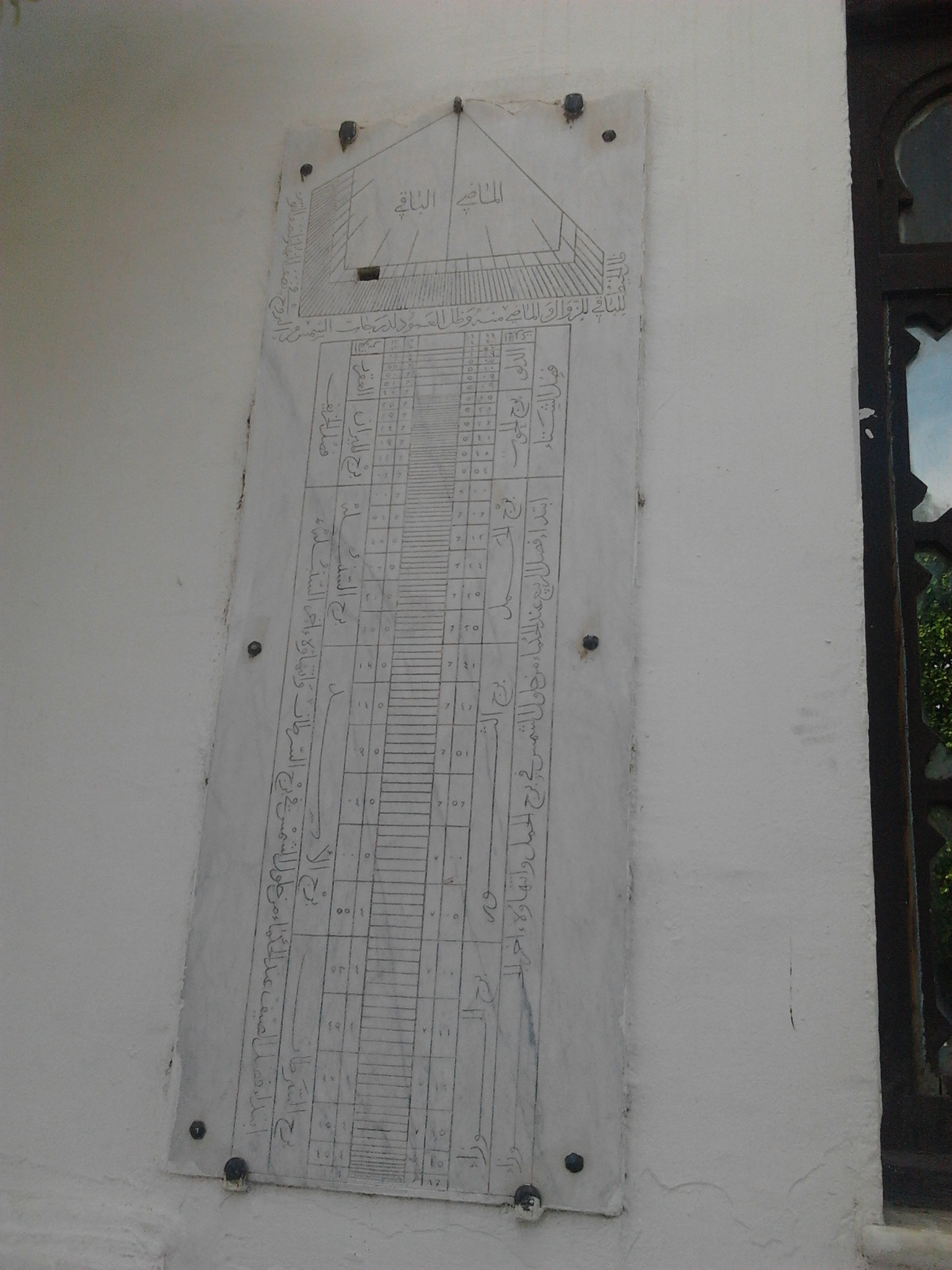
Méridienne de facture arabe, à fonction calendaire, Tunis, 1876[12].
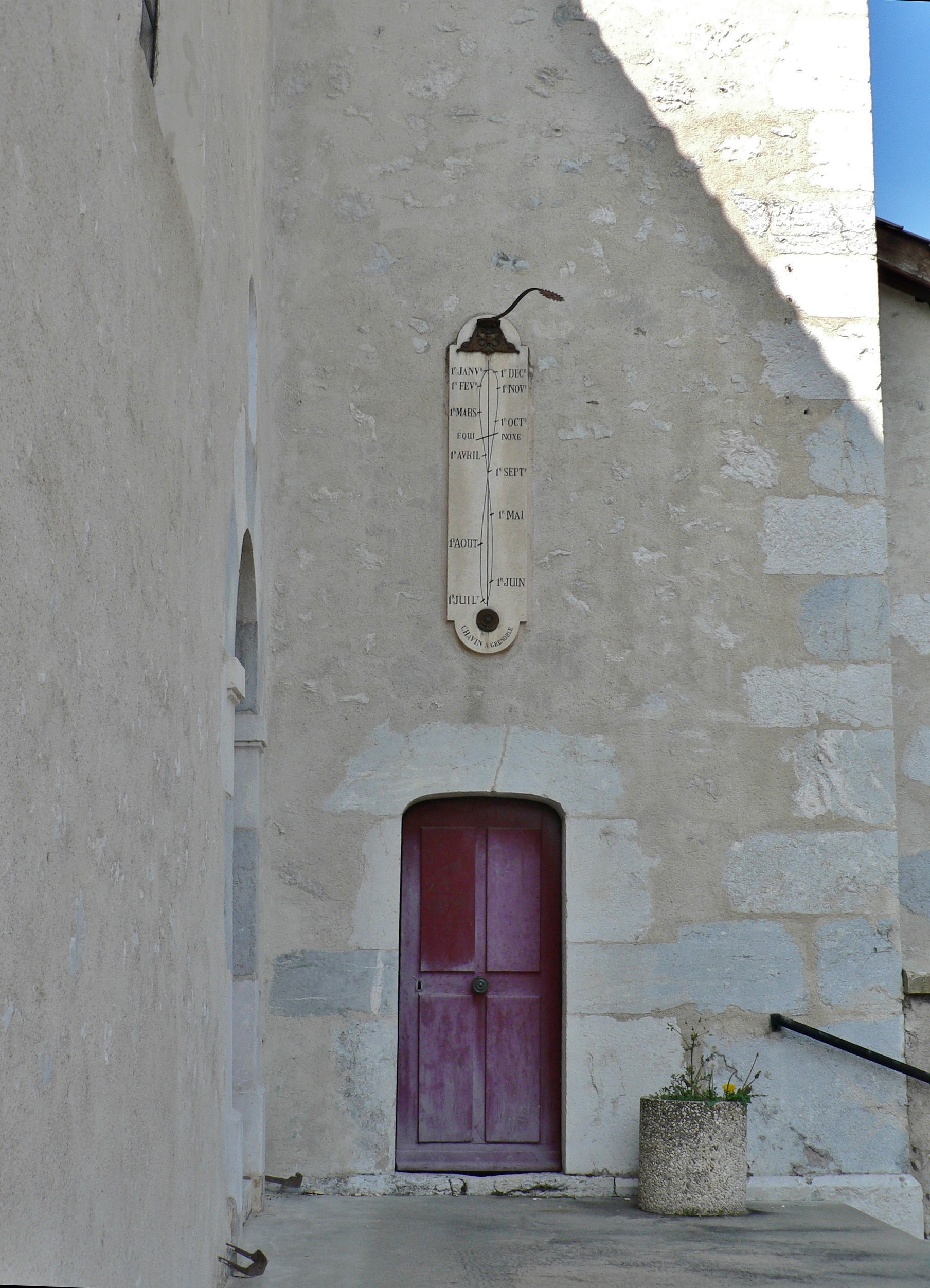
Méridienne de Chavin, Le Gua (Isère), 1877.
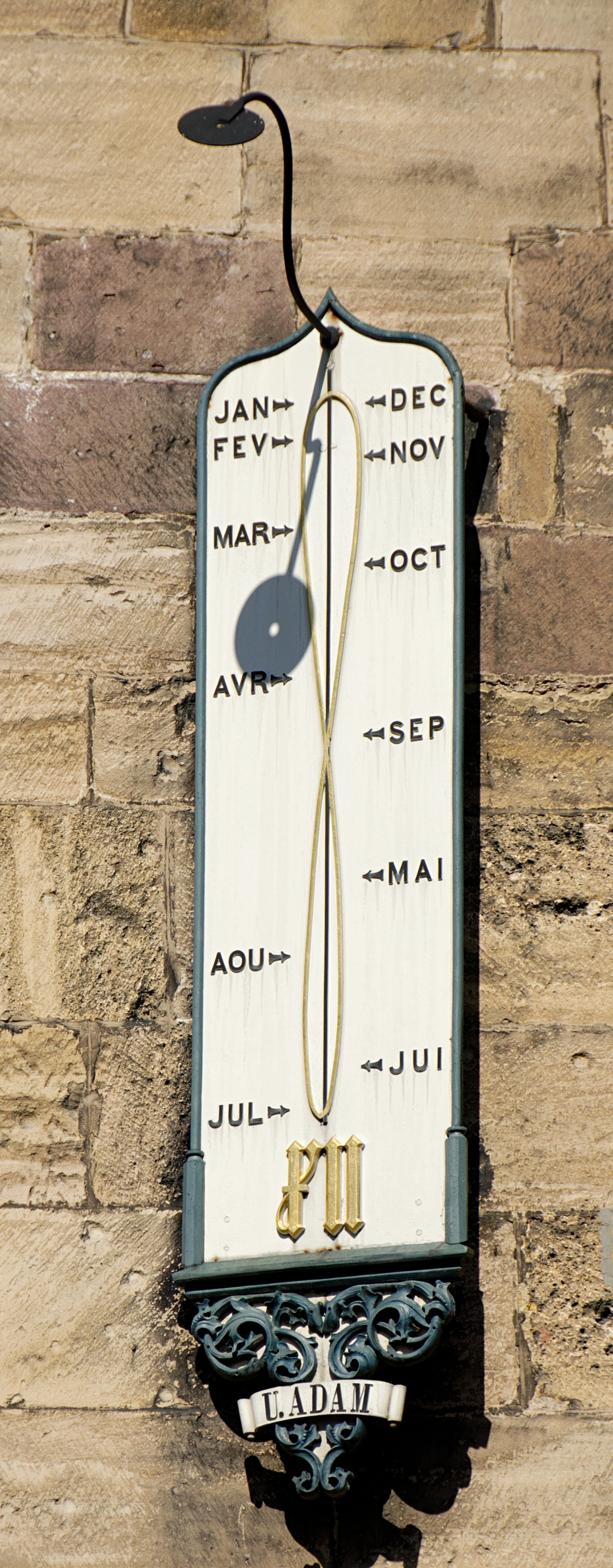
Méridienne industrielle d'Urbain Adam, Colmar, 1866.
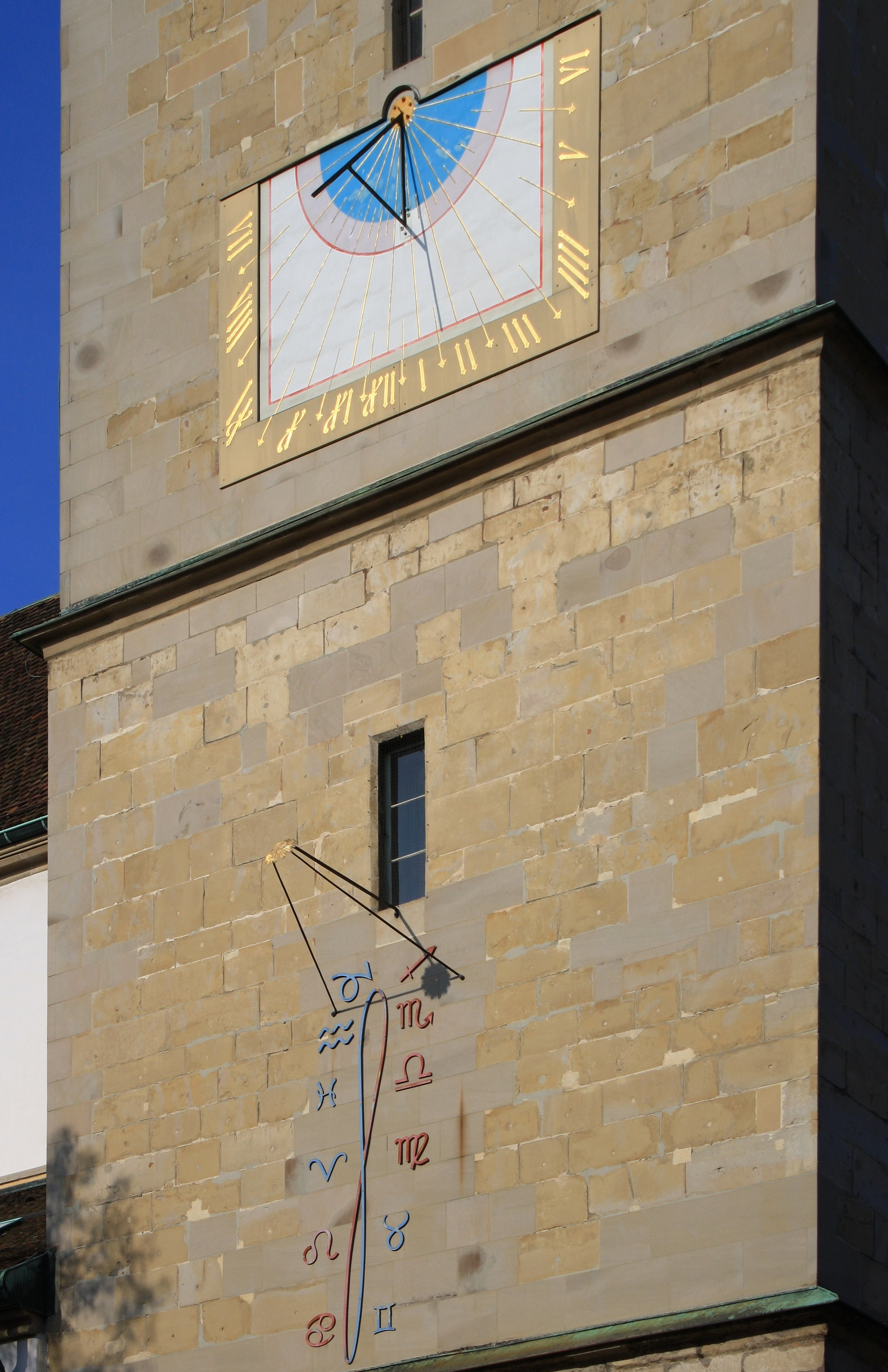
Église Saint Laurent, Winterthour, XIXe siècle.

Peu à peu, devant les progrès de l'horlogerie et des communications télégraphiques, puis téléphoniques, les méridiennes vont tomber en désuétude. Néanmoins, elles ne disparaîtront pas ; des nostalgiques et des passionnés de gnomonique continueront à entretenir et créer de nouveaux exemplaires de ces gardiens du temps solaire ; ainsi, plus d'une cinquantaine de méridiennes traditionnelles ont vu le jour en France depuis les années 1900.

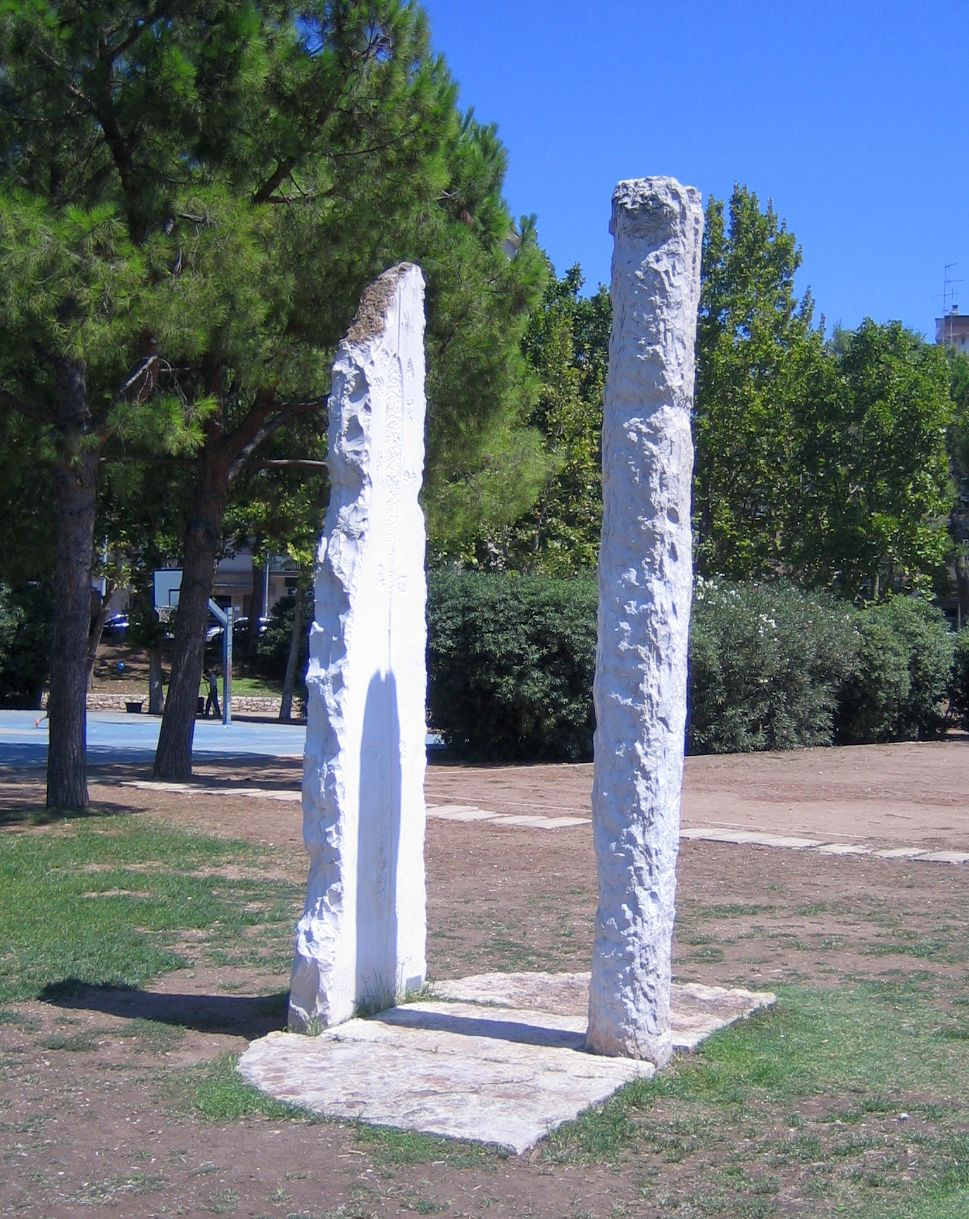
Monument méridien à Bari, 1987.
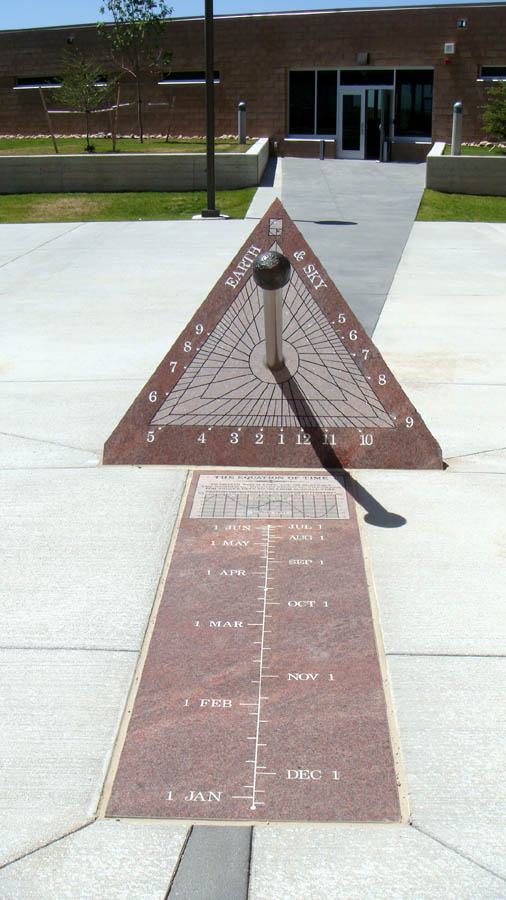
Cadran équatorial et méridienne à Colorado Springs , 2009.
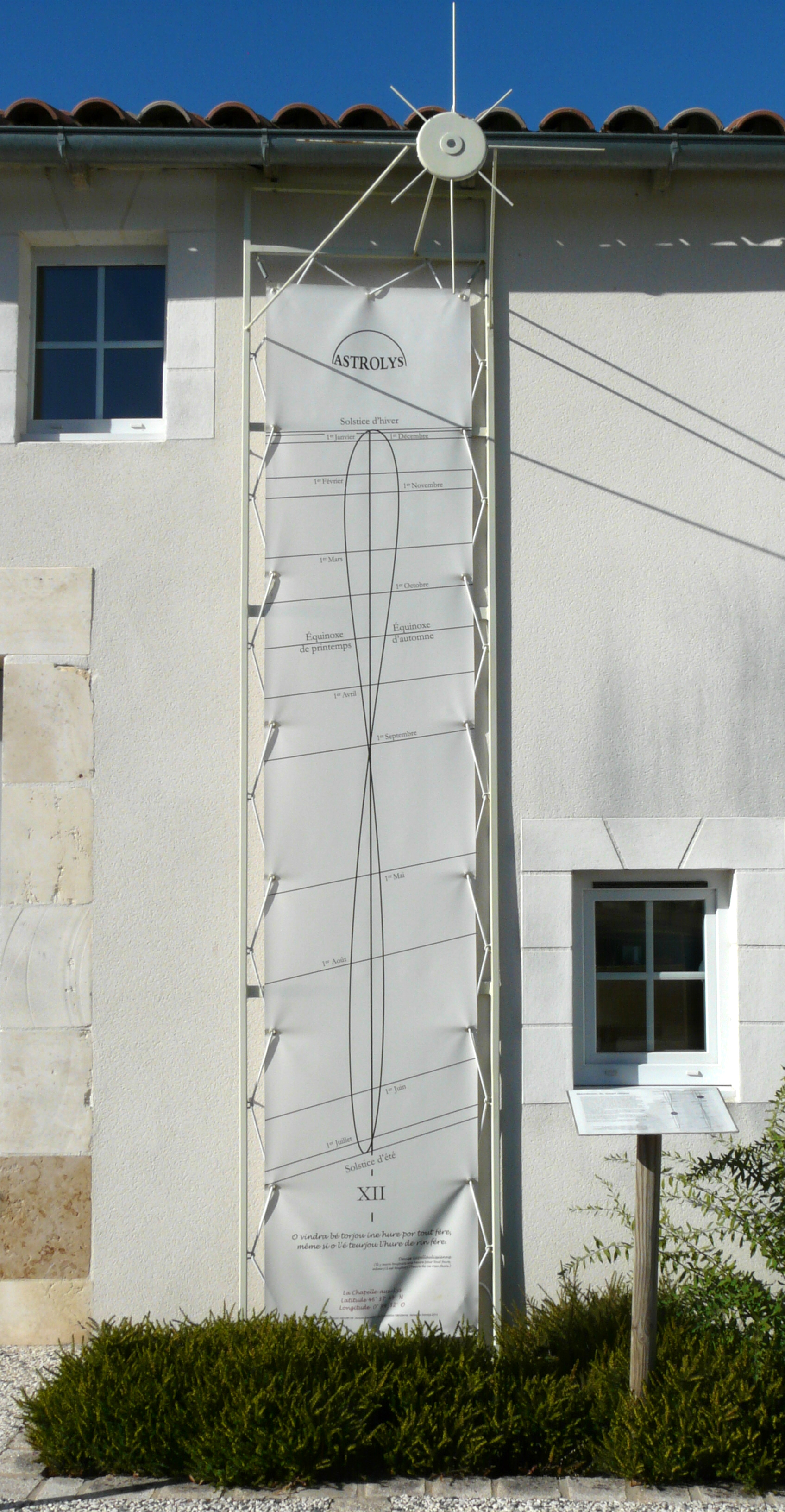
Méridienne à La Chapelle-aux-Lys, 2014.

## Méridiennes astronomiques
Ces « grandes méridiennes » ont été créées pour des besoins astronomiques concernant le Soleil. On les trouve dans des observatoires et de grandes constructions, le plus souvent dans des églises. Horizontales, elles indiquent bien sûr le midi solaire, mais, dans la majorité des cas, ce n'est pas leur fonction principale : elles permettent de déterminer les dates des solstices et des équinoxes, la déclinaison journalière du Soleil à midi, la longueur de l'année et, pour finir, l'obliquité de l'écliptique.

### Description
Comme pour les méridiennes grand public, elles sont constituées des mêmes éléments fondamentaux :
- Le faiseur d'ombre — ou plutôt de lumière — est ici un gnomon ; le plus souvent c'est un « oculus » percé dans un mur de la construction abritant la méridienne. Dans cet oculus, situé à une certaine hauteur du sol, une plaque percée d'un trou cylindrique calibré traditionnellement au 1/1 000[N 3],[14] de la hauteur du gnomon, va projeter une tache de lumière sur une table horizontale ;
- La table, tracée directement sur un sol bien plan, ou parfois rapportée sur un muret pour être à hauteur d'homme, comporte la ligne méridienne et des indications comme les solstices, équinoxes et autres divisions élémentaires : jours, mois, signes du zodiaque…

### Caractéristiques théoriques
Des formules simples de gnomonique permettent d'esquisser le schéma d'une méridienne théorique :
La hauteur théorique du Soleil, à midi, est de la forme :
où φ est la latitude du lieu et δ la déclinaison du Soleil dans son mouvement annuel.
Aux solstices, elle prend les valeurs suivantes :
où ε est l'obliquité de l'écliptique de l'époque considérée. Cette dernière est aussi la déclinaison δ maximale du Soleil.
Aux équinoxes, où δ = 0, on aura :

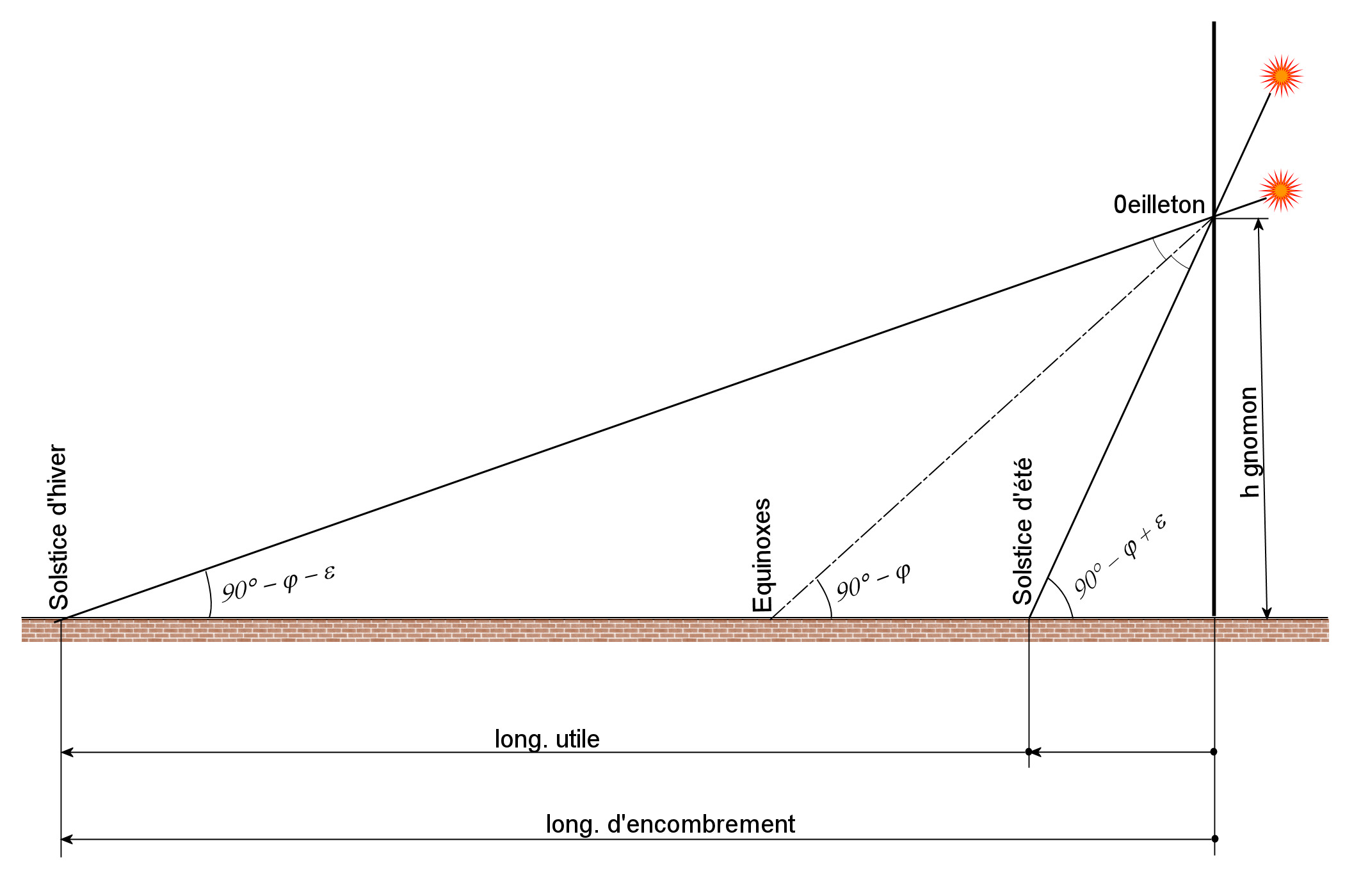
Plan théorique.

φ et ε étant connus, on peut par exemple, en se donnant la hauteur du gnomon, en déduire les longueurs au sol de la méridienne et vice-versa.

### Tracé d'une ligne méridienne
Les méthodes proposées correspondent à celles qui ont été le plus employées pour tracer les grandes méridiennes jusqu'à la fin du XVIIIe siècle.

Il est bien connu que l'ombre d'un gnomon sur un sol horizontal est la plus courte à midi, mais entre 11 h et 13 h, cette longueur est pratiquement constante, d'où une grande incertitude dans le tracé de la ligne méridienne qui joint le pied du gnomon à l'extrémité de l'ombre minimum. Une méthode géométrique simple, relativement précise, se substitua très tôt à la méthode originelle.

#### Méthode des «cercles indiens»
La méthode ancestrale, connue dès l'Antiquité, est la méthode des « cercles indiens » ou méthode des ombres solaires égales. 

Dans le plan horizontal de la future ligne méridienne, pointer au sol quatre à cinq extrémités de l'ombre du gnomon avant midi - entre 9 h et 10 h par exemple - puis tracer des cercles centrés sur le pied du gnomon et passant par les points repérés. L'après-midi, pointer sur ces différents cercles les passages successifs de l'extrémité de l'ombre du gnomon. Joindre les points situés sur un même cercle (ombres solaires égales), ceci pour tous les cercles et tracer les médiatrices des segments obtenus (qui par définition passent par le pied du gnomon). Les médiatrices doivent être confondues : elles matérialisent la ligne méridienne.

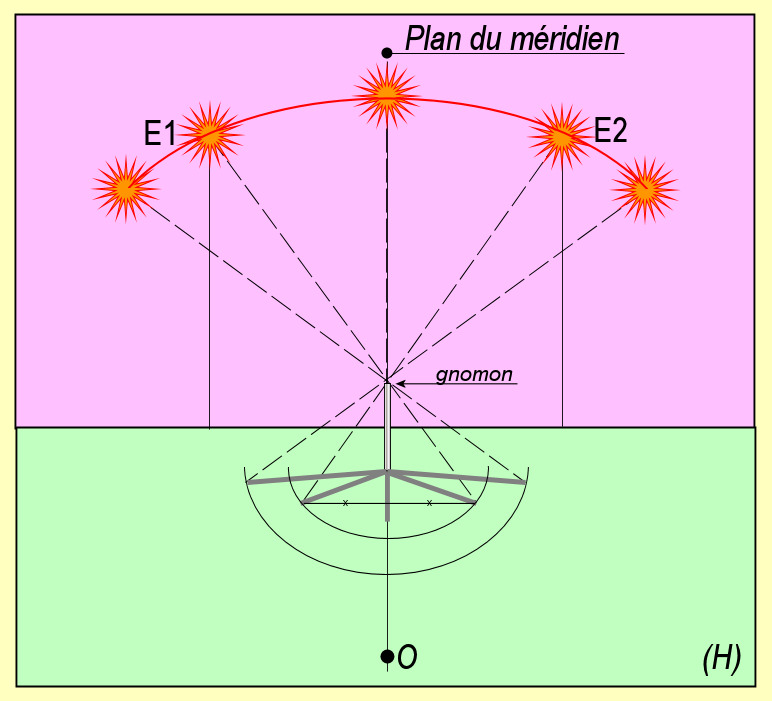
Méthode des ombres solaires égales

La méthode n'est rigoureusement exacte qu'aux solstices où la déclinaison du Soleil est pratiquement constante. On soulignera aussi que les ombres solaires égales correspondent à des hauteurs égales du Soleil.

#### Méthode des hauteurs correspondantes
La méthode part, comme la précédente, de couples de hauteurs égales du Soleil, avant et après midi : on saisit, avec une bonne horloge, ces instants ; leur moyenne correspond à l'instant où le Soleil est dans le plan du méridien.
La méthode n'a pu être mise en application qu'à la suite d'innovations importantes. Ce sont, tout d'abord, l'horloge à secondes, apparue vers 1760, qui permet de saisir des instants précis, puis la mise au point d'une lunette à réticule pour prendre les hauteurs du Soleil. Cet instrument sera le quart de cercle mis au point par Jean Picard. Il sera d'ailleurs le premier, en 1673, à mettre en application la méthode des hauteurs correspondantes pour tracer une méridienne.
Suivons la mise en œuvre de la méthode, pour le jour du solstice d'été où la déclinaison solaire est constante et où les conditions météorologiques sont les plus favorables :
1 - Préparation de la pendule à secondes

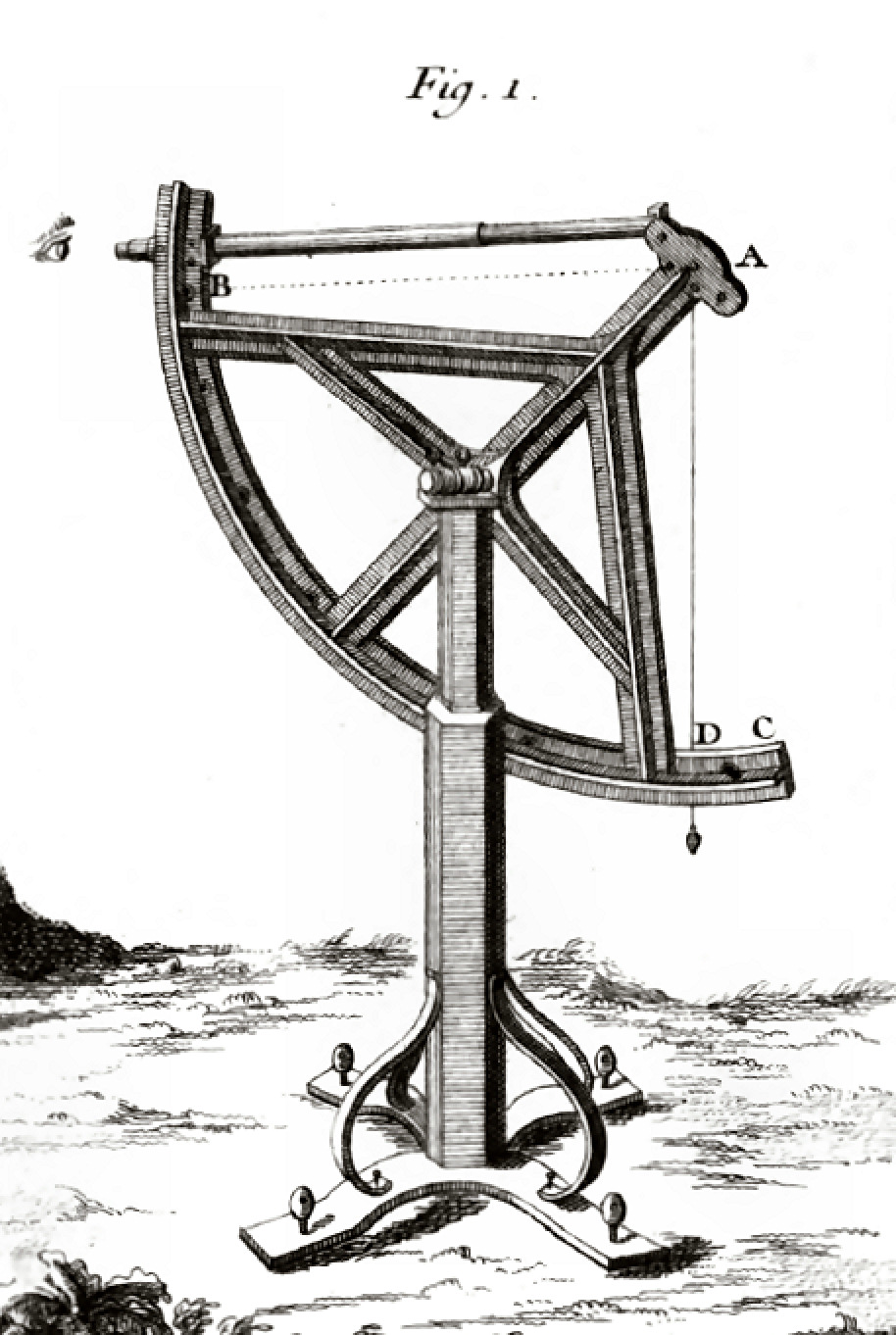
Quart de cercle de Jean Picard, 1668.

Les jours précédant les relevés, on s’assurera qu’elle est à peu près bien réglée avec une marche régulière. Pour ce faire, on observera des passages successifs d’une étoile particulière dans un vertical quelconque. Il pourra être donné par le fil vertical du réticule du quart de cercle laissé dans une position fixe ou tout simplement à partir d’un fil pesant matérialisant, avec l’œil de l’observateur un plan vertical.
Entre deux passages, correspondant à un jour sidéral, le temps de référence est de 23 h 56 m 4s. Ainsi, on pourra constater la marche de la pendule (avance, retard ; constance ou pas) et en tenir éventuellement compte par la suite.

2 - Observations au quart de cercle
Il suffit d’observer le bord supérieur du Soleil quelques heures (environ trois) avant et après son passage par le méridien et de noter les instants de différentes hauteurs correspondantes. Après correction, si besoin, due à la marche de la pendule, l’instant de midi correspondra à la moyenne Xbar des différences de temps à la pendule entre hauteurs correspondantes.

Pour tracer une méridienne où le gnomon est déjà en place et fonctionnel, il faut pointer au sol la trace du centre du Soleil, de minute en minute, d’après la pendule, autour du midi probable. Le point de la ligne méridienne correspondant à Xbar sera obtenu par extrapolation entre les deux traces les plus proches encadrant la valeur de la moyenne.
Méthode pour un jour quelconque de l'année

Pour trouver la trace du méridien, un autre jour que le jour du solstice, il faut effectuer une correction qui tienne compte de la variation de la déclinaison du Soleil dans l’intervalle de temps des observations.

Picard le premier s’y employa, Philippe de La Hire donnera une table de correction pour Paris, plus tard, Euler et La Caille aidé de Lalande donneront des formules de correction qui leur seront propres.

### Fonctions astronomiques
Grâce aux méridiennes, « on peut accéder directement à des éléments fondamentaux dans le mouvement annuel du Soleil, à savoir les dates des solstices et des équinoxes, la durée de l'année tropique, la déclinaison du Soleil et l'obliquité de l'écliptique. »…

Les indications fournies par les méridiennes concernent le Soleil apparent. La trace de la tache de lumière donnée par l'œilleton est de forme pratiquement elliptique. C'est le centre de l'ellipse qui doit être pris en compte pour les relevés.

#### Solstices
Ils correspondent aux positions extrêmes de la tache de lumière sur la ligne méridienne : le minimum correspond au jour du solstice d'été où le Soleil est le plus haut, le maximum correspond au jour du solstice d'hiver où le Soleil est le plus bas. On sait que la distance entre extremum ne correspond que très grossièrement à la demi-année.

#### Équinoxes
Les équinoxes de printemps et d'automne sont confondus, mais ils ne sont pas repérables directement. Il faut tracer ou calculer la position de ce point double : il s'agit de l'intersection du demi-angle au sommet (solstice d'hiver, œilleton, solstice d'été) avec la ligne méridienne. Ce point donne les dates des jours théoriques du printemps et de l'automne.

Le point d'équinoxe étant repéré, on peut, si besoin, définir la latitude du lieu, soit graphiquement, soit par le calcul.
Détermination de l'instant de l'équinoxe de printemps :

La localisation théorique des équinoxes étant tracée, on peut pointer les instants de passage du Soleil au méridien le jour de l'équinoxe et le jour suivant. La position du passage au méridien, le jour de l'équinoxe, par rapport à la position théorique de l'équinoxe, permet de déterminer l'instant du printemps.

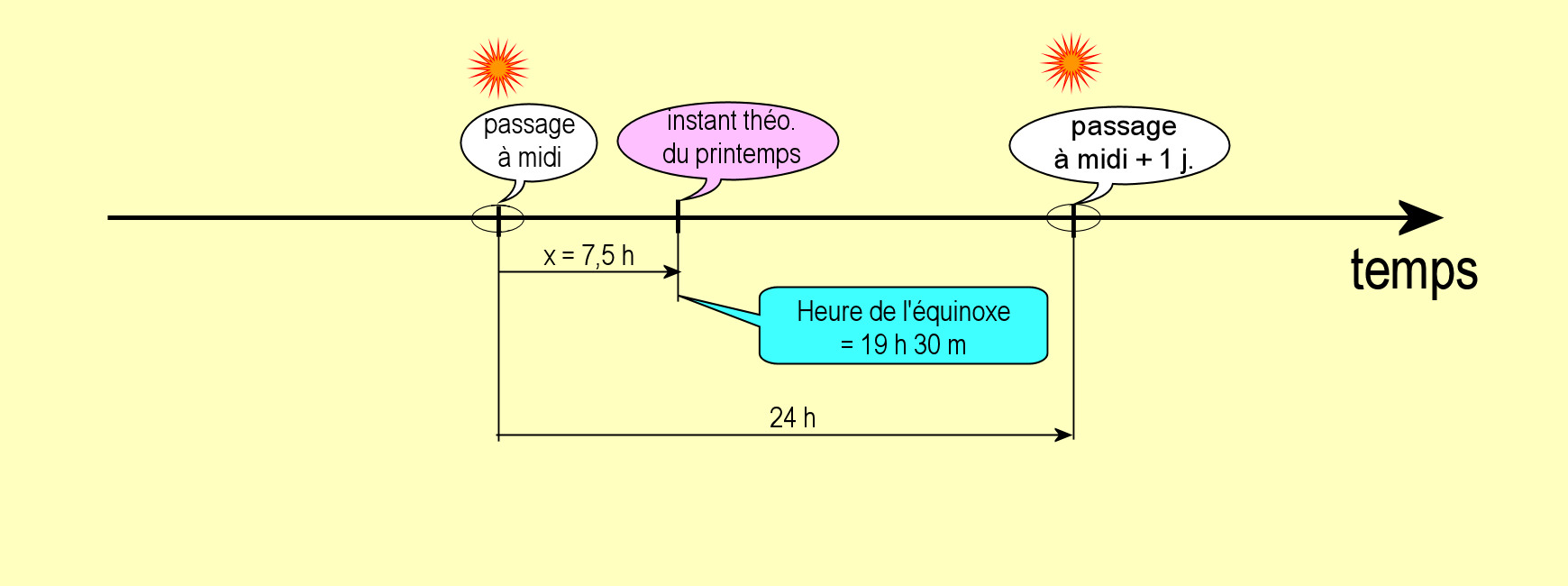
Détermination de l'instant de l'équinoxe.

Sur la figure, on voit que le passage au méridien est en avance par rapport au point d'équinoxe théorique : l'instant du printemps est donc postérieur à midi. Connaissant la longueur entre deux passages au méridien qui correspondent à 24 heures, on en déduit facilement, avec une bonne approximation l'heure du printemps.

#### Durée de l'année tropique
Si l'on pointe une première position du Soleil sur la méridienne le jour de l'équinoxe et une deuxième l'année suivante (365 jours après), la différence entre les deux (en temps) donnera la partie décimale de la longueur de l'année tropique. Plus la méridienne sera grande, meilleure sera l'appréciation.

#### Déclinaison solaire
Pour un jour quelconque de l'année, on peut calculer à partir des éléments donnés par la méridienne la hauteur apparente du Soleil à midi. On en déduit alors directement la déclinaison correspondante.

#### Obliquité de l'écliptique
Les extremum de la course du Soleil étant repérés, on en déduit directement l'obliquité de l'écliptique, comme précédemment pour la latitude. On peut se servir du point du solstice d'été et/ou de celui de l'hiver. La confrontation des résultats de chaque approche favorise une meilleure décision finale sur la valeur de l'obliquité.

#### Zodiaque
Il est possible de repérer par le calcul ou graphiquement sur la ligne méridienne les jours où le Soleil entre dans chaque signe zodiacal traditionnel (au nombre de douze).
Graphiquement, on se sert d'un outil appelé analemme par les Anciens. Voir ci-dessous la détermination de l'entrée du Soleil dans le signe du Taureau ♉ (30° sur l'écliptique) sur une méridienne où les solstices ont été déterminés.

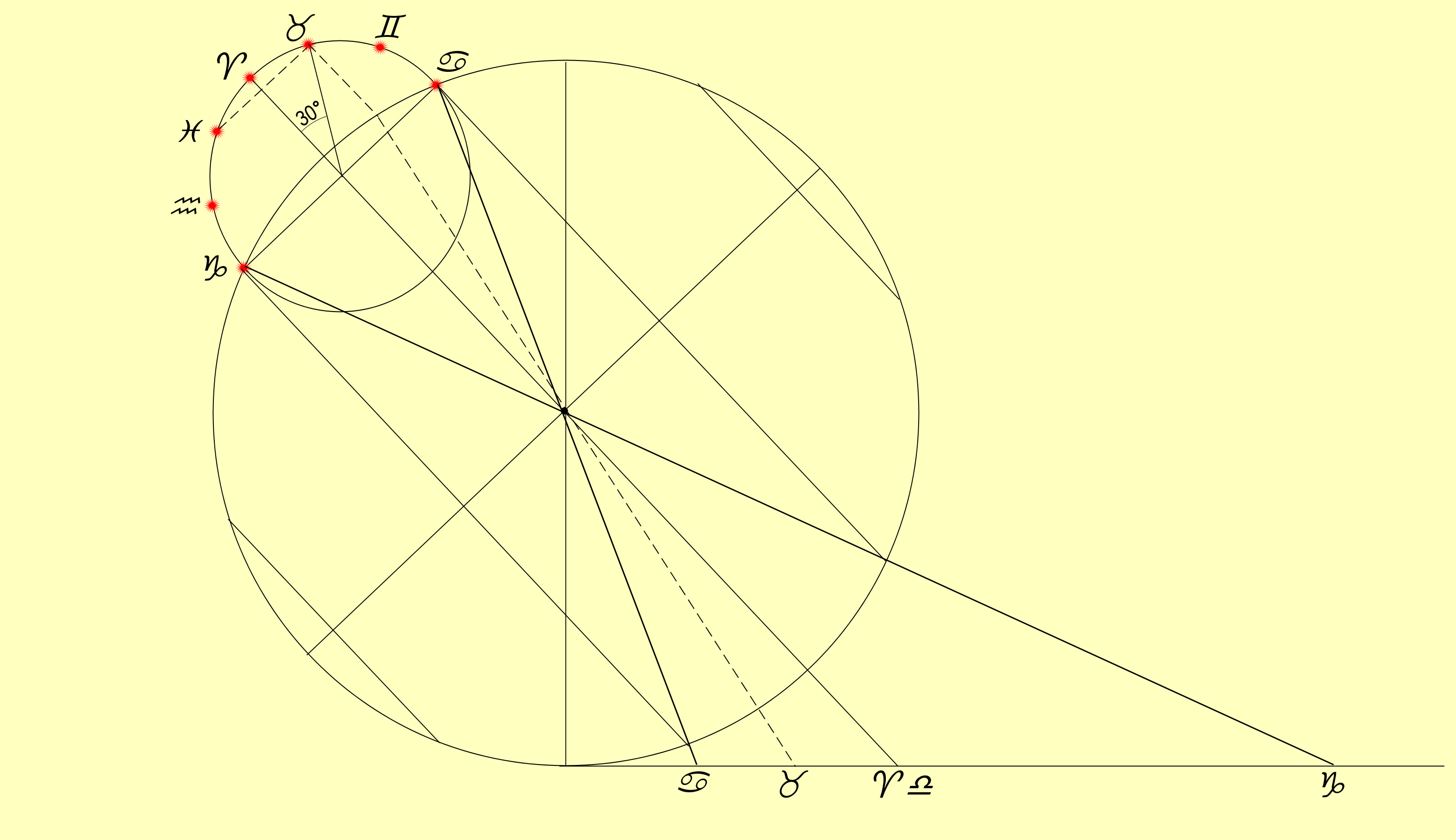
Détermination par l'analemme de l'entrée du Soleil dans le signe du Taureau ♉.

De la même façon, symétriquement, on peut déterminer l'entrée du Soleil dans le signe des Poissons, etc.

### Histoire
Les méridiennes astronomiques ne sont qu'un continuum des gnomons « méridiens » de l'Antiquité. Leur origine sera simplement évoquée, puis elle sera suivie chronologiquement de la présentation des méridiennes les plus remarquables, pays par pays.

#### Aux origines
Une des premières utilisations du gnomon est le fait d'Anaximandre.

« Toutes les sources mentionnant Anaximandre sont unanimes sur le fait qu'il ait utilisé le gnomon pour déterminer le moment des solstices et des équinoxes. Il n'y a là rien d'exceptionnel, même au VIe siècle av. J.-C. ».

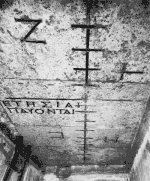
Traces de méridienne lors de fouilles sur le site de l'horologium d'Auguste.

Ce gnomon dédié, comportant probablement une ligne méridienne tracée sur un plan horizontal, portait le nom d'héliotrope qui n'est ni plus ni moins - dans notre langage actuel - qu'une méridienne astronomique rudimentaire. Des sources attestent l'existence de grands instruments de ce genre installés en différents lieux : dans l'île de Syros, à Athènes, en 433, par Méton, à Thèbes, à Syracuse, ce dernier daté du début du IVe siècle av. J.-C.
Plus tard, au IIe siècle av. J.-C., l'astronome Hipparque détermine la longueur de l'année tropique. Il la trouve égale à 365,2466 jours pour une année tropique de 365,2422 jours admise aujourd'hui comme référence, soit une différence de 0,0044 j ou 6 min 20 s. Il serait intéressant de calculer la longueur d'un gnomon pour pouvoir apprécier sur une ligne méridienne ces 6 min 20 s.
L'année 46 av. J.-C. voit l'introduction du calendrier julien, par Jules César, dont la durée de l'année a été fixée à 365,25 jours après consultation de l'astronome Sosigène d'Alexandrie. Ce calendrier aura de la difficulté à être mis en application. Il semble que ce soit pour mettre en évidence la longueur de l'année que sera érigé en l'an 10 av. J.-C. l'horologium d'Auguste : haut d'une vingtaine de mètres, son obélisque-gnomon devait marquer sur le sol la trace des solstices… Était-ce un cadran solaire ou une simple méridienne ? Plus tard, en l'an 79, l'ensemble ne fonctionnait plus. L'empereur Domitien le rénova. Des fouilles récentes ont mis au jour des vestiges d'une méridienne : était-elle d'Auguste ou de Domitien ? Les avis des spécialistes sont partagés encore aujourd'hui…

#### En Chine
Au XIIIe siècle, près de Gaocheng, ville de la province du Hebei, existait un observatoire, l'observatoire astronomique de Gaocheng, construit sous la dynastie Yuan.

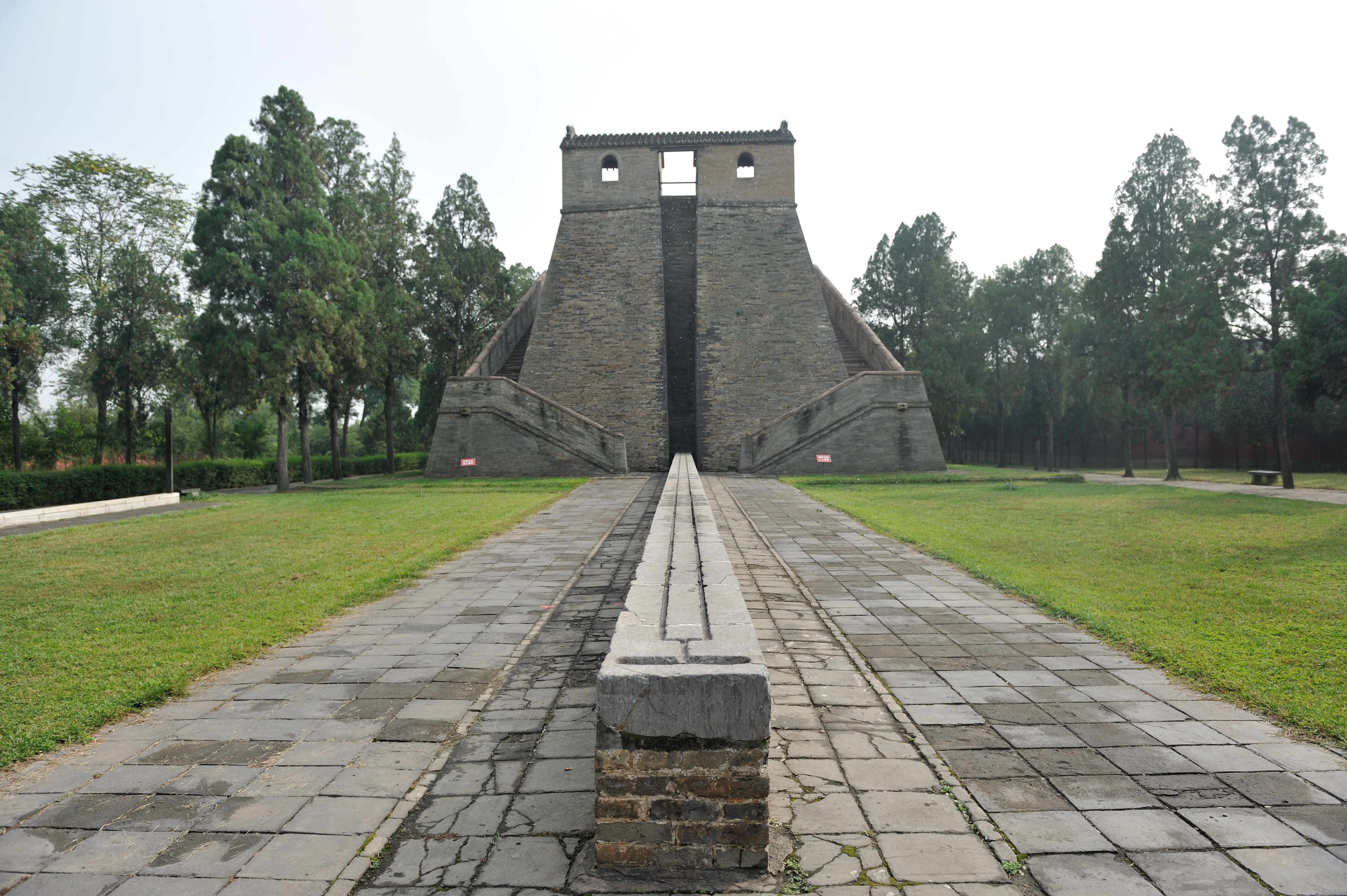
Le gnomon-méridienne de Guo Shoujing, ca. 1275.

En 1272-1276, une structure « gnomon-méridienne » y est construite. Cette œuvre, de Guo Shoujing, astronome, ingénieur et mathématicien, existe toujours.
Une bâtisse pyramidale supporte le gnomon situé à environ 10 mètres de haut. Ce dernier est constitué d'une barre horizontale supportée par deux piliers. La table méridienne, de plus de 31 mètres de long, recevait l'image du Soleil traversée par l'ombre de la barre du gnomon ; pour éviter la pénombre classique, les rayons du Soleil passaient par un petit trou de 2 millimètres percé dans une plaque réglable en position, un sténopé, ce qui permettait, suivant le principe de la « chambre obscure », de projeter une image assez nette de la tache solaire « barrée » sur le plan de la table. L'instrument servait à déterminer les solstices et indiquait les équinoxes. Une double rigole entoure la ligne de mesure. Remplie d'eau, elle assure la vérification de l'horizontalité de la table située à hauteur d'homme. En 1281, l'astronome Guo Shoujing aurait ainsi pu déterminer la longueur de l'année qu'il trouva égale à 365,2425 jours, tout comme la longueur de l'année du calendrier grégorien adopté à partir de 1582, « avec un écart de seulement 23 secondes par rapport aux calculs modernes » !
Un autre « gnomon-méridienne » historique, de plus petites dimensions (8 pieds), a été érigé à l'origine à Pékin, probablement dans l'ancien observatoire vers 1437. Il se trouve aujourd'hui à l'observatoire de Nankin. Rehaussé (porté à 10 pieds soit 1,98 m) et modifié en 1744, il comporte un œilleton d'un centimètre de diamètre bien protégé dans un embout en bronze ; sa table méridienne n'étant plus assez longue il y a été adjoint, à son extrémité, un poteau qui reçoit l'image solaire au solstice d'hiver - ce poteau n'est pas sans rappeler l'obélisque de la méridienne de l'église Saint-Sulpice à Paris.

#### En Italie
À la Renaissance, la grande affaire des astronomes occidentaux est la connaissance de la durée de l'année et surtout celle de la variation de l'obliquité de l'écliptique. Cette dernière demande des mesures précises. Ne disposant pas d'instruments autonomes très performants, ils mettront en place de grandes méridiennes dans des lieux protégés tels les églises et cathédrales. Elles ne deviendront obsolètes, pour l'astronomie qu'à la fin du XVIIIe siècle.

##### À Florence

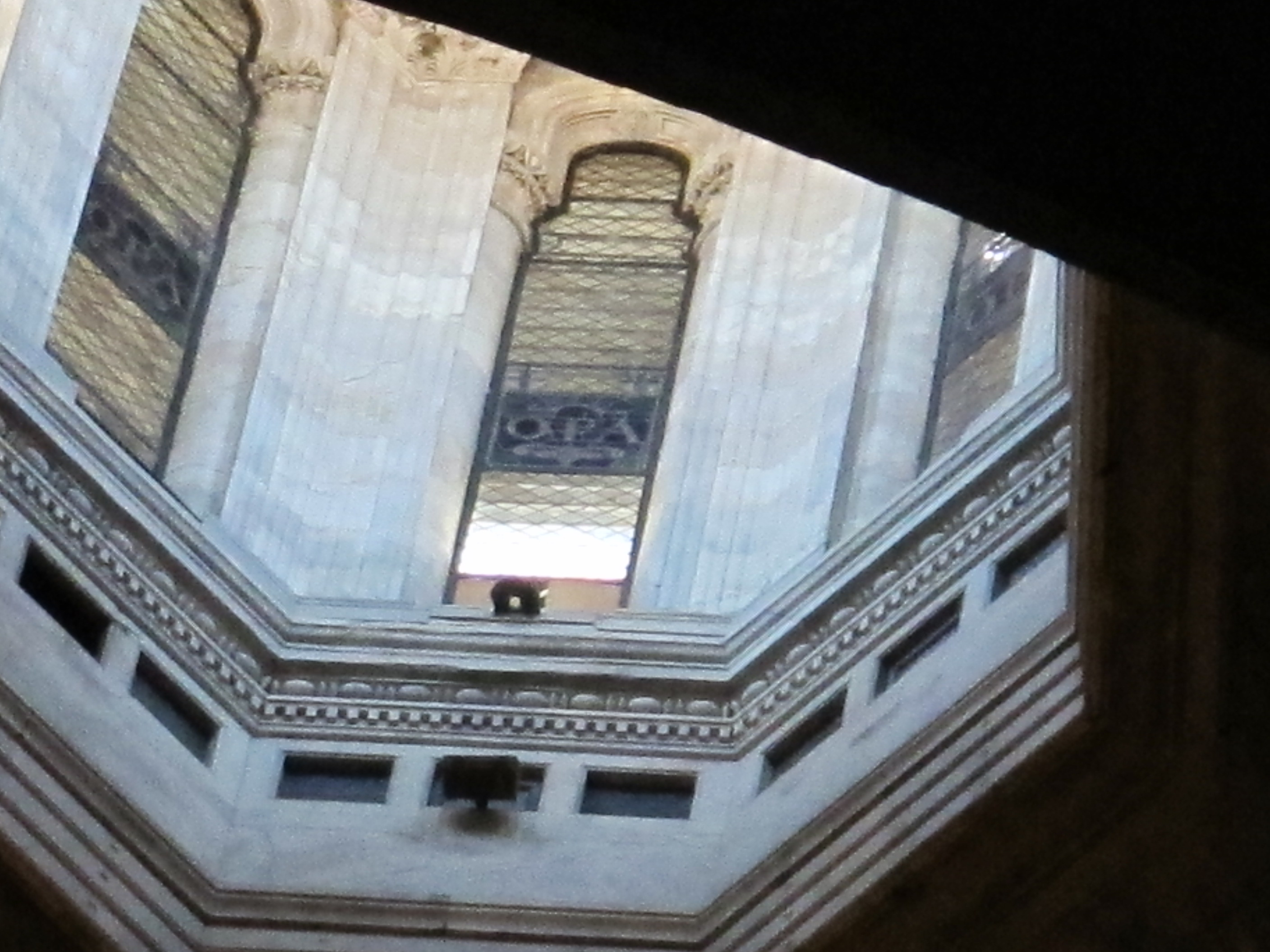
Œilleton actuel dans la lanterne du dôme.

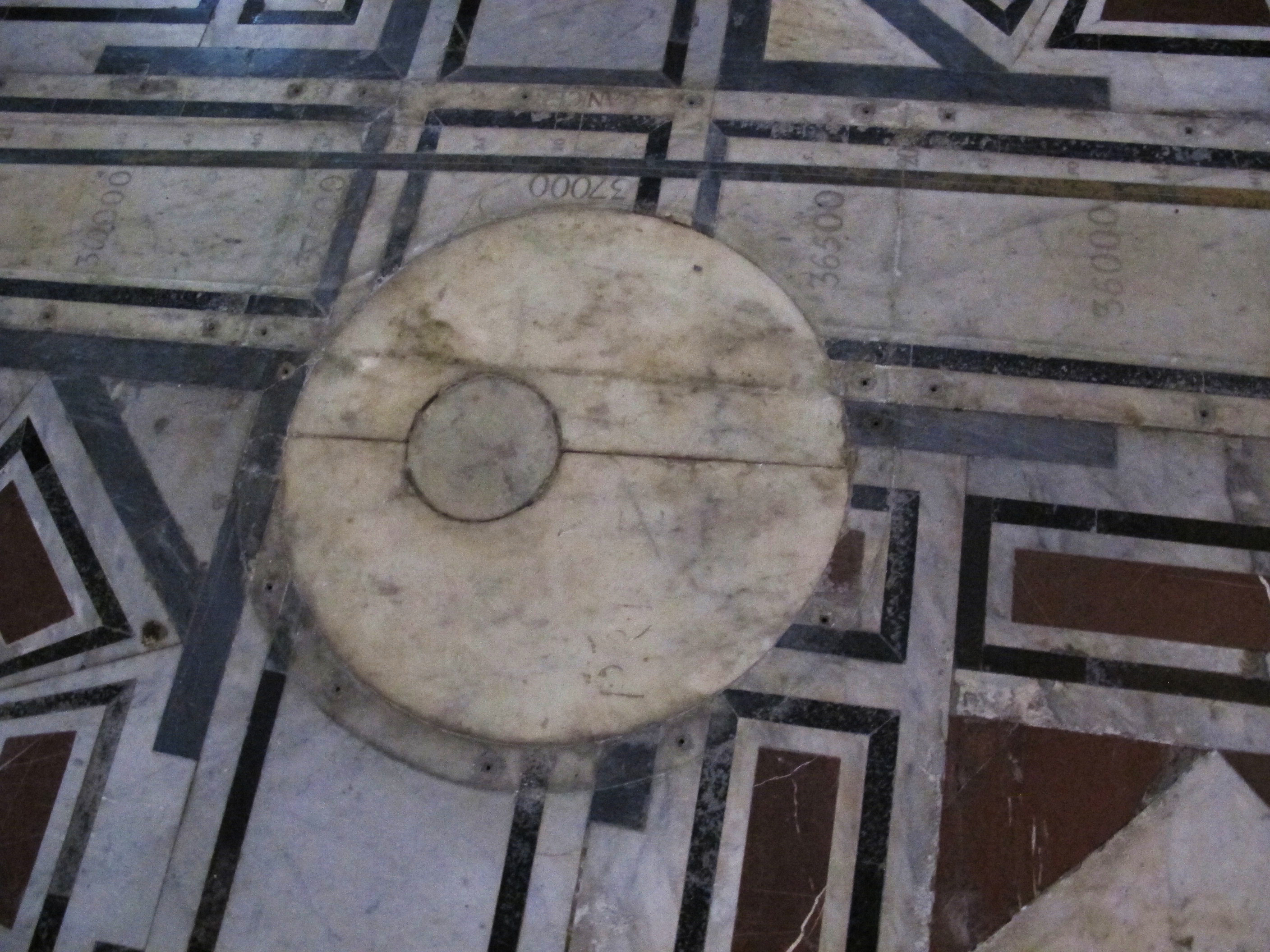
Les plaques de 1467 et 1510 au solstice d'été.

En 1467, Paolo Toscanelli, à partir d'un trou d'environ 50 mm de diamètre percé à une hauteur de plus de 90 mètres du sol dans la lanterne du dôme de la cathédrale Santa Maria del Fiore, repéra les rayons du soleil qui se projetaient sur le sol le jour du solstice d'été. « À ce point, Toscanelli posa une plaque de marbre de 243 mm de diamètre compris comme référence et non comme dimension effective de l'image lumineuse. ». D'après Regiomontanus, la finalité de Toscanelli était de savoir si l'inclinaison de l'axe de la Terre variait au cours du temps ; il ne reste malheureusement aucune trace écrite de ses recherches.
Les successeurs opérationnels de Toscanelli tracèrent une ligne méridienne partielle de près de 10 mètres à partir du point du solstice d'été qui n'était utilisable que quelques semaines par an, soit ± 35 jours autour du solstice. En 1510, ils posèrent une plaque circulaire d'environ 905 mm correspondant à l'image du Soleil le jour du solstice d'été, en conservant, à l'intérieur, la plaque originelle de Toscanelli. Ces plaques, érodées, subsistent toujours.
Deux-cent-quarante-cinq ans plus tard, en 1756, Leonardo Ximenes trouve à cette méridienne tronquée une obliquité ε = 23° 28' 16" ; il la compare à celle de 1510 qu'il trouve de 23° 29' 43" ± 7". Ce qui lui donne une variation séculaire de l'obliquité E = -35", soit environ 12" de moins que la valeur moderne de -47".
Ximenes, ayant constaté une déviation de l'ancien gnomon de 1 min 27,5 s, va, en 1755, réaliser une nouvelle méridienne tracée par la méthode des hauteurs correspondantes. La hauteur de son gnomon est différente et la ligne est métallique avec une échelle des tangentes - c'est la ligne qui est découverte actuellement à l'occasion du solstice d'été. Elle passera sur le côté gauche de la marque de 1510. Il y fera diverses expériences. Delambre, qui commente Ximenes, montre que les quarts de cercles employés vers 1760 étaient plus exacts que les grands gnomons. Il reconnaît néanmoins que c'est grâce aux méridiennes que la diminution d'obliquité a pu être mise hors de doute.

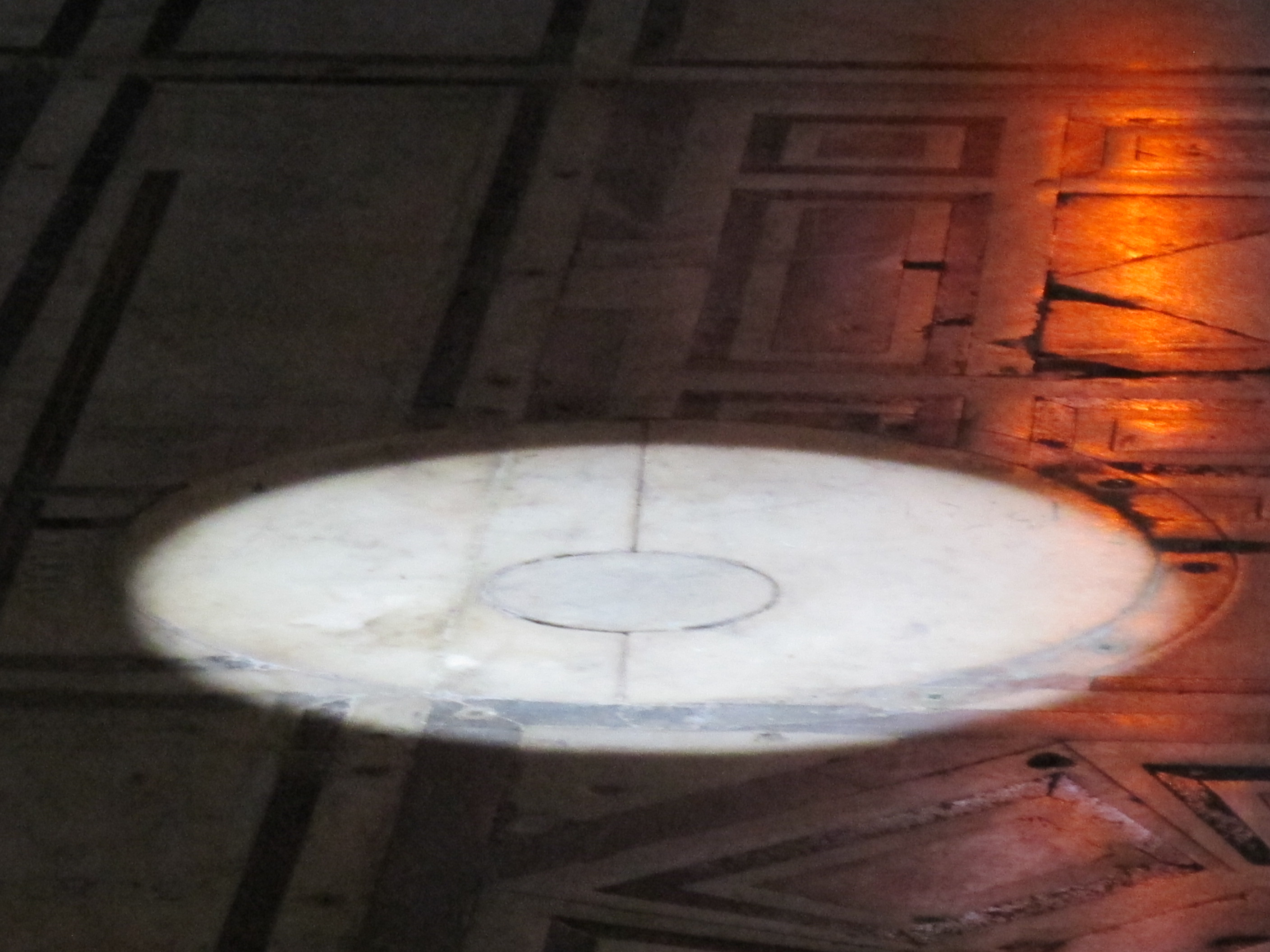
Passage du Soleil vers l'ancienne plaque « Toscanelli ».
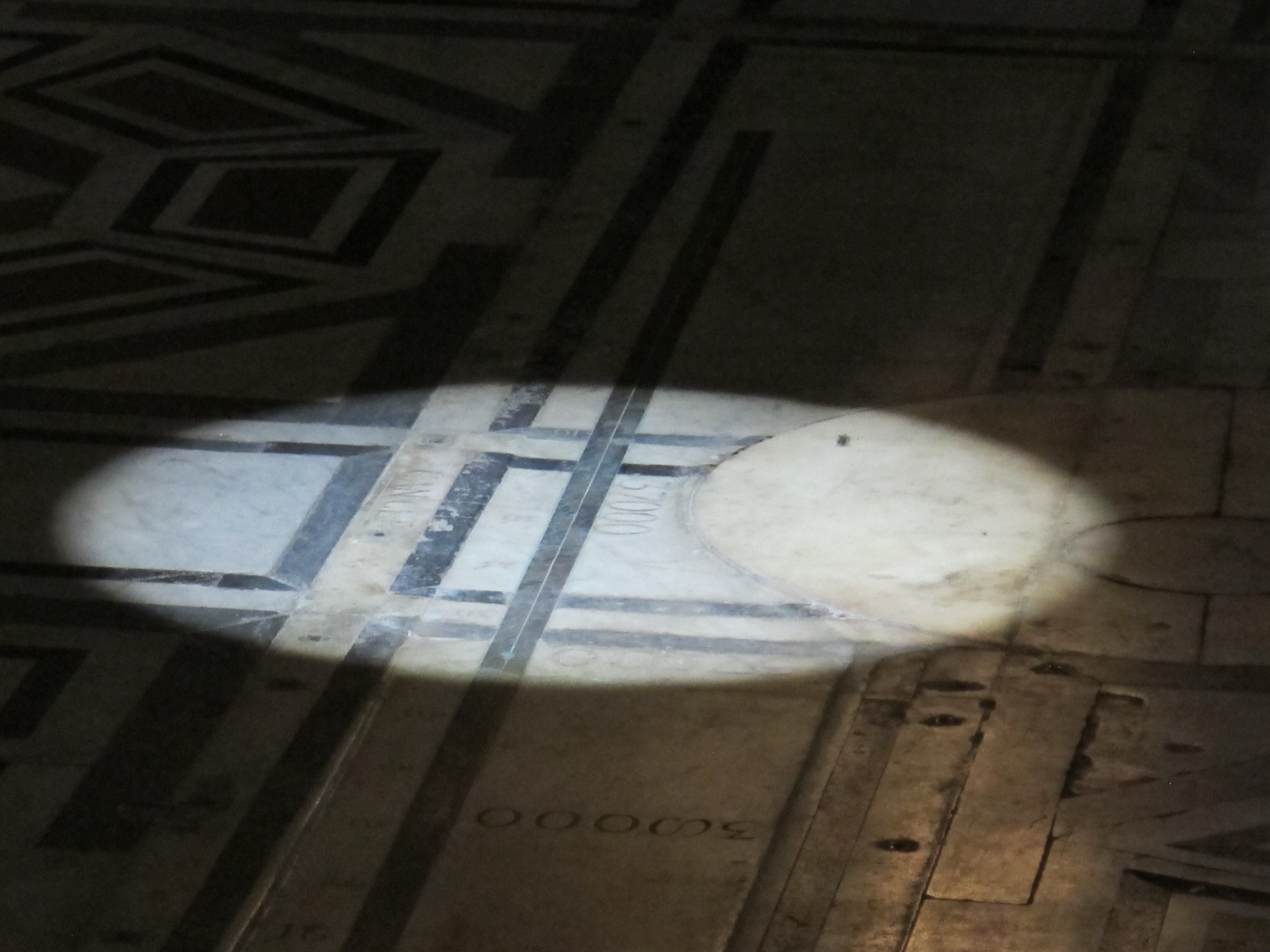
Instant du solstice sur la ligne Ximenes.
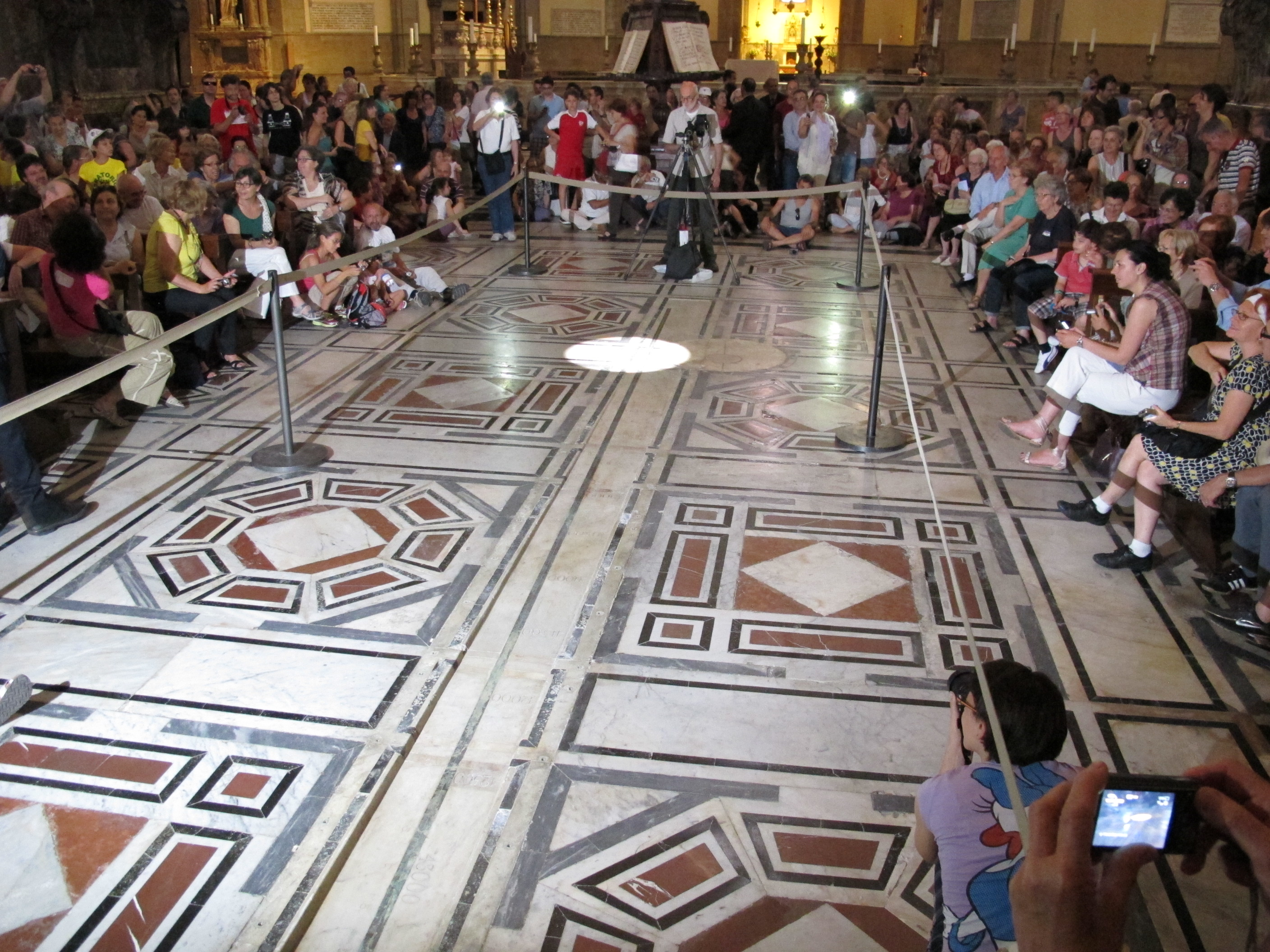
Autour de la méridienne en cet instant.
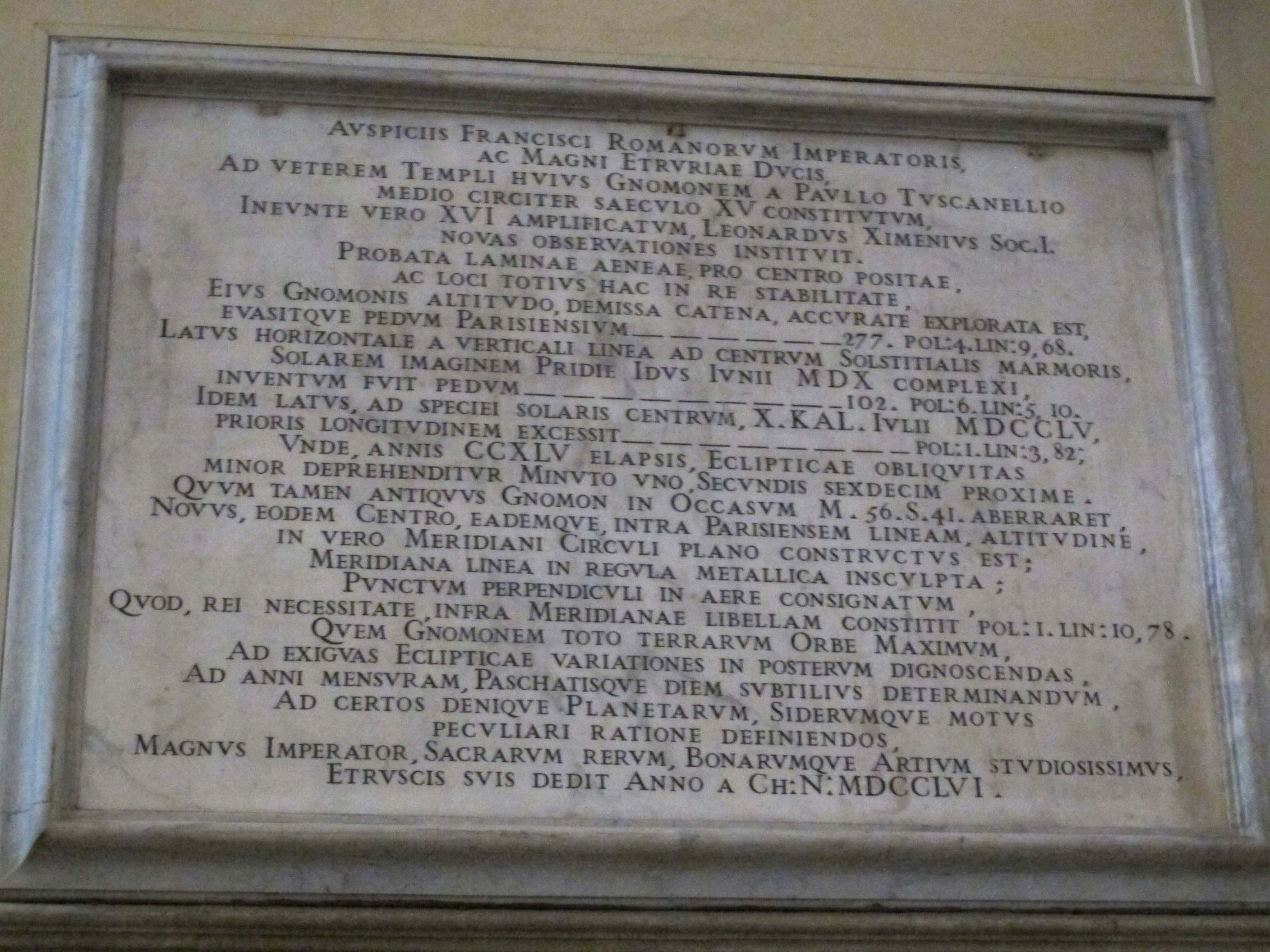
Plaque commémorative[35].

##### À Bologne
En 1575, Ignazio Danti réalise la première grande méridienne de la Basilique San Petronio de Bologne.

Elle devait répondre aux questions posées lors de la consultation des mathématiciens de Bologne par les papes pour réformer le calendrier. Il s'agissait de savoir à quel jour devait arriver l'équinoxe de printemps pour fixer la date de Pâques et quelle était précisément la durée de l'année tropique pour éviter des dérives intolérables sur les fêtes mobiles.

Ce sera la première fois dans le monde occidental qu'on construira une méridienne complète, capable de fonctionner d'un solstice à l'autre. Le trou de son œilleton se trouvait à 67 pieds de hauteur et sur la ligne on trouvait les marques des solstices et des équinoxes ainsi que les signes du zodiaque. Malheureusement, elle déviait de plus de 9° de la bonne direction à cause de l'emplacement des colonnes de l'édifice. Il semble néanmoins que la mesure de la longueur de l'année n'ait pas été affectée et qu'elle ait été mesurée précisément. Plus tard, le pape Grégoire XIII invitera Danti à Rome et le nommera mathématicien pontifical ; il sera fait aussi membre de la commission pour la réforme du calendrier qui sera effective en 1582.
En 1653, Jean-Dominique Cassini vérifie la méridienne lorsque l'église est transformée, la rendant alors inutilisable. Il construit à la place, en 1655 une nouvelle méridienne, la « méridienne de J. D. Cassini », celle que l'on peut voir - légèrement modifiée - encore aujourd'hui.

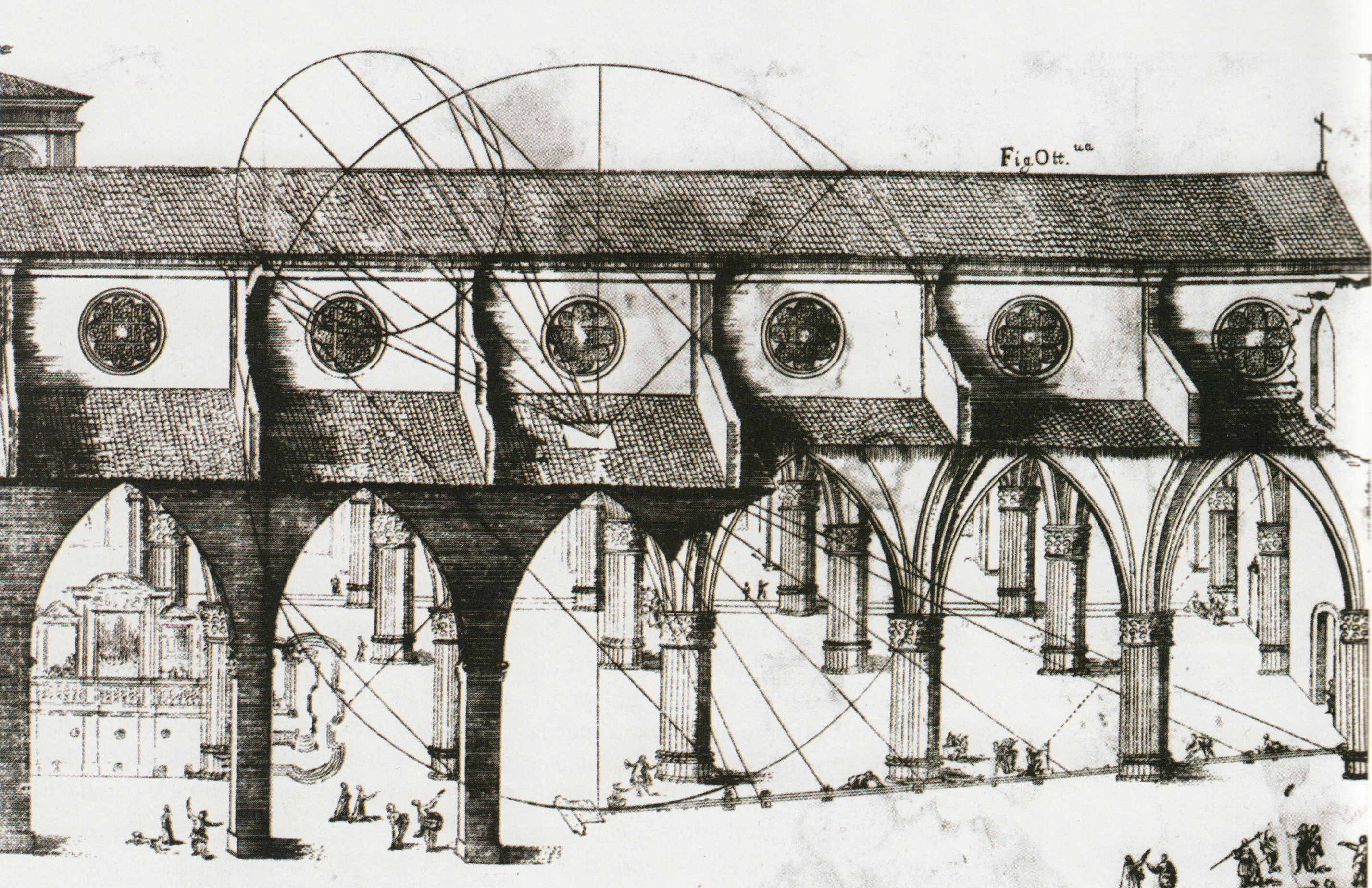
Implantation de la méridienne, détermination de l'emplacement des plaques zodiacales.

L'« héliomètre » de Cassini comporte un œilleton de 27 mm de diamètre qui est placé à 27 m de hauteur ; la ligne méridienne évite de justesse les piliers de l'édifice. Elle est tracée par la méthode des cercles indiens. Sa longueur est de 68,2 m (206 pieds 8 pouces de Paris ou la 600 millième partie de la circonférence terrestre). L'ensemble ayant bougé quelque peu, elle sera rétablie en 1695. Cassini y « marqua les degrés de la distance au zénith et leurs tangentes, les signes du zodiaque, les heures que dure la nuit, les secondes et les tierces de la circonférence de la Terre, et la largeur de l'image du Soleil en été avec une inscription vers l'extrémité méridionale de la ligne…».

Cassini « Meridiana »
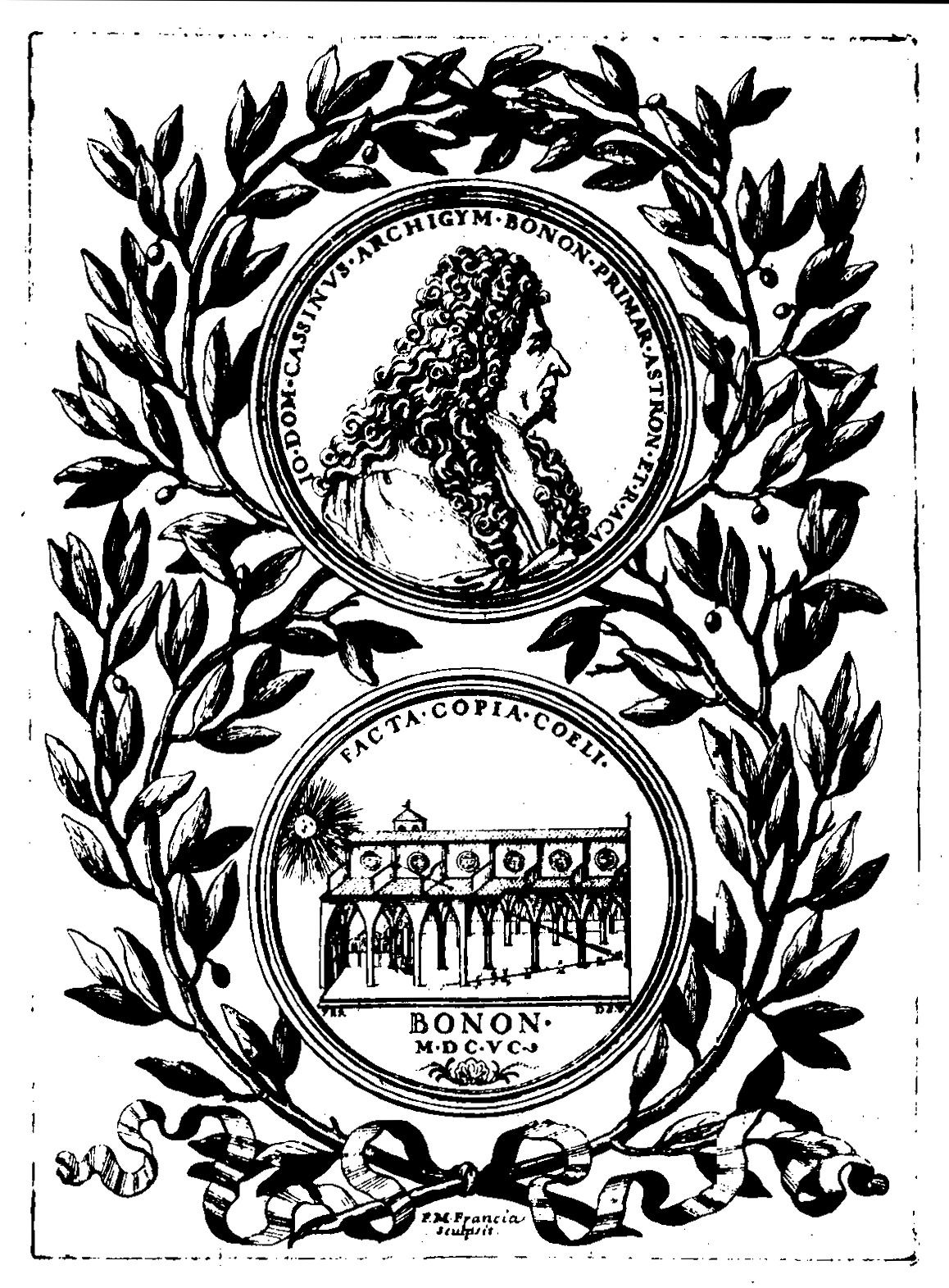
Médaille commémorative, 1695.
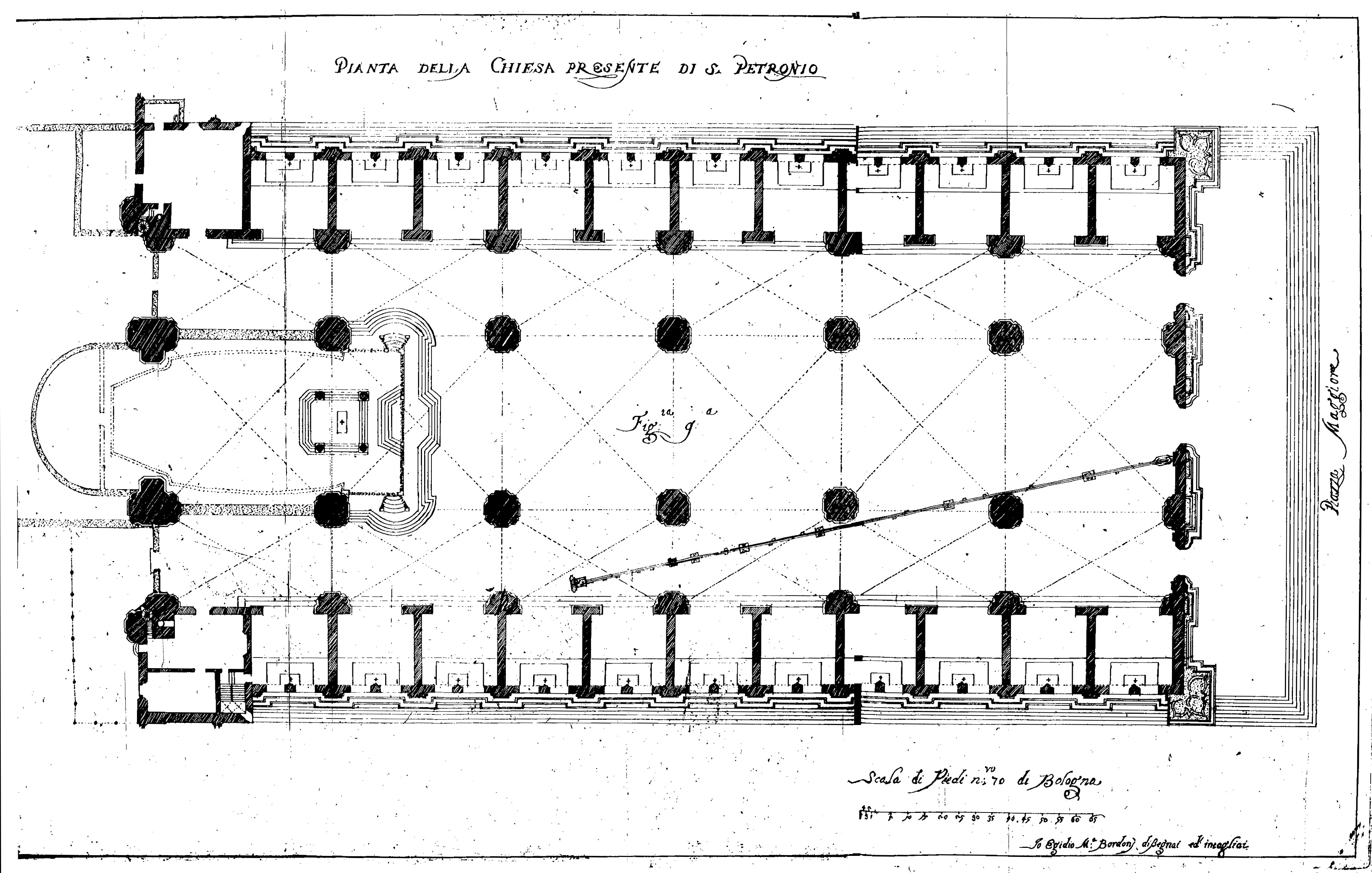
Plan au sol de la ligne méridienne, passage au plus juste entre les piliers.

Parmi les résultats obtenus par Cassini, à partir de son héliomètre, on peut citer : différentes valeurs de l'obliquité de l'écliptique, variant de ε = 23° 30' 30" à 23° 28' 42" ; une durée de l'année de 365 jours, 5 heures, 49 minutes, valeur coïncidant suffisamment avec l'année grégorienne de 365 j 5 h 49 min 12 s pour ne pas requérir d'autres ajustements - il estima l'exactitude sur la durée de l'année à environ 1 minute, ce qui donnerait 15 secondes sur un cycle bissextile de 4 ans ou 1 seconde sur 60 ans. Il constata aussi que les corrections de réfraction inspirées de celles de Tycho Brahe n'étaient pas correctes pour des hauteurs supérieures à 45°, ce qui l'amena à déterminer et à publier de nouvelles tables de réfraction (son plus important résultat personnel à San Petronio), et il proposa pour la parallaxe solaire une valeur maximale de 10" - valeur réelle : 8,8" - alors que ses contemporains lui attribuaient 28". Pour terminer, il effectua des mesures pour calculer le diamètre du Soleil apparent tout au long de l'année, mesures utiles dans la théorie du Soleil. 

« La méridienne de Bologne sera toujours la plus célèbre par les recherches curieuses et importantes qu'y fit Cassini, surtout dans la théorie du Soleil, qui est le fondement de toute l'astronomie. On peut dire que cette méridienne a fait époque dans l'histoire du renouvellement des sciences. ».

Vues d'aujourd'hui
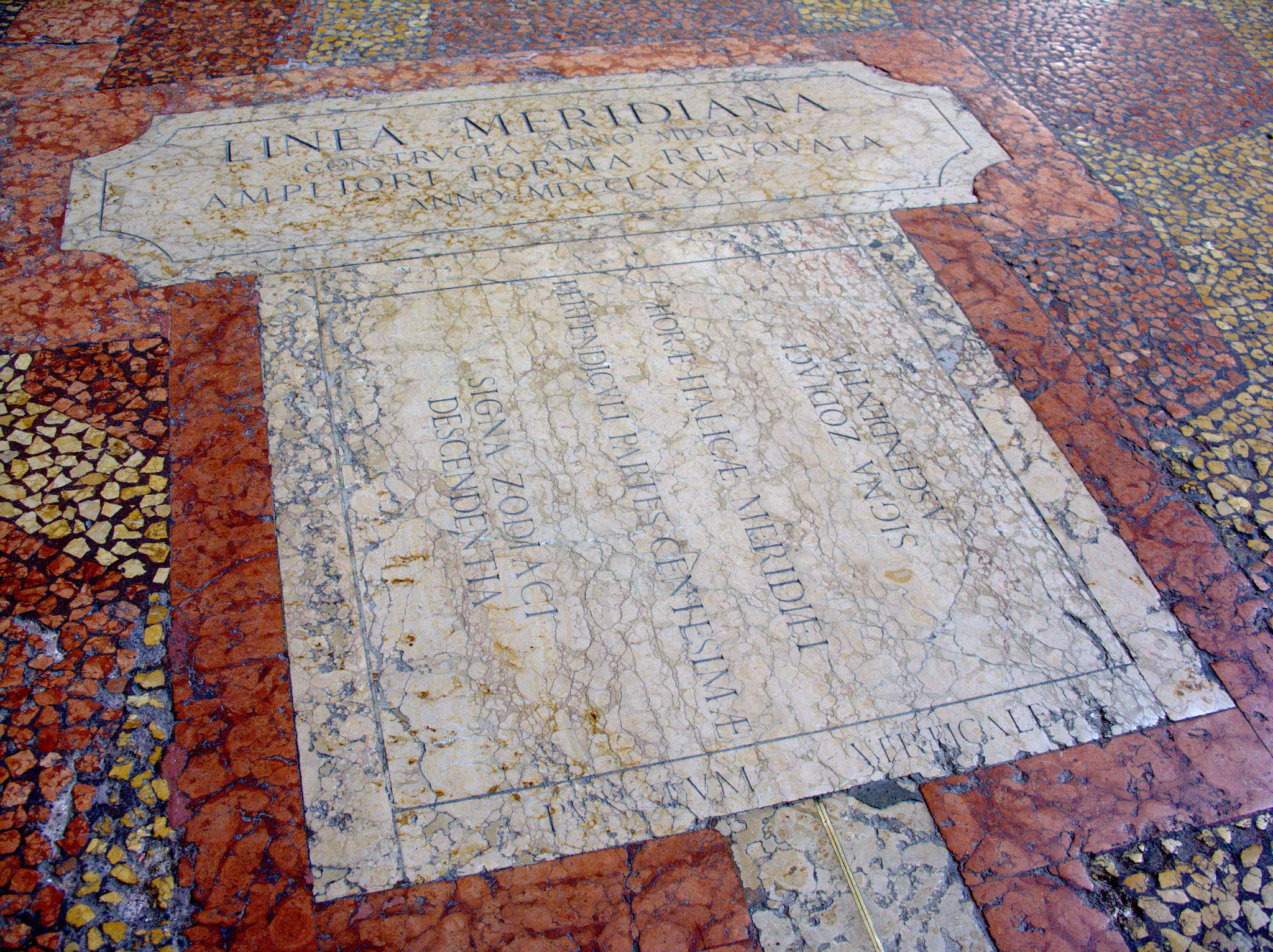
Au pied du gnomon.
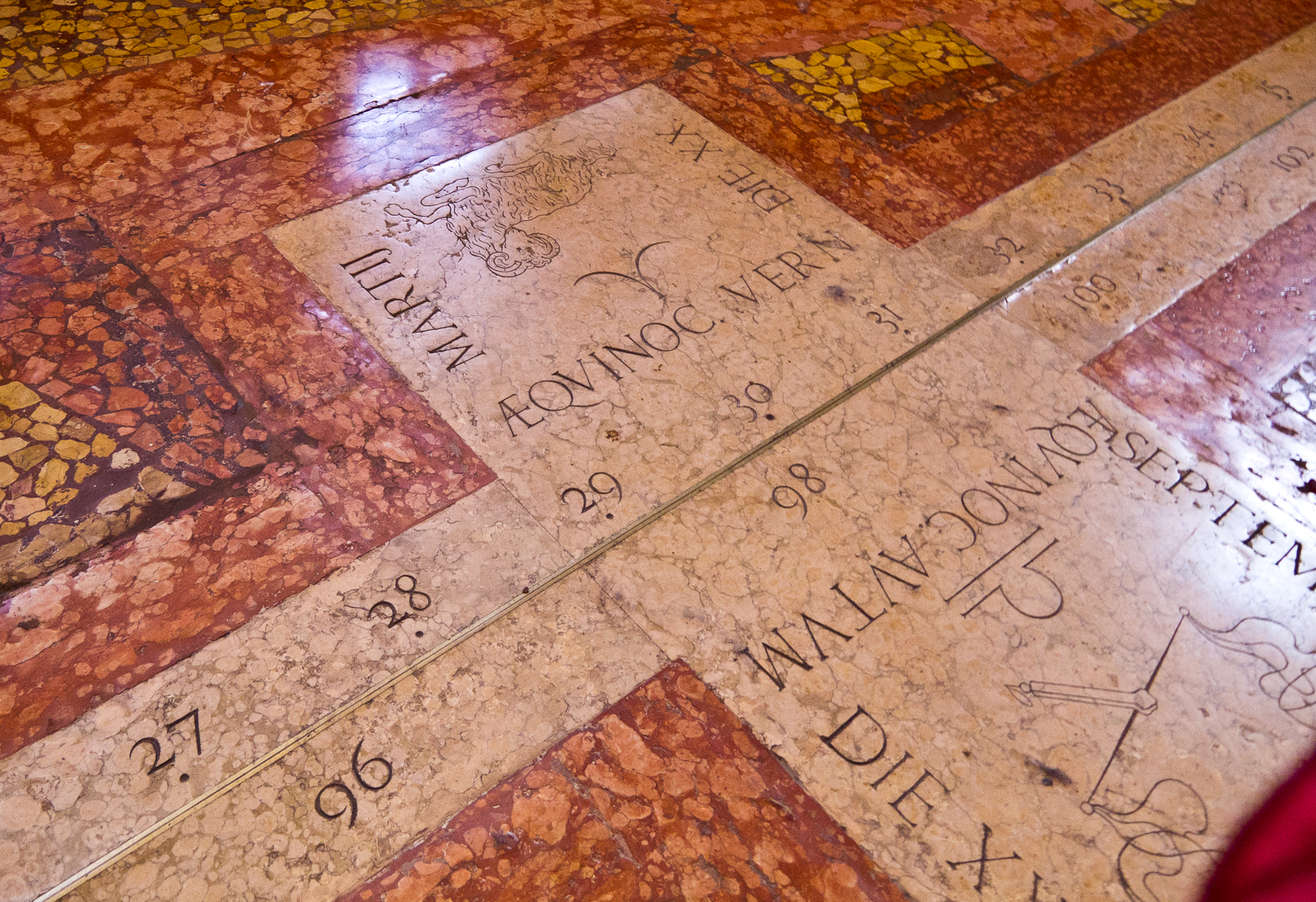
Aux équinoxes.
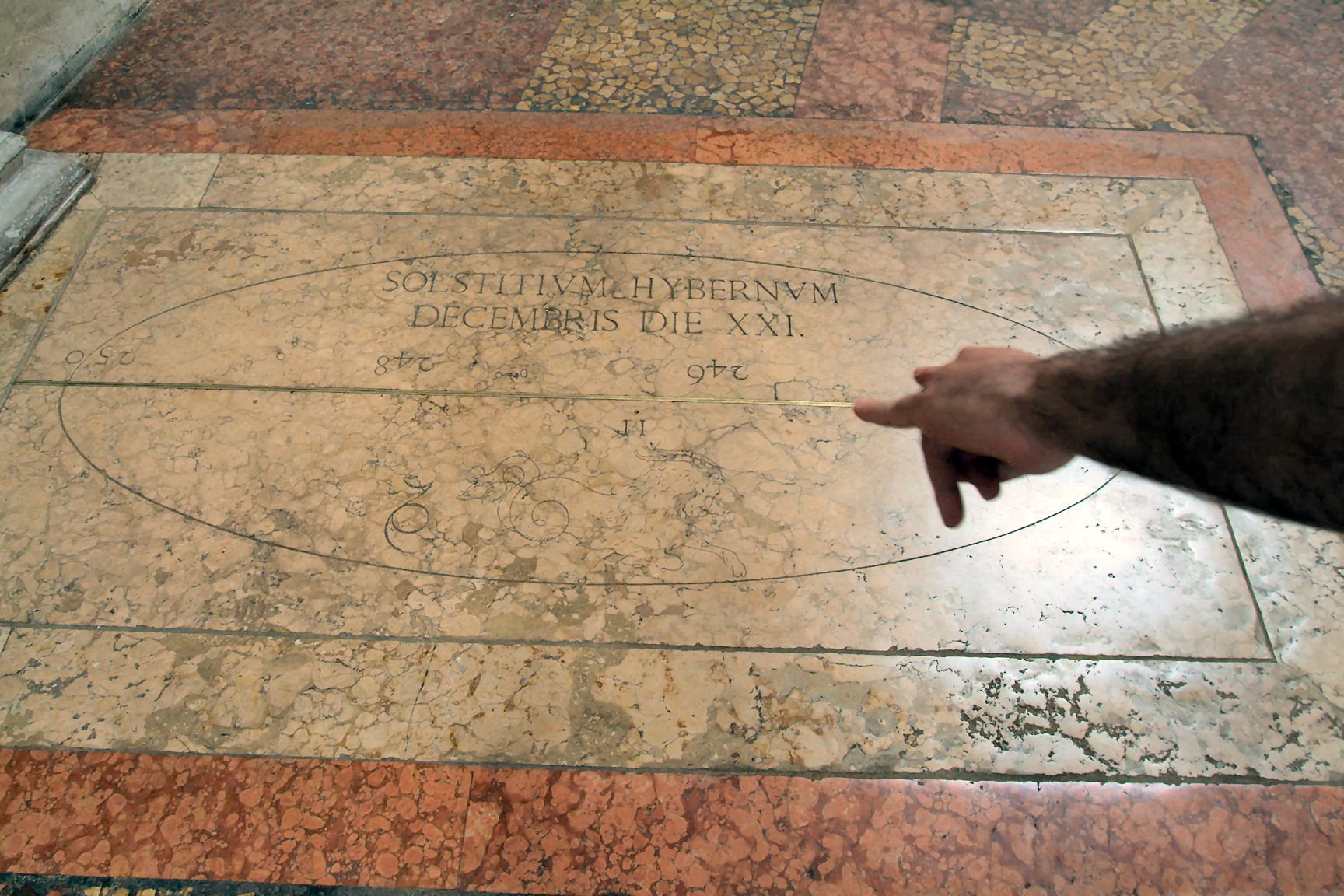
Au solstice d'hiver.

##### À Rome
En 1701, Francesco Bianchini et Jacques Philippe Maraldi sont chargés par le pape Clément XI de tracer une méridienne dans la Basilique Santa Maria degli Angeli e dei Martiri. « Ce sera une des plus grandes et des plus belles qu'on ait faites, et elle est certainement la plus ornée, la plus riche de toutes. ».

La méridienne de Bianchini est abordée sur la page Wiki de la basilique. Ne seront donnés ici que quelques informations complémentaires.
La méridienne est réalisée sur les principes que Cassini avait indiqués dans la description de celle de Bologne. Sa particularité est d'avoir deux gnomons, un au sud et l'autre au nord.

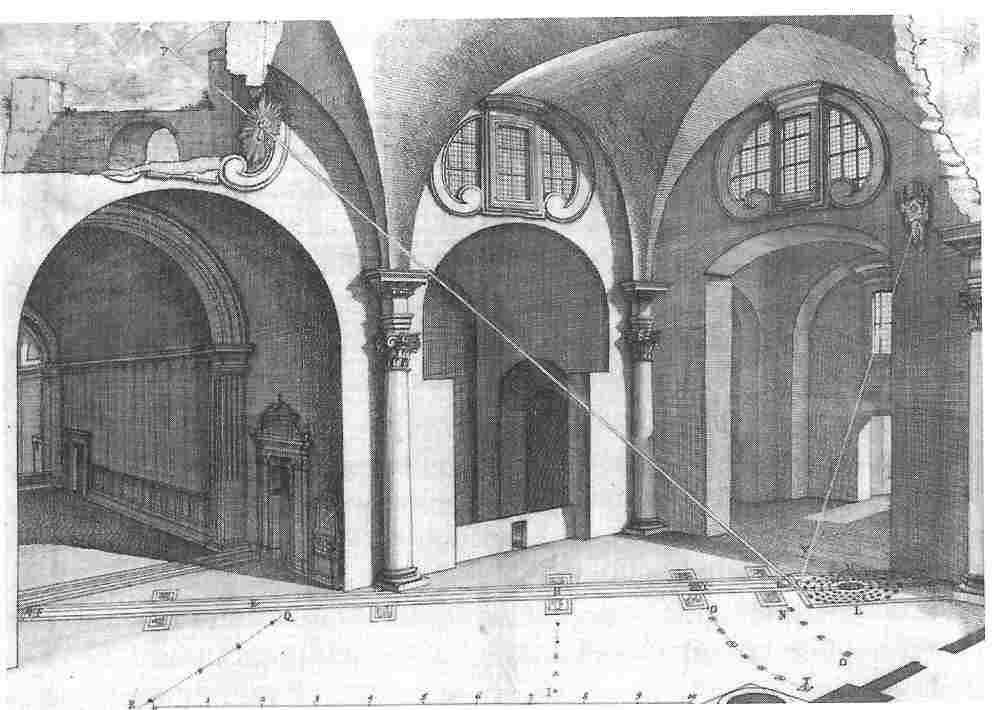
Vue en perspective de la méridienne originelle à deux gnomons (sud à droite).

Le gnomon sud, situé à une hauteur de 20,3 m permet de tracer la ligne méridienne dite « ligne Clémentine » d'une longueur de 45 mètres. Elle sera vérifiée en orientation par un signal correspondant au midi solaire venant d'une autre méridienne tracée par Cassini dans l'église San Marco.

Sur la ligne Clémentine on voyait, à l'origine, les signes du zodiaque, des échelles pour les tangentes, les longueurs des jours, les moments réels des équinoxes donnés sur des réglettes situées de part et d'autre du point équinoxial. Près de la ligne, des étoiles de bronze matérialisaient les chemins diurnes des principaux astres comme Arcturus et Sirius qui seuls subsistent aujourd'hui…

Le gnomon nord, aligné sur la méridienne, est situé, lui, à 24,39 m de hauteur. Il laisse passer les rayons des étoiles circumpolaires et de Polaris - l'étoile polaire. Bianchini a matérialisé au sol « les orbites de l'étoile polaire dans les 800 ans à venir » par des ellipses correspondant à la précession des équinoxes.

Méridienne de Bianchini
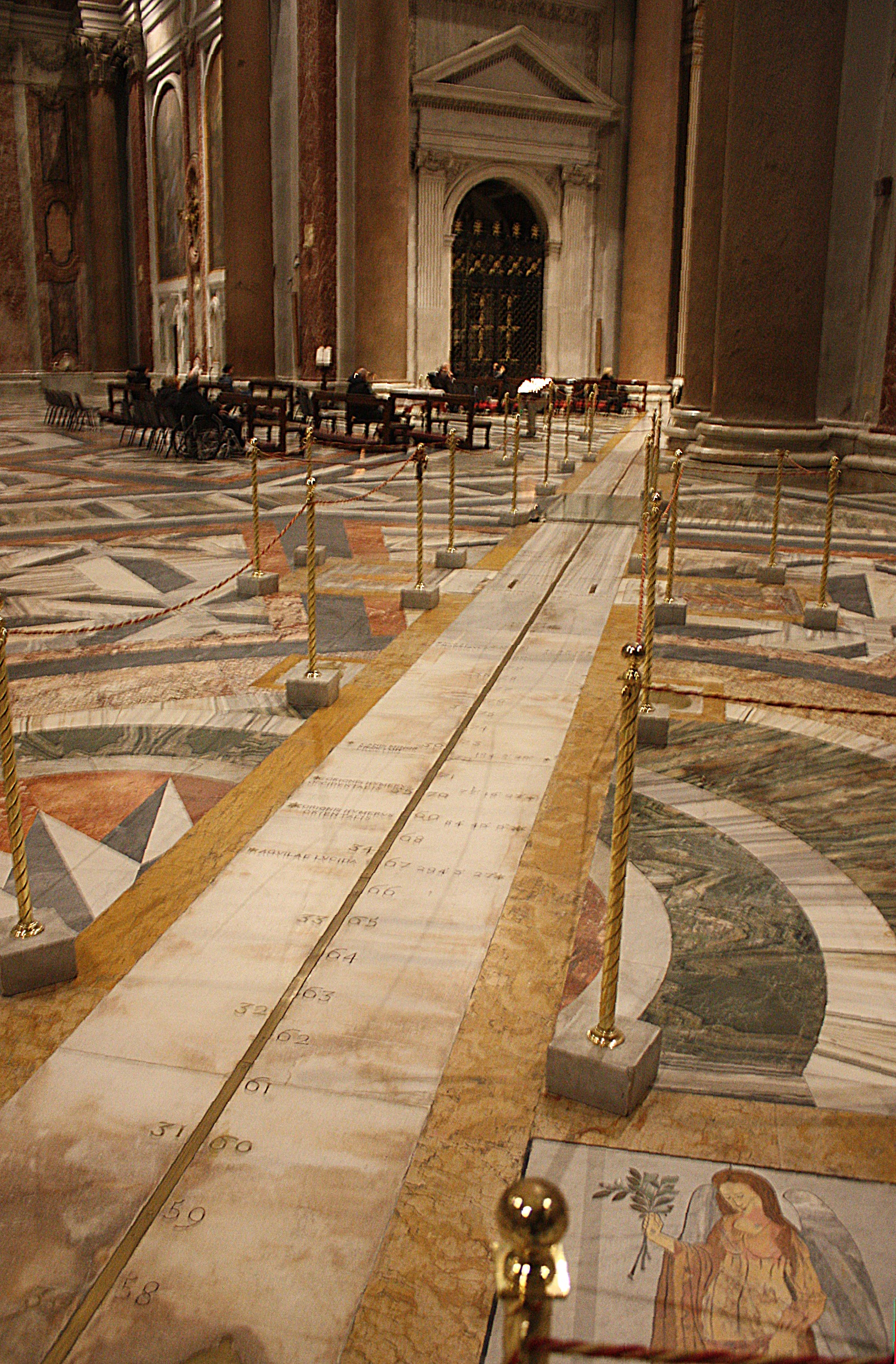
45 mètres de long.
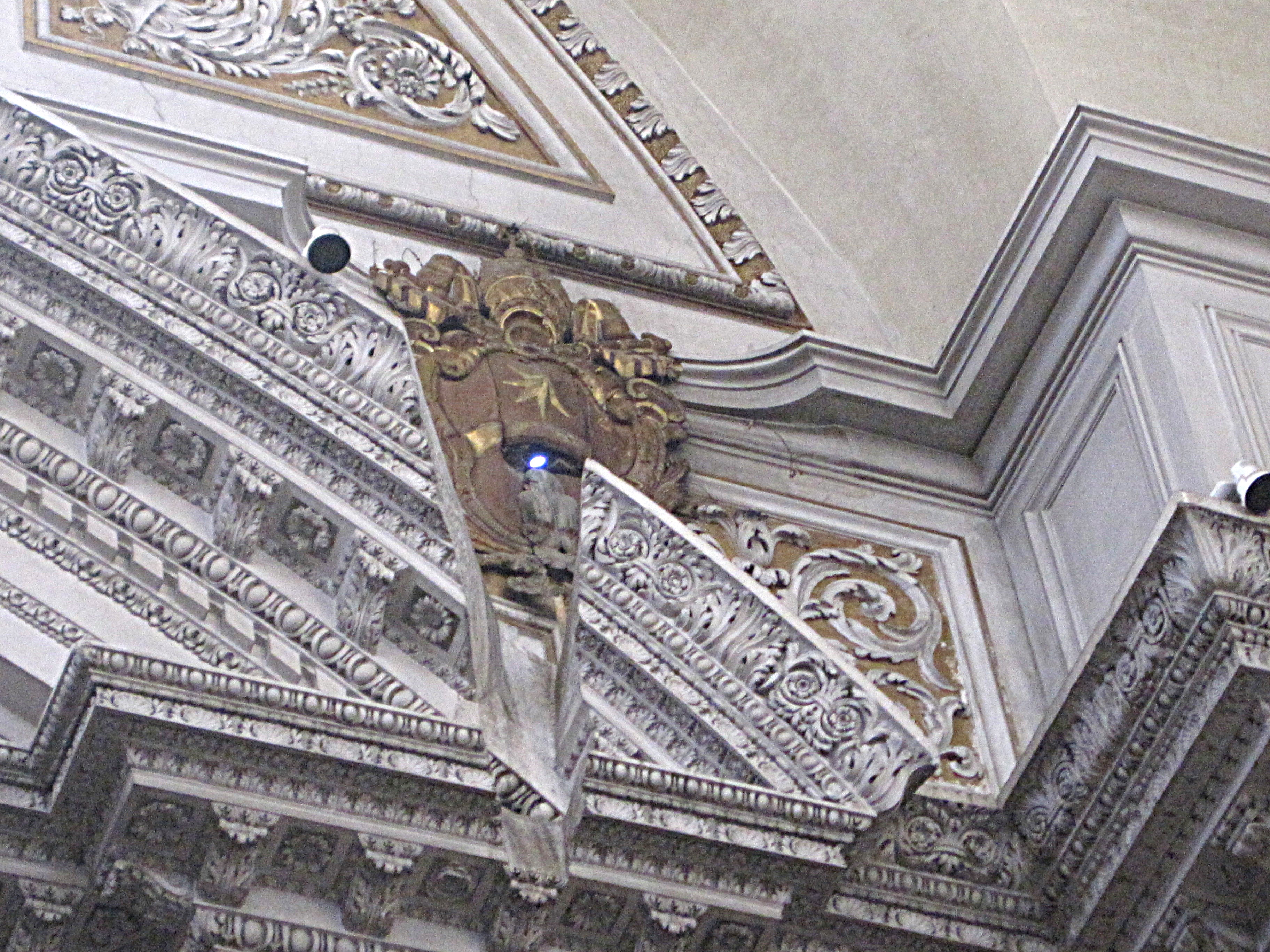
Le gnomon sud.
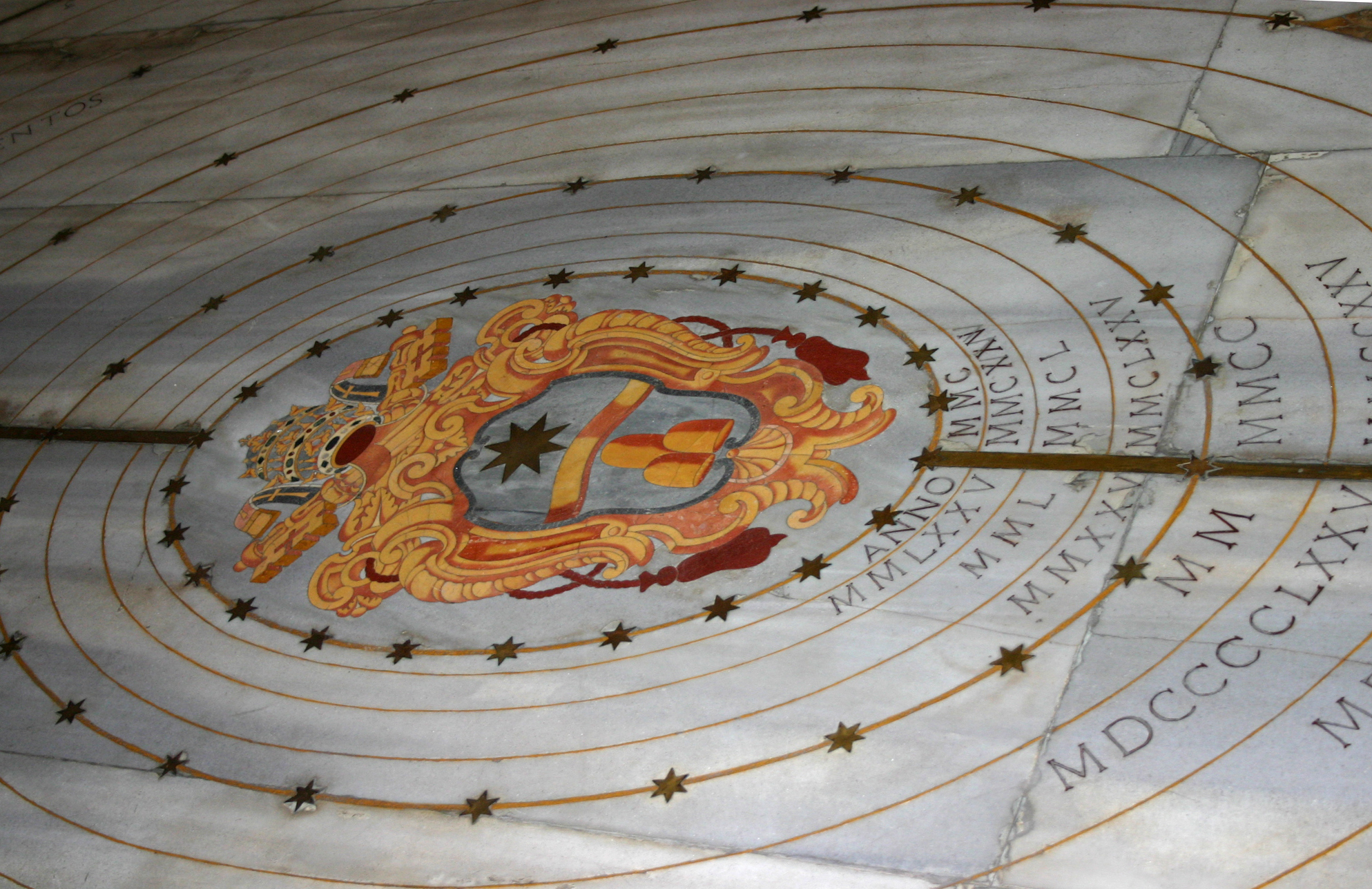
Les ellipses de la Polaire[40].

L'exploitation de la méridienne a permis d'obtenir de nombreux résultats, dont les suivants :

Avec le gnomon nord et l'étoile polaire, Bianchini détermine la latitude de la basilique, soit 41° 54' 27", valeur corrigée de la réfraction ; il souligne aussi que l'instant de minuit, correspondant au passage de la Polaire sur la ligne, peut être défini avec précision, donnée précieuse pour les ecclésiastiques !

Pour l'obliquité de l'écliptique, il trouve, en 1703, 23° 28' 25", résultat corrigé et peut-être indépendant de la méridienne ; pour la durée de l'année, il trouve 365 j 5 h 49 min 1 s (soit 11 s de moins que la valeur grégorienne) ; pour la lunaison moyenne, il s'entend au centième de seconde près avec Grégoire (sic) qui avait adopté 29 j 12 h 44 min 3,11 s. Les observations réalisées, qui couvrent un quart de siècle, seront publiées plus tard par Manfredi.

#### En France
En 1671, Jean Dominique Cassini, qui a établi la grande méridienne de Bologne, arrive à Paris, invité par Colbert. Il rêve de construire un immense cadran solaire dans le nouvel observatoire en construction : « Il permettrait de suivre le chemin journalier de l'image du soleil et aussi d'observer les variations que les réfractions peuvent y engendrer ». L'architecte Claude Perrault lui refuse ce vaste projet.

##### À l'Observatoire de Paris

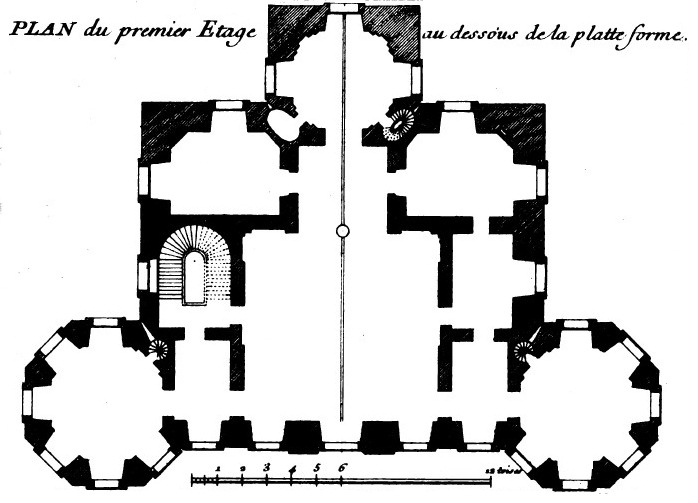
La grande salle de la Méridienne, 1741.

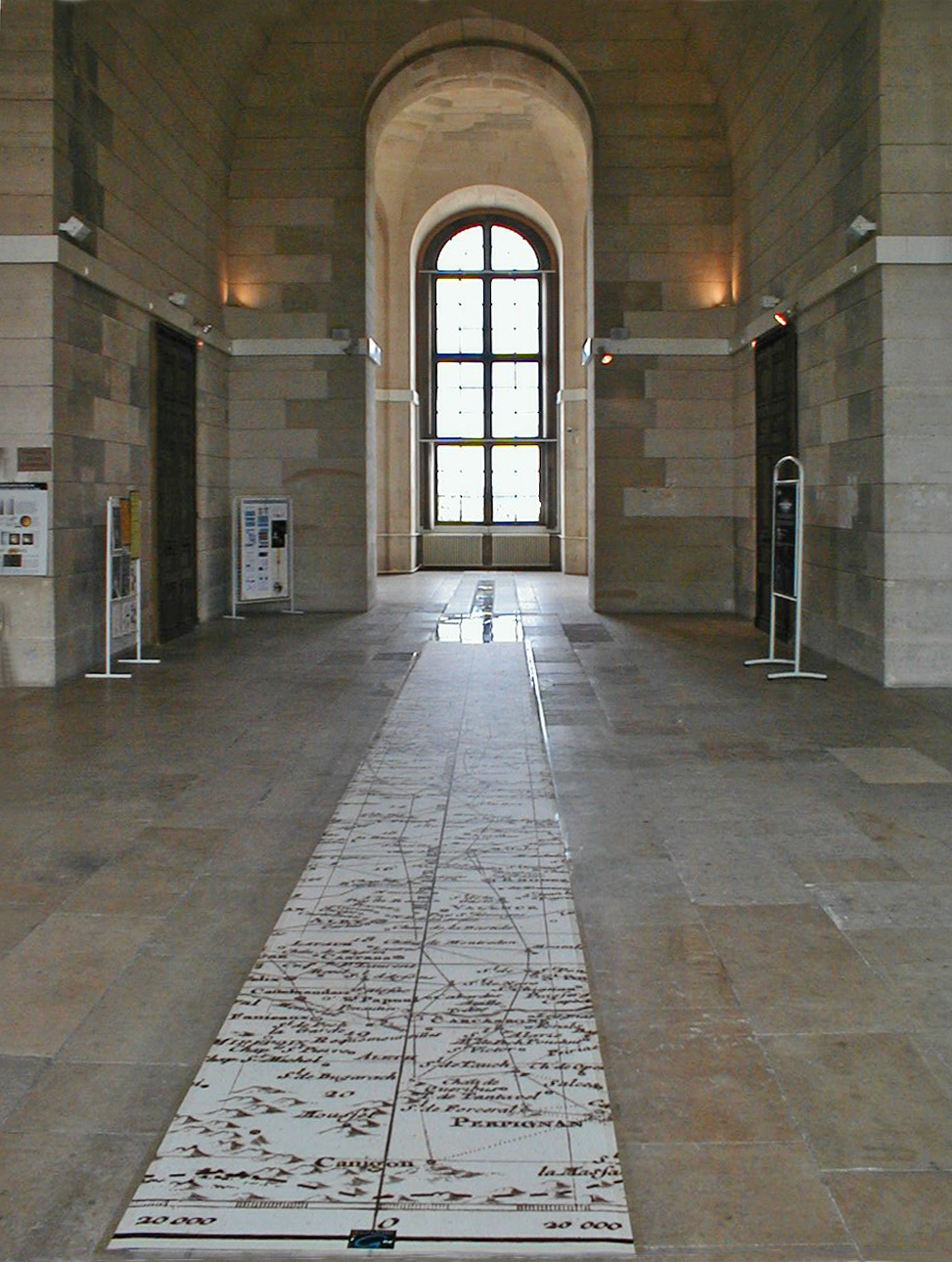
La méridienne aujourd'hui.

Cassini se contentera d'une grande méridienne. Aidé par Jean Picard et Philippe de La Hire astronomes de l'Académie des Sciences, elle sera tracée, vers 1680, au deuxième étage de l'Observatoire royal, et le 1er mai 1682, le Roi vint « y régler sa montre. »
À l'origine, l'œilleton est à 10,17 m du sol, mais l'image du Soleil se formait sur le mur nord au solstice d'hiver ; un second œilleton est alors installé, un peu plus bas, à 9,94 m et des verres-objectifs pouvaient y être placés pour servir à diverses saisons de l'année en améliorant la netteté de l'image solaire. La longueur de la ligne atteint presque les 32 mètres. Cassini Ier y effectuera des observations jusqu'en 1710, notamment pour déterminer l'obliquité de l'écliptique.
En 1729, le fils du grand Cassini, Jacques Cassini, dit Cassini II, reprend la méridienne, la vérifie, l'habille de marbre et l'entoure des inscriptions nécessaires à l'exploitation et à l'embellissement :

La hauteur du gnomon, vérifiée en 1984, est de 9 937 m, la longueur de la ligne - tracée par la méthode des hauteurs correspondantes - est déterminée avec précision à 31,727 m. Son exactitude angulaire est vérifiée par La Caille en 1743 : elle décline alors de 12" vers l'orient, résultat obtenu à partir de seize observations. Trente-deux règles de laiton dont la longueur est le dixième de la hauteur du gnomon matérialisent la ligne. Des plaques de marbre blanc de même longueur entourent la ligne. On y trouve du côté oriental une échelle des « tangente[s] de la distance du soleil au zénith » et du côté occidental les « degrés et minutes de la hauteur méridienne du soleil » ; les figures du zodiaque, gravées sur d'autres plaques de marbre, y sont judicieusement disposées.
La finalité astronomique de la méridienne était l'observation de l'obliquité de l'écliptique. Jacques Cassini la trouve, en 1730, de 23° 28' 20", valeur qu'il compare à celle de son père obtenue en 1671. Il trouve une diminution de 27" en 60 années, soit 45" par siècle, à comparer à sa valeur séculaire moyenne actuelle de 46,85". Mais, ne voulant pas contredire son père qui trouvait que l'obliquité de l'écliptique était constante, il n'officialisa pas son résultat.

Observateur assidu, il donne aussi une longue suite d'équinoxes observés à Paris ; pour l'année solaire moyenne, il propose des valeurs comprises entre 365 j 5 h 48 min 47 s et 365 j 5 h 48 min 52 s.

Dans la salle, une pendule à secondes était réglée chaque jour sur le passage du Soleil au méridien. C'était la référence temps de l'époque ; elle servit donc de référence à la mise en place des quarts de cercle de l'Observatoire dans le plan du méridien.
La méridienne, vérifiée en 1984 par des professionnels,, le sera aussi plus tard - en 2011-2012 - et d'une façon plus actuelle par Pascal Descamps, astronome de l'IMCCE de l'Observatoire.

##### À l'église Saint-Sulpice
En 1743, l'astronome Pierre Charles Le Monnier fait tracer par Claude Langlois, ingénieur aux galeries du Louvre, une méridienne avec un obélisque qui était « aussi remarquable par son exactitude que par la beauté des marbres… ».

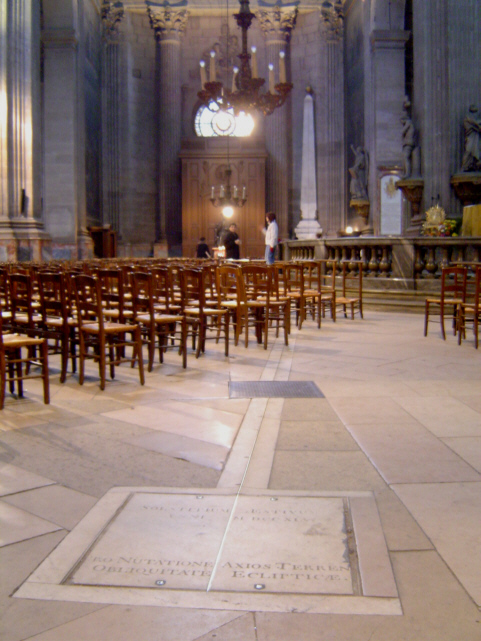
La méridienne vue du sud

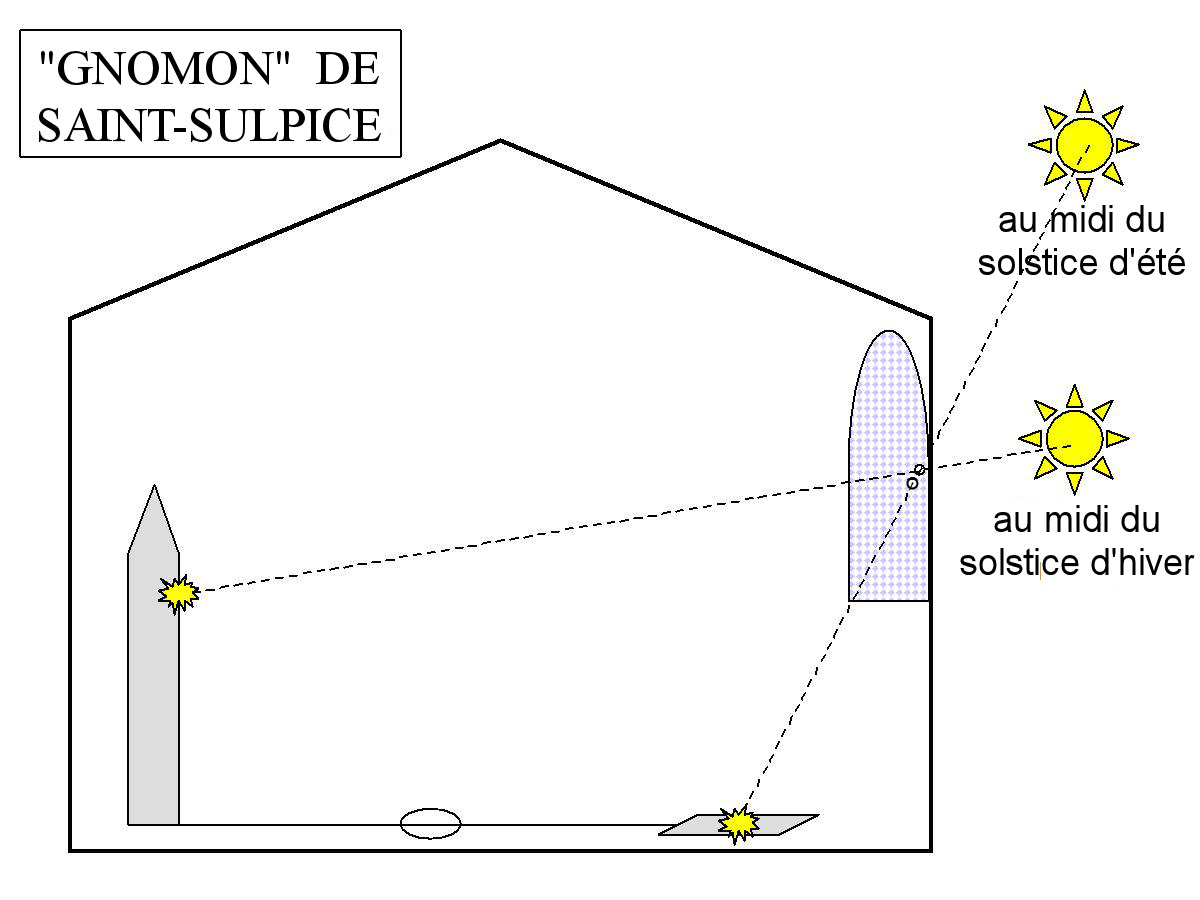
Schéma de la méridienne de Saint-Sulpice.

La section développée ici ne s'intéresse qu'à la partie gnomonique de la méridienne de Le Monnier.
Le gnomon est en fait constitué de deux œilletons, l'un, à 25,98 m du sol, d'un pouce de diamètre qui était utilisé vers le solstice d'hiver et les équinoxes, l'autre, installé à 24,36 m de hauteur, comportait une lentille convergente de 80 pieds de foyer qui permettait d'étudier la tache de lumière pratiquement sans pénombre au solstice d'été.

La ligne méridienne au sol a une longueur de 40,295 m. Une plaque de marbre située au lieu du solstice d'été porte une inscription latine (voir figure) dont voici la traduction : « Solstice d'été, année 1745, pour Nutation, axe de la Terre, obliquité de l'écliptique. ». Elle était protégée par une plaque de laiton, aux mêmes dimensions portant l'inscription « Obliquité de l'écliptique maximum, 23° 28' 40" ; fait par Claude Langlois, Ingénieur aux Galeries du Louvre, MDCCXLIV (1744). ». Plus loin, l'emplacement des équinoxes est souligné par une plaque de laiton de forme elliptique, de 54 × 35 cm, située dans un grand disque enveloppe métallique.

À l'extrémité nord, la ligne va suivre l'axe vertical d'un obélisque de 10,72 m de hauteur totale. On peut y voir au point du solstice d'hiver le symbole du Capricorne et plus bas les symboles du Verseau et du Sagittaire correspondant aux dates des 21 janvier et 21 novembre, dates d'entrée dans ces signes respectifs. Sur le piédestal de l'obélisque, en latin, la finalité originelle de la méridienne « Gnomon astronomique pour la détermination de l'équinoxe pascal. ».Fnm D'autres inscriptions latines, sont accessibles dans l'ouvrage d'Andrée Gotteland et Georges Camus.
L'utilisation initiale du commanditaire était de déterminer exactement l'instant de l'équinoxe de printemps pour calculer la date de célébration de la fête de Pâques. Cette finalité était inutile, les dates d'équinoxes étant indiquées dans la publication annuelle des éphémérides La connaissance des temps, depuis déjà 1779.

La lecture de l'heure vraie, ici secondaire, mais qu'il est intéressant de souligner, était donnée à la demi-seconde près vers le solstice d'hiver - à cette date, l'image du Soleil y parcourt deux lignes par seconde ; avec la lentille, au solstice d'été, l'appréciation de l'instant du midi se fait avec la même résolution.
« On doit surtout se servir de ce grand instrument pour déterminer les ascensions droites du Soleil en hiver, et le véritable lieu de cet astre dans son périgée, ou, ce qui revient au même, dans le périhélie de la Terre, ses différents diamètres dans les différentes saisons de l'année, les distances apparentes du tropique  ou du solstice d'hiver à l'équateur, et enfin l'obliquité de l'écliptique pour ce solstice… »
L'autre utilisation astronomique de Le Monnier concernait principalement les phénomènes liés au solstice d'été observés en utilisant la lentille de 80 pieds de foyer : l'obliquité de l'écliptique, sa variation et l'étude de la nutation. Pour l'obliquité de l'écliptique, en 1744-1745, il n'a pu constater une variation qui ne dépassait pas 0,5" d'après Delambre, d'où son doute sur sa variation ; néanmoins, plus tard, il constatera que l'obliquité diminue de 30" par siècle.
D'après Delambre, souvent avare en compliments, cette méridienne offre la même précision que les grands quarts de cercle qui vont malgré tout supplanter les méridiennes dans la recherche des éléments fondamentaux du mouvement annuel du Soleil, dès 1750.

Détails de la méridienne
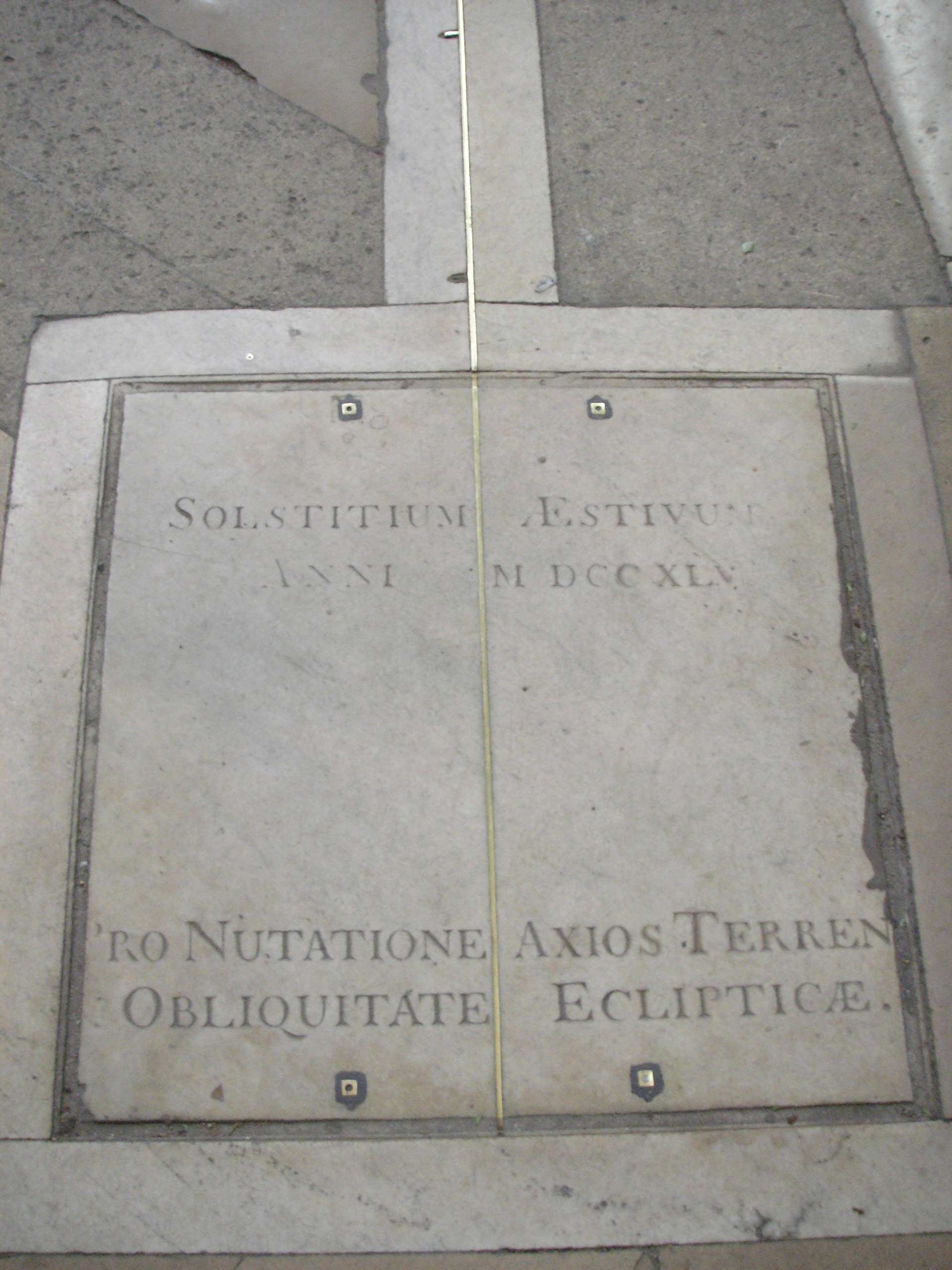
Plaque au solstice d'été.
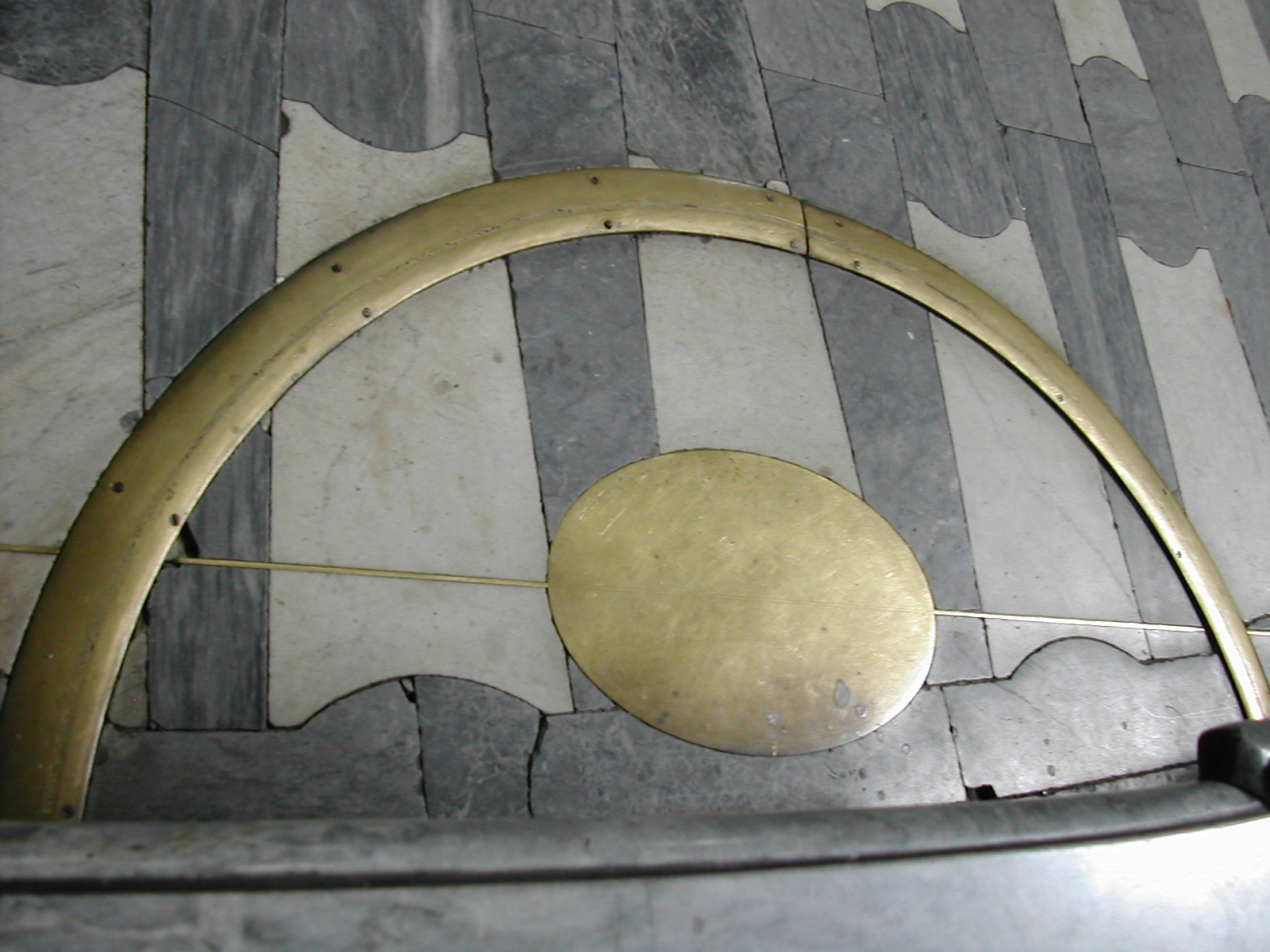
Plaque aux équinoxes.
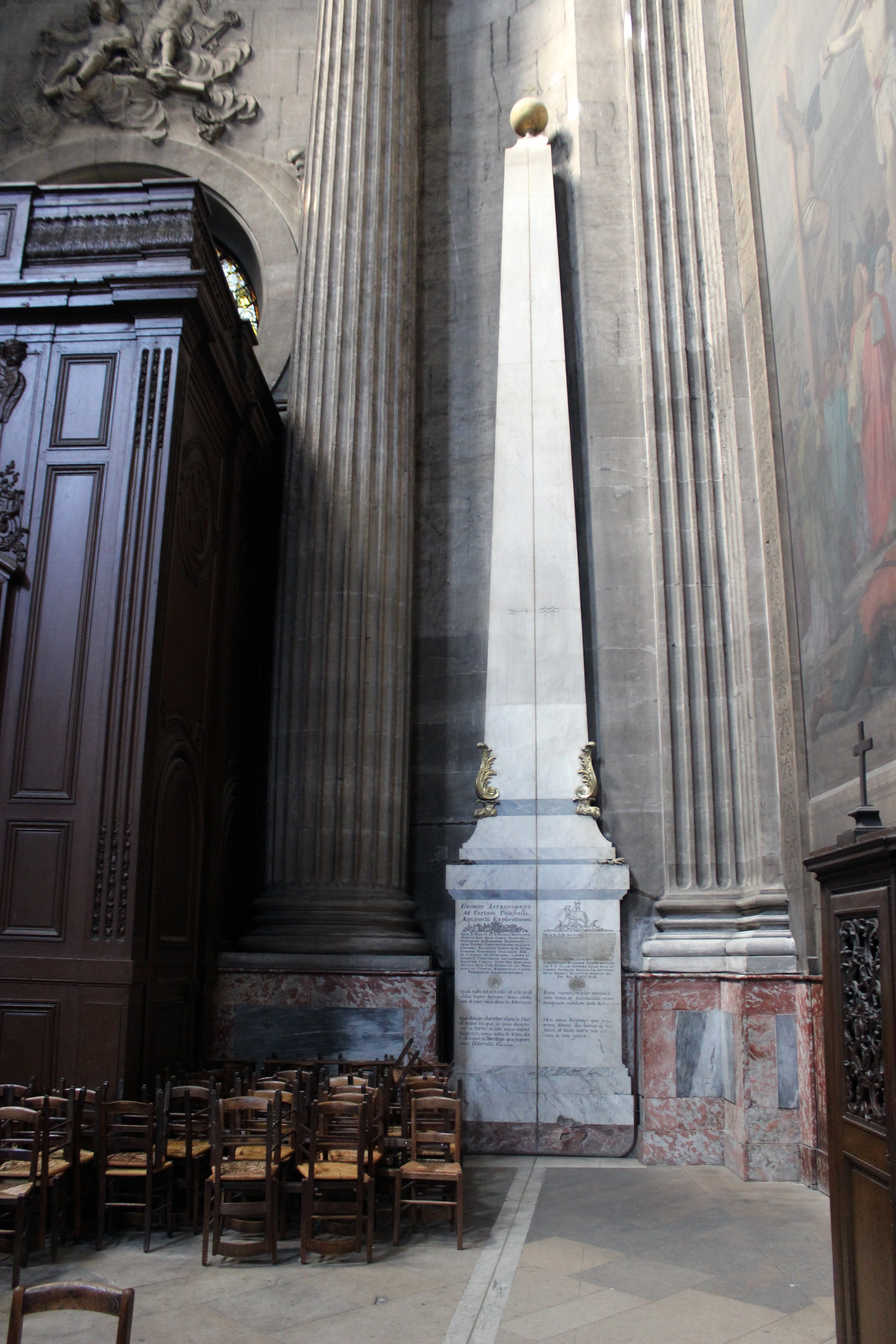
Obélisque.
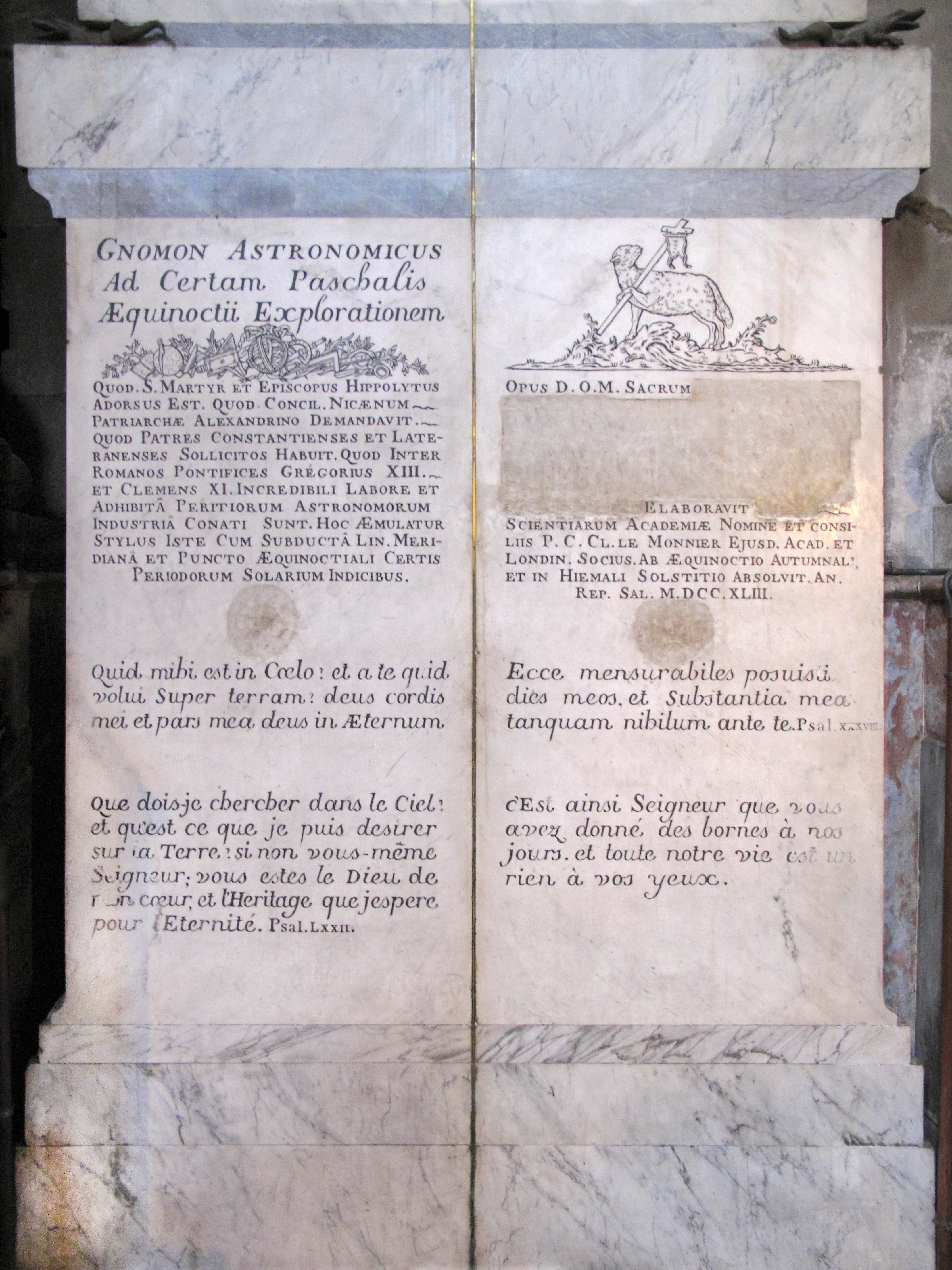
Piédestal de l'obélisque.

#### Donner l'heure
Au XVIIIe siècle, certaines grandes méridiennes, en plus de leurs fonctions astronomiques, seront exploitées pour donner l'heure exacte comme d'autres qui ne seront dédiées qu'à cette seule fonction : donner l'heure de référence à la population environnante. Parmi ces dernières, un type un peu spécial de méridienne sera utilisé par des astronomes professionnels ou amateurs éclairés : les méridiennes à fil.

##### Donner l'heure de référence
En France on trouve :

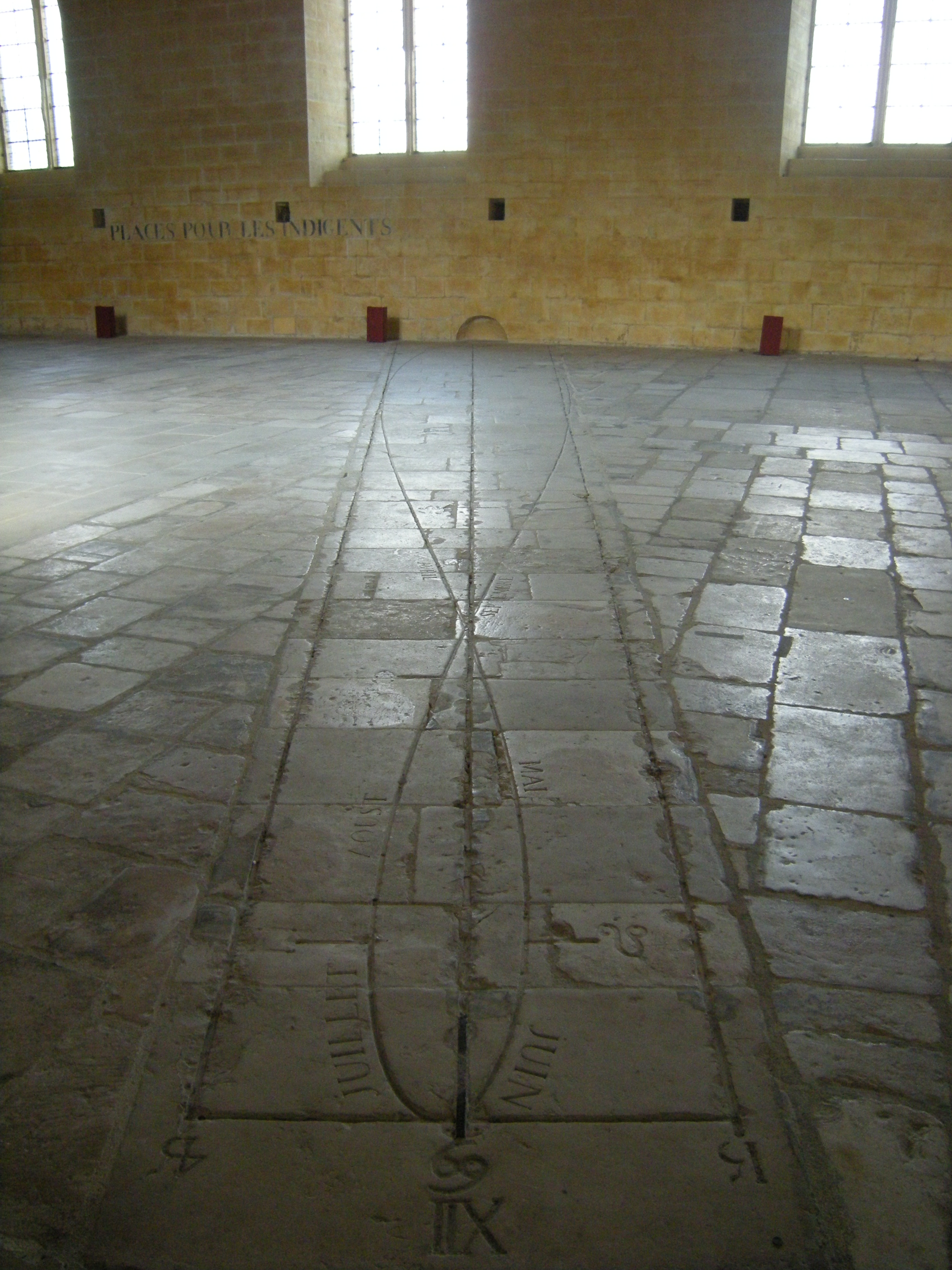
La méridienne de Tonnerre.

- la méridienne de l'Observatoire de Paris, vue précédemment, était la référence temps pour l'Observatoire et la collectivité éclairée environnante. Plus tard, son champ d'application sera étendu à la ville tout entière ; son exactitude était de l'ordre de ± 1 s en 1762 ;
- la méridienne de Saint-Sulpice, à l'origine, tracée par Henry de Sully, devait permettre l'harmonisation de la sonnerie des cloches de la ville. Celle de Le Monnier donnera l'heure à ± 0,5 s près en 1743 ;
- la méridienne de Hôtel-Dieu de Tonnerre, tracée en 1786, enrichie d'une courbe en huit, est l'œuvre de passionnés cautionnés par Lalande. Elle donne le midi vrai sur la ligne méridienne et le midi moyen du lieu sur la courbe en huit[54].

En Italie, on peut citer :

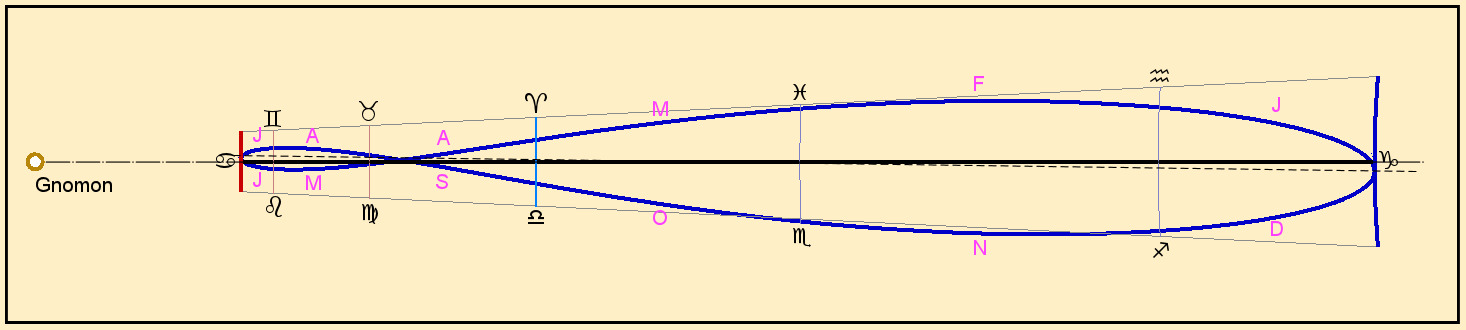
Dessin théorique de la méridienne de l'Hôtel-Dieu de Tonnerre.

- la méridienne de la cathédrale Santa Maria del Fiore, retracée par Ximenes, en 1777, contrôlée à ± 0,7 s en 1755 ;
- la méridienne du Duomo de Milan, tracée par l'astronome Cesaris, en 1788, qui donnait l'heure à ± 2 s en 1974 ;
- la méridienne de la cathédrale de Palerme, tracée par Giuseppe Piazzi, « Le plus grand astronome italien après Galilée ».

Méridienne de la cathédrale de Palerme
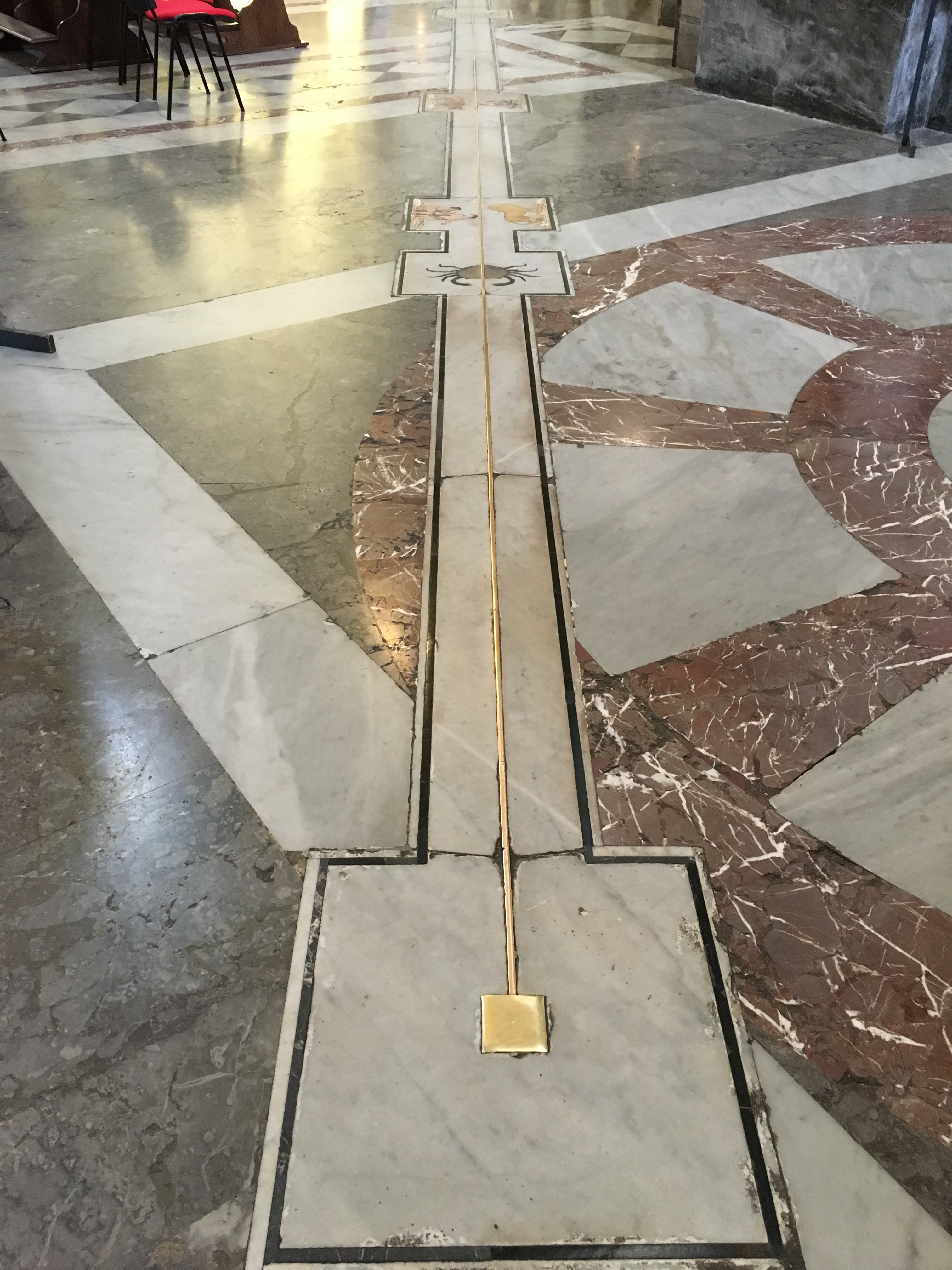
La ligne méridienne.
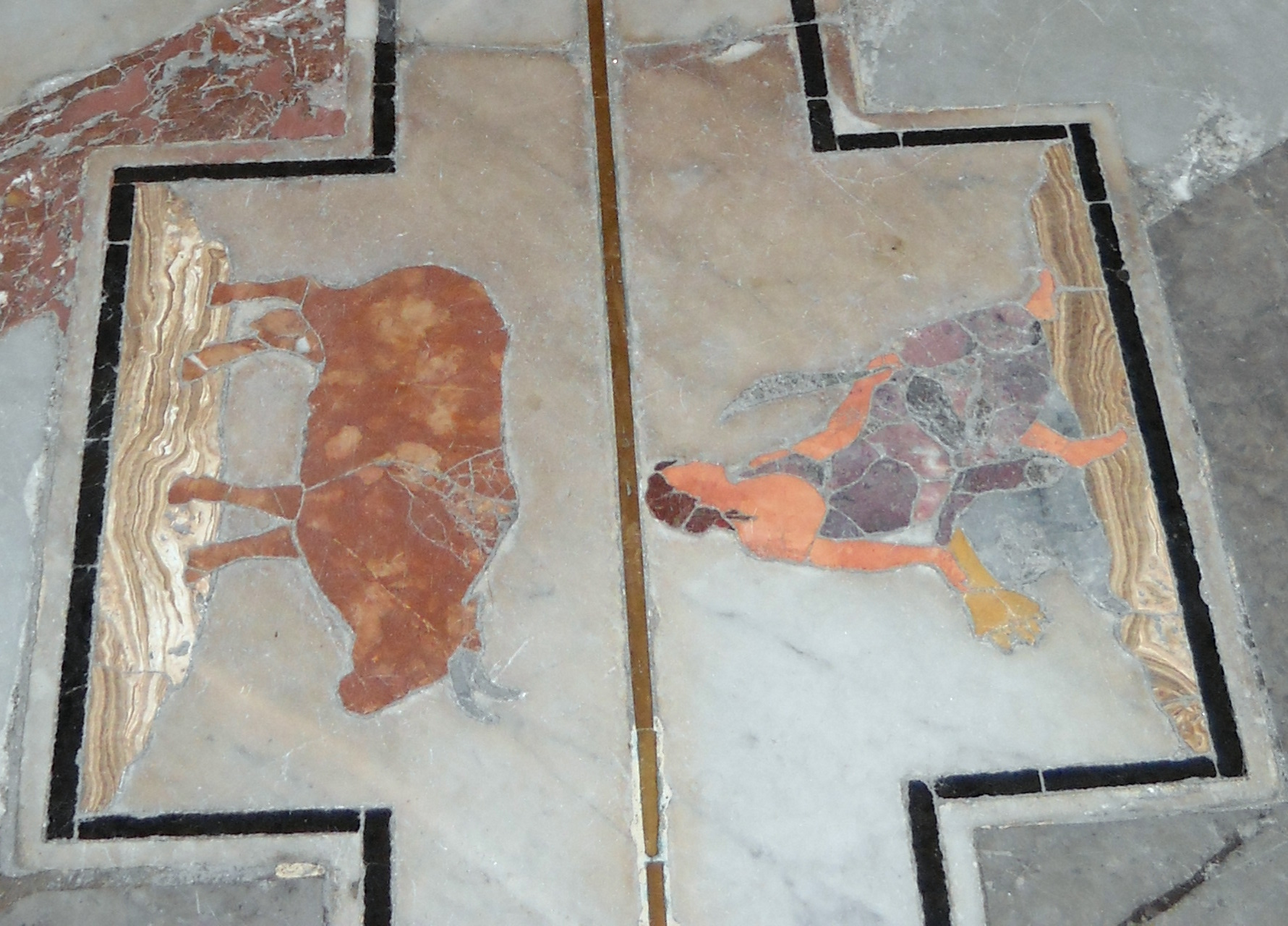
Signes du Taureau et de la Vierge.
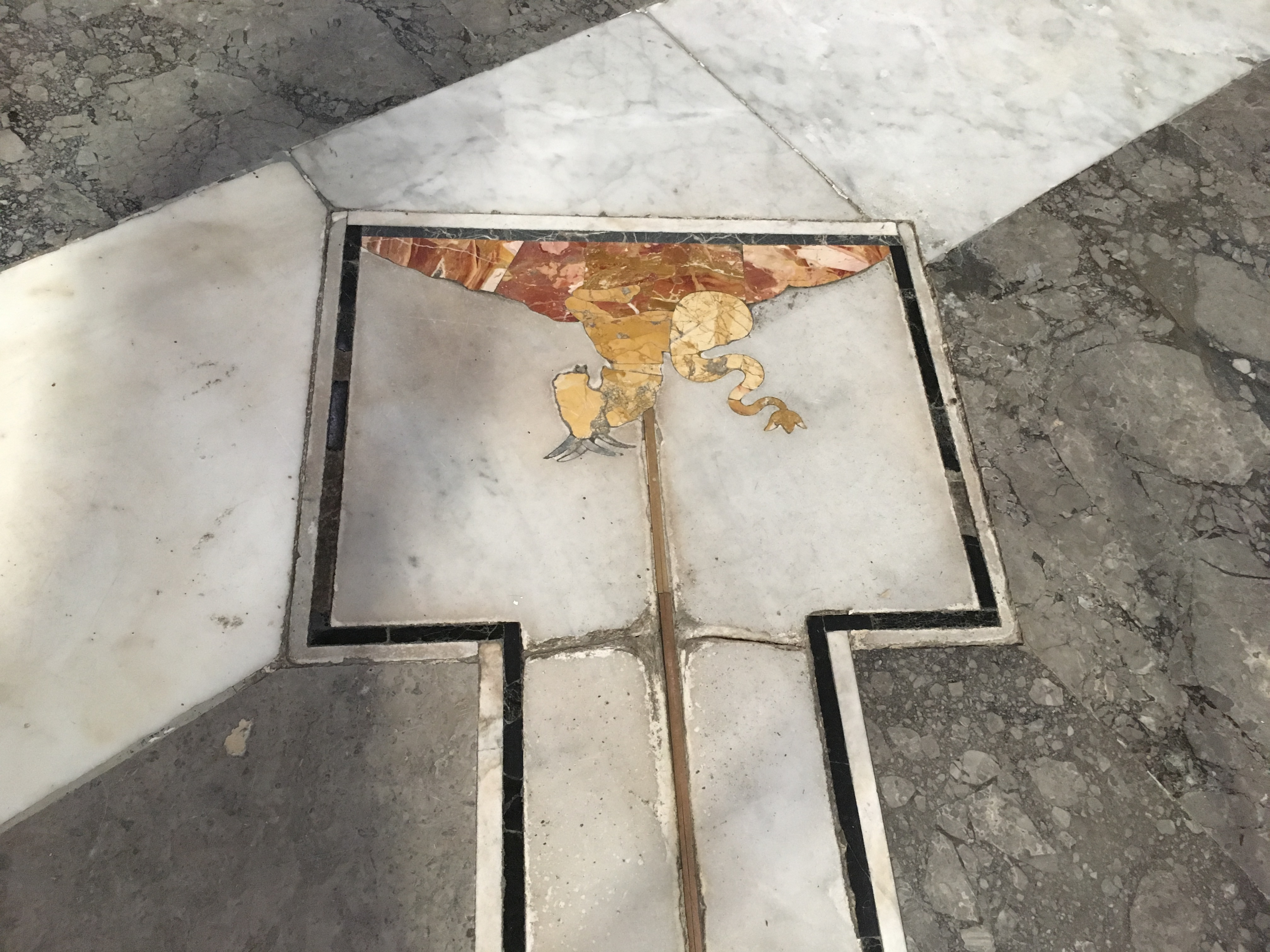
Signe du Capricorne[55].

Ces méridiennes « avaient pour buts civique et civil de convertir en douceur les Italiens à l'heure européenne.». Elles seront suivies plus tard par des méridiennes où étaient tracées des courbes en huit, ce qui sera le cas de :
- la méridienne de Sienne dans les locaux de l'académie des sciences ; tracée en 1702, détruite par un tremblement de terre en 1798, elle sera reconstruite, un peu plus petite, et accompagnée d'une courbe en huit, par Giuseppe Pianigiani, vers 1848 ; pour la petite histoire, la courbe en huit fut tracée à l'envers : Pianigiani ajoutait des durées qu'il fallait en fait soustraire ! Personne ne se rendit compte de l'erreur, elle ne sera rectifiée que… douze ans plus tard ;
- la méridienne de Bergame installée dans un passage voûté menant du palais à la cathédrale vers 1800. En 1857 y fut ajoutée une courbe en huit, juste du premier coup ! L'ensemble a été rénové en 1982[57].

En Belgique :

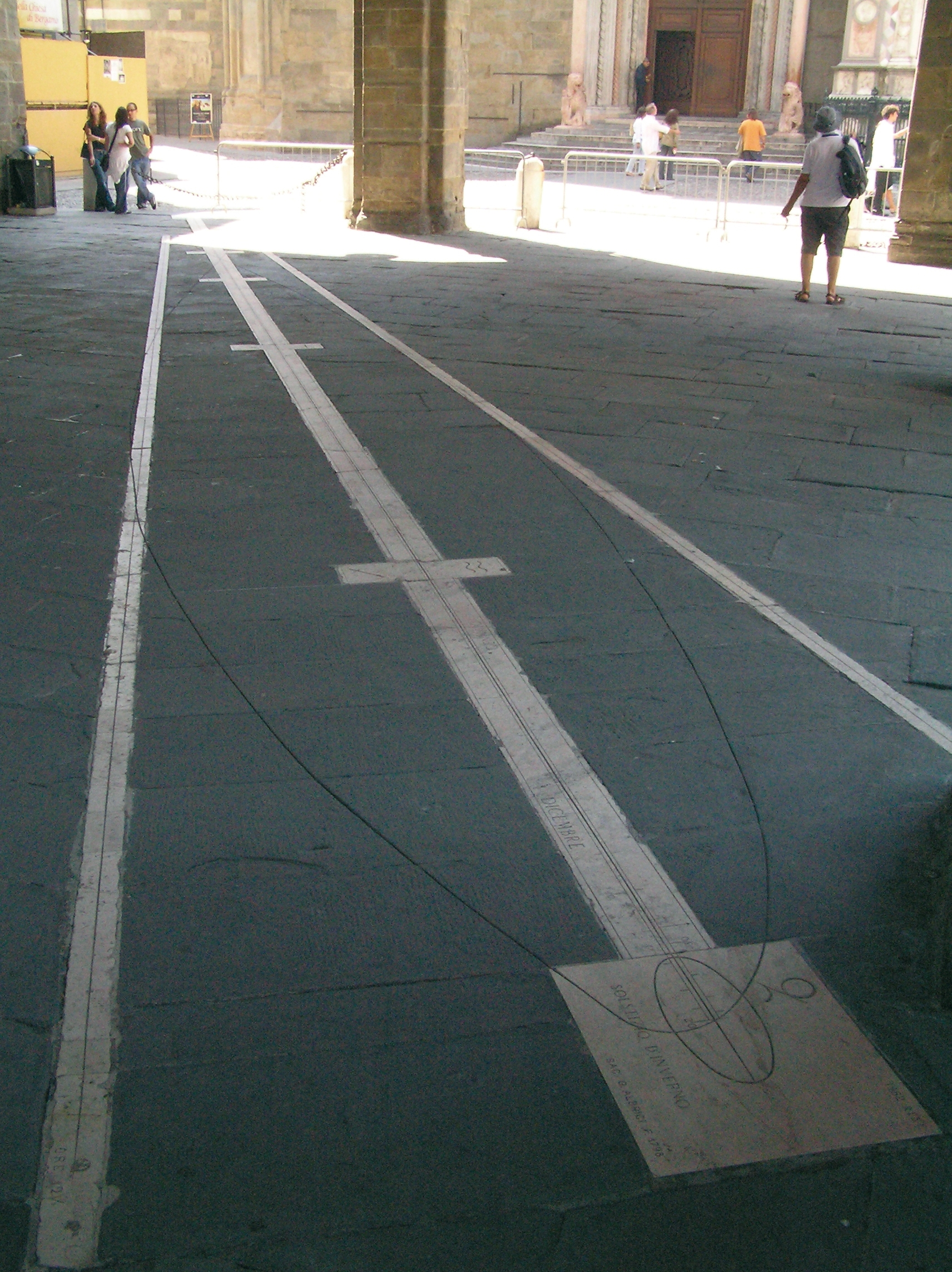
La méridienne de Bergame avec courbe en huit.

Dans l'église Sainte-Gudule de Bruxelles, une méridienne est tracée par Quételet en 1836. L'instant de midi était noté à la montre et diffusé vers la gare de Bruxelles pour être transmise à l'ensemble du royaume. À cette époque, Quételet a tracé une dizaine de méridiennes, dans différentes villes, pour les besoins des chemins de fer belges.

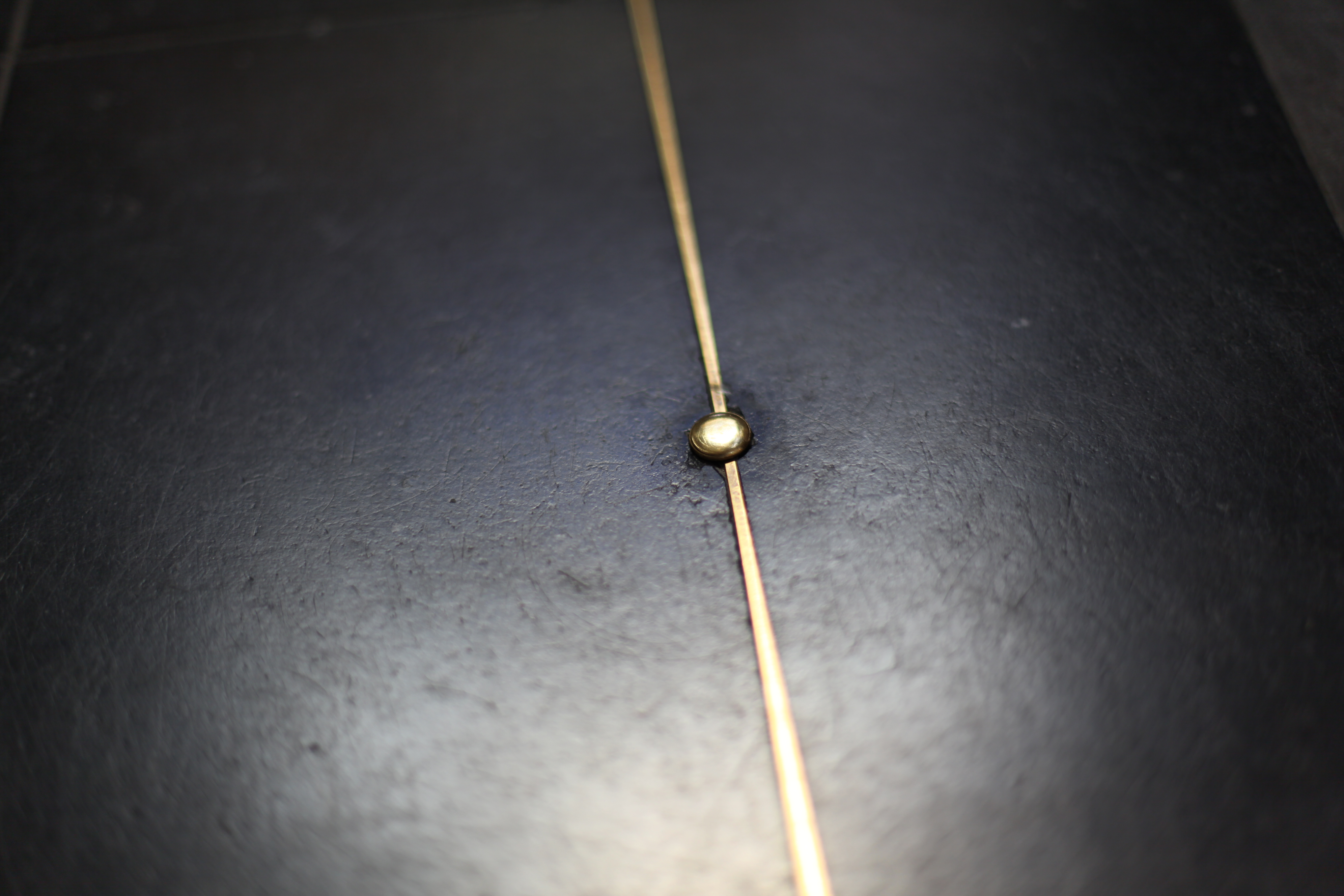
Un détail de la méridienne de Quételet tracée dans la cathédrale, 1836.

##### Méridiennes à fil
Dans les observatoires, les astronomes se doivent d'avoir l'heure la plus exacte possible pour saisir les instants des évènements qu'ils observent. Au XVIIIe siècle, il n'existe pas d'horloge parlante ! Chacun doit construire sa référence temps. La référence temps la plus précise à l'époque est le midi vrai donné par la méthode des hauteurs correspondantes (voir plus haut), mais sa mise en œuvre est longue et nécessite plusieurs jours d'attention. La solution consiste alors à tracer une méridienne personnelle, par la méthode précédente, qui servira à régler une bonne pendule de référence. Simple, non destructrice de son environnement et très précise, une méridienne particulière va être employée à cette époque, c'est la méridienne à fil.
Il n’existe guère de documentation sur le sujet. Joseph-Nicolas Delisle, dit Delisle le Cadet, à l’Académie des Sciences de Paris, semble être le seul à avoir écrit sur la construction de ce type de méridienne.
Sa différence essentielle, par rapport à une méridienne horizontale classique, est le remplacement de la trace de la ligne du midi vrai par un fil BD tendu et légèrement surélevé par rapport au sol. Ce fil très fin, « plusieurs cheveux [Ø < 0,1 mm] noués les uns au bout des autres », sert à définir très précisément les instants d’entrée et de sortie du fil dans le cône de lumière du Soleil ; à ces instants, la projection du fil apparaît ou disparaît de l’image solaire éclairant un papier blanc placé sous le fil, dans une pièce obscure, naturellement. Des « tops » de ces instants, on en déduit par leur moyenne le moment où le centre du Soleil passe par le méridien.

Il est à remarquer que, si la pièce où doit se trouver la méridienne est trop petite pour la recevoir en entier, un fil vertical HC, du même type, peut remplir la même fonction que la portion CK impossible à mettre en place – l’image du Soleil doit bien sûr être reçue derrière ce dernier fil de la même façon que précédemment.
Ce type de méridienne a eu les faveurs des astronomes isolés, qu'ils soient professionnels ou amateurs éclairés. On peut citer chez les premiers : la méridienne de Delisle, à l'Observatoire de Paris, utilisée autour de 1719 ; la méridienne d'Ercole Lelli, sous les ordres de Manfredi, qu'il réalisa au foyer de l'académie des sciences de Bologne et son observatoire ; la méridienne de Marinoni à Vienne, en Autriche, datée de 1746 ; cette « méridienne filaire, partie horizontale et partie verticale… vérifiée par un grand nombre de hauteurs correspondantes n'a jamais été trouvée en erreur que de 1 s ou 2 s tout au plus. ». Chez les amateurs éclairés on peut citer le cas exceptionnel du cardinal de Luynes qui en avait fait installer au moins cinq dans les différentes résidences qu'il fréquenta.

#### Méridiennes contemporaines
Les méridiennes contemporaines (à partir du XXe siècle) sont innombrables, en voici quelques-unes :

À Villers-sur-Mer (Calvados) : une méridienne horizontale et verticale avec courbe en 8 se trouve au sein de la salle du méridien du Paléospace l'Odyssée. Conçue par Denis Savoie en 2011, elle a été mise en place avec des moyens géodésiques modernes (gyroscope à laser Gromat 2000) pour son orientation. Son originalité consiste en un tracé de la courbe enveloppe de la tache de lumière en fonction de la date qui facilite la saisie de l'instant du midi vrai. Elle permet de lire l'heure solaire à la seconde près.
À Montbéliard : dans le parc scientifique du Près-la-rose, une méridienne géante de 40 mètres de haut dite « Vaisseau Archipel » impose sa silhouette et son porte-gnomon dans un cadre paysagé.
Près de Saint-Paul de Vence une méridienne est installé au pied d'un mât supportant une sculpture. Cette réalisation est le fruit d'une « co-création » associant l'artiste Jean-Marie Fondacaro et l'ingénieur Roger Torrenti afin d'ajouter une composante solaire à un ensemble mât-sculpture. Une "boîte méridienne" est installée au pied du mât. A midi solaire la boîte est éclairée par les rayons de soleil. Des repères sur la boîte indiquent la position supérieure de la bande éclairée aux solstices et aux équinoxes.

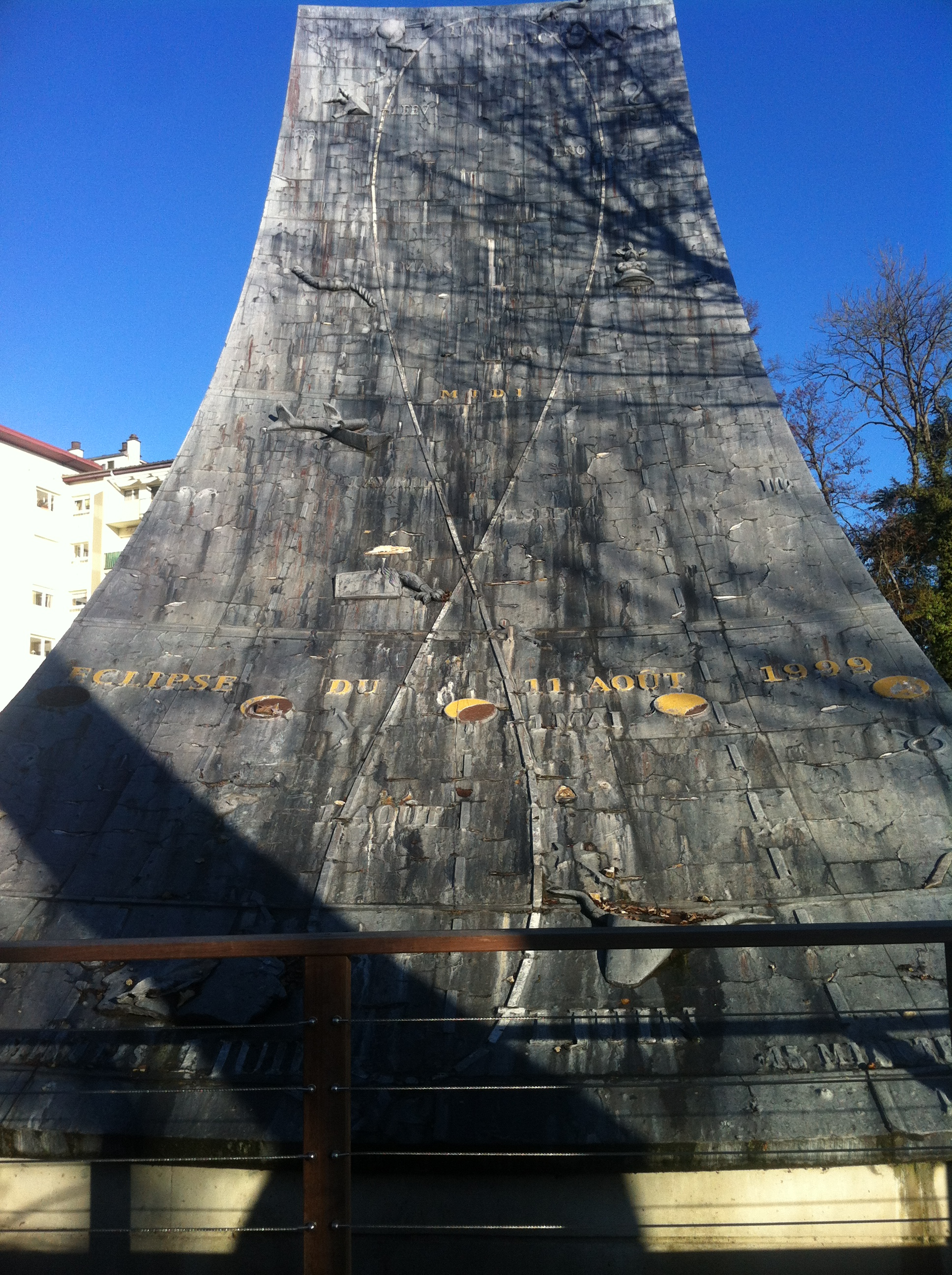
Table-scaphé de la méridienne de Montbéliard.
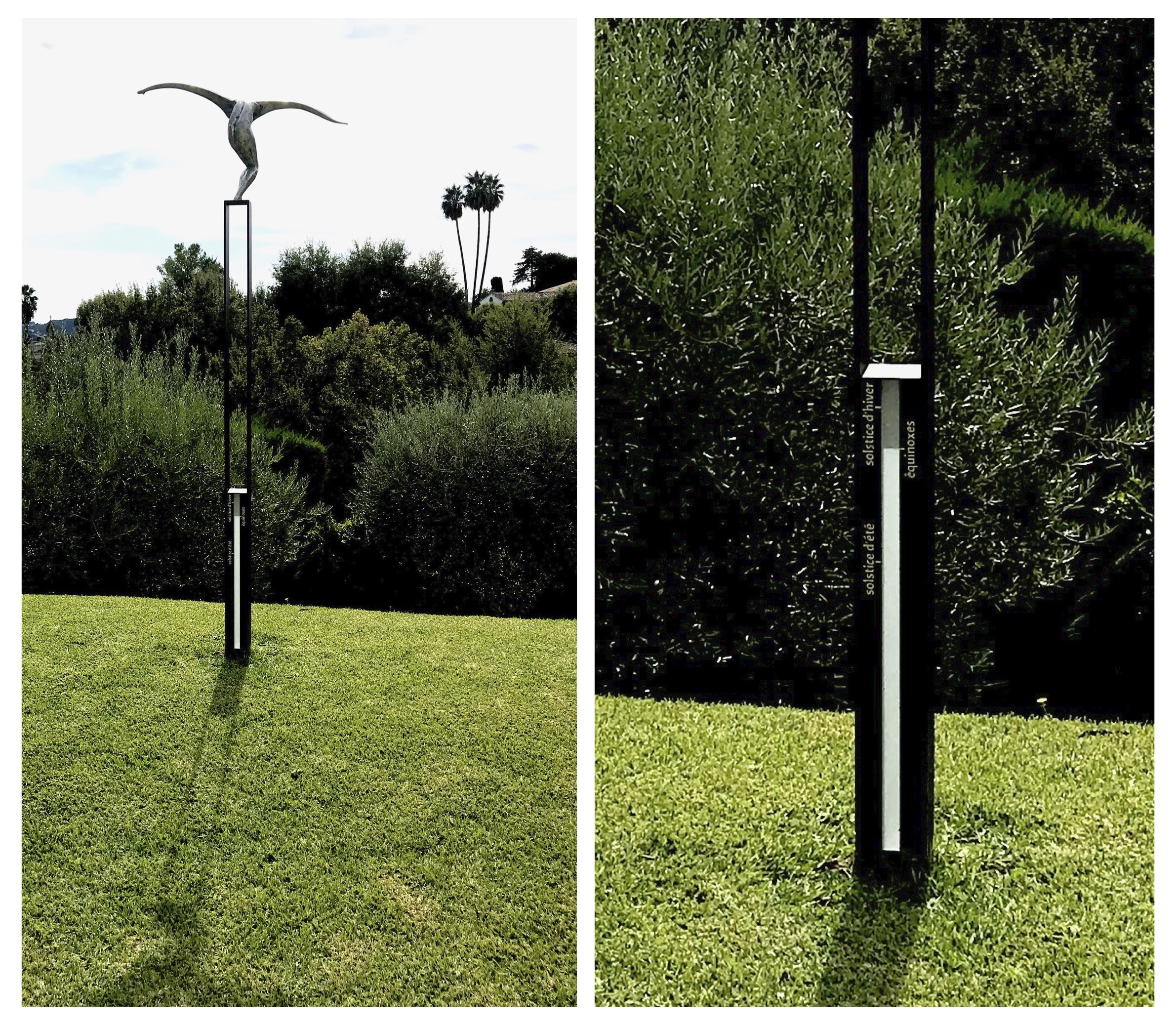
Méridienne au pied d'une sculpture de Jean-Marie Fondacaro

## Sites de méridiennes
En 2008, Andrée Gotteland recense, avec le concours des membres de la Commission des cadrans solaires de la SAF, plus de mille méridiennes distribuées dans vingt-cinq pays différents. Cet inventaire ne se veut pas exhaustif, mais son ouvrage, considérable, cité en bibliographie est une référence fondamentale.

Les principaux pays où on trouve le plus de méridiennes sont dans l'ordre :
| Rang | Pays            | Nombre |
| ---- | --------------- | ------ |
| 1    | France          | 542    |
| 2    | Italie          | 291    |
| 3    | Suisse          | 38     |
| 4    | Allemagne       | 26     |
| 5    | Grande-Bretagne | 19     |
| 6    | Belgique        | 17     |
| 7    | Espagne         | 11     |

### En France
En 2012, il existait 618 méridiennes recensées par la commission des cadrans solaires de la Société Astronomique de France, en voici quelques exemples :

### En Italie
En 2008, Andrée Gotteland en recense près de trois-cents. En voilà quelques autres…